# 中興巴士暨關係企業
中興大業巴士暨關係企業集團，簡稱中興巴士集團，主要經營臺北市聯營公車、新北市公車、桃園市市區公車、公路客運與國道客運等，為淡水客運購併中興巴士、光華巴士、指南客運、亞捷租賃、新北客運之後形成。集團標誌源自光華巴士，集團總部設於光華巴士總部。集團目前新購的車輛除特殊狀況外，車身塗裝及公司識別系統均採統一外觀，僅在車身上註明不同公司名稱；但基隆客運和統聯客運因為股份沒有過半，公車塗裝並沒有要求全面跟進。但基隆客運在2010年之後，由金龍汽車製造提供的車輛，出廠時直接使用中興巴士集團之塗裝。

## 歷史
- 1953年2月12日，指南遊覽汽車（今指南客運）創立。
- 1965年，大業巴士（後改名為中興大業巴士公司）創立。[1]
- 1967年，欣和客運（今新北客運）創立。
- 1969年10月，光華巴士創立。
- 1974年12月，指南客運淡水分公司設立。
- 1981年1月，淡水客運入主中興大業巴士。
- 1995年1月，淡水客運入主光華巴士。
- 1996年8月1日，淡水客運入主基隆客運。（本集團當時僅持有基隆客運53%股權）
- 1996年9月1日，淡水客運入主指南客運。
- 2011年6月，欣和客運由中華民國經濟部核准更名為新北客運。
- 2021年9月27日，基隆客運股權變更，中興巴士集團持有全數股份，基隆客運總公司登記及辦公地址遷移至中興巴士集團淡水辦公室（新北市淡水區中正東路二段27之8號3樓，與指南客運、淡水客運共同運作）。

## 經營範圍
- 臺北市：全部
- 新北市：中和區、永和區、新店區、深坑區、石碇區、泰山區、五股區、淡水區、三重區、蘆洲區、新莊區、樹林區、板橋區、土城區、汐止區、三芝區、石門區、八里區、金山區、萬里區、瑞芳區
- 基隆市：安樂區、中山區、仁愛區、七堵區、暖暖區
- 桃園市：桃園區、中壢區、蘆竹區、龜山區、平鎮區、龍潭區
- 臺中市：龍井停車場.烏日停車場.新福停車場.霧峰停車場.豐原停車場（翁子保養廠）

## 使用車種(※以下不計入統聯客運車型)

### 日本日野（HINO）（代理商：國瑞汽車）
- 車體廠：金龍汽車製造

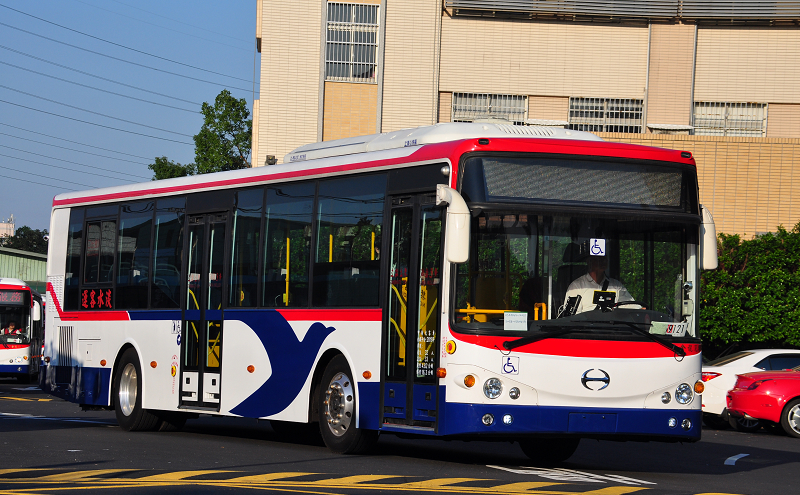
2018 HINO HS8JRVL-UTF

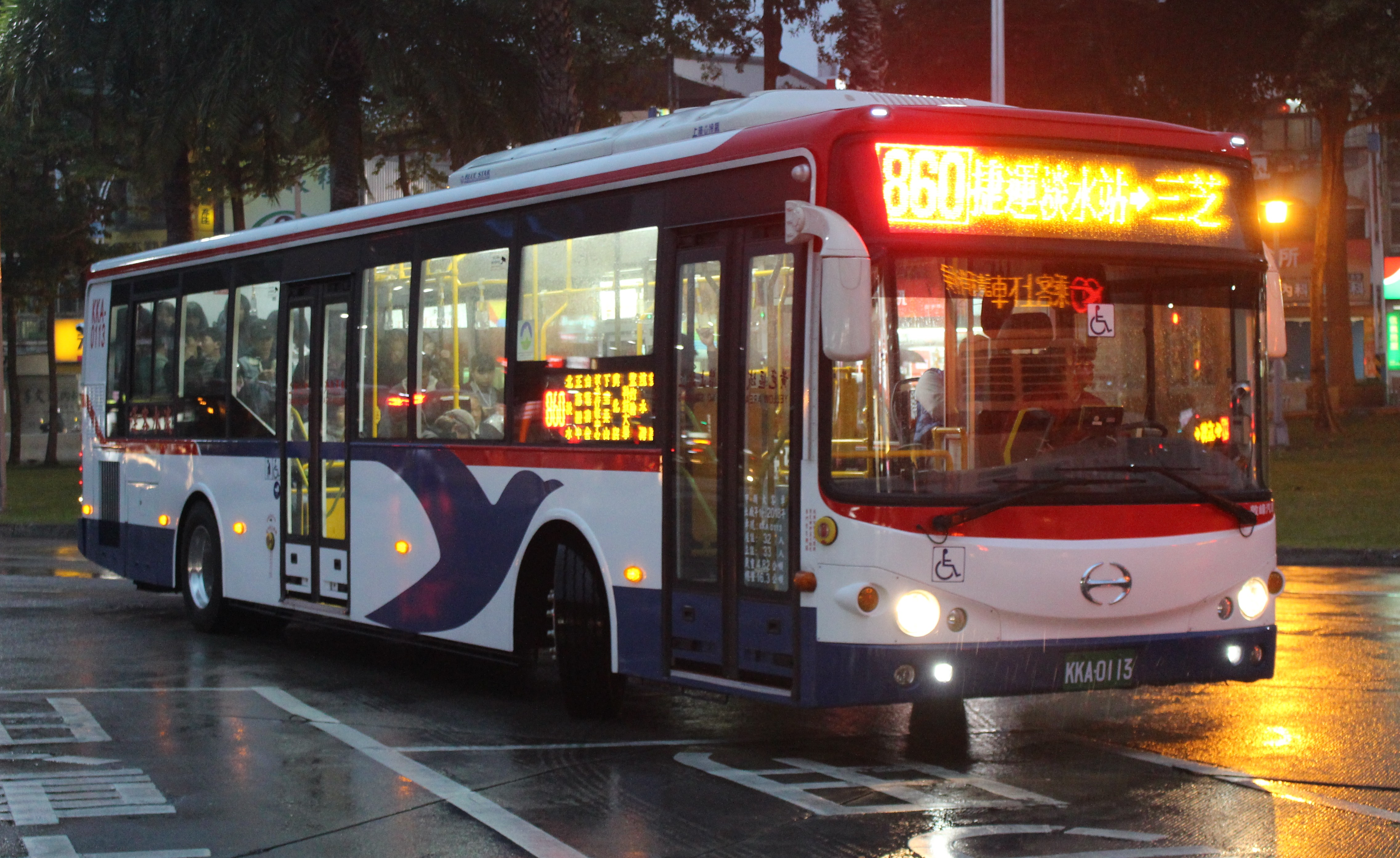
2018 HINO HS8JRVL-UTF KKA-0113門側

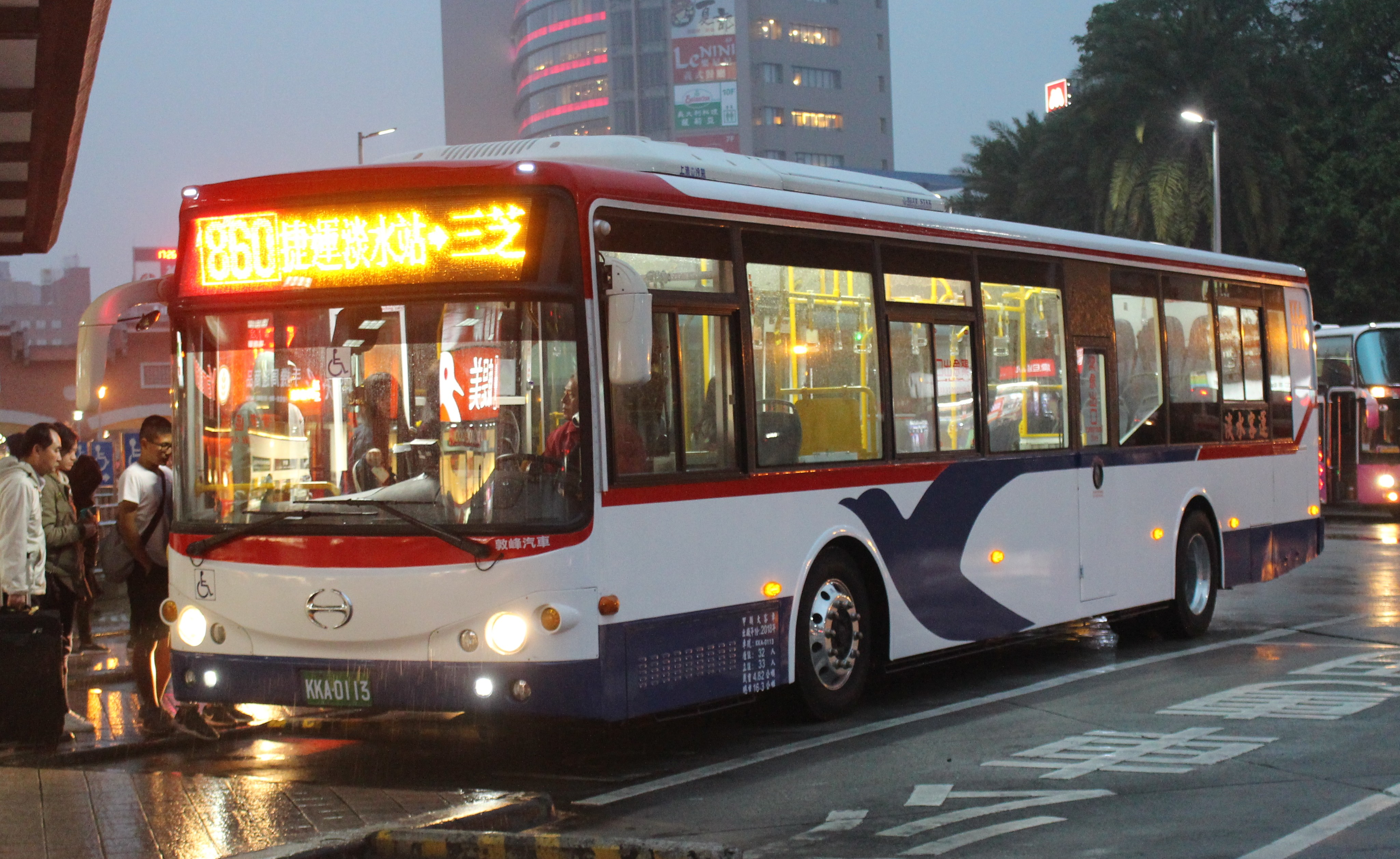
2018 HINO HS8JRVL-UTF KKA-0113駕側，可見擋風玻璃下有"敦峰汽車"字樣

- 引擎：日野(HINO)J08E-VD(Euro V)
  - 排氣量：7684cc
  - 最大馬力：280ps(206kW)/2400rpm
  - 最大扭力：84kg-m/1500rpm
- 變速系統：ZF 6AP1000自排(前6後1)
- 車長:12,130毫米
- 車重：16,300 公斤
- 車寬：2,490毫米
- 車高：1,730 毫米
- 軸距：5,870 毫米
- 最高速度：115KM/H
- 領牌年份：2018
- 分類：甲類大客車
- 領牌範圍：
2018(1輛)：KKA-0113(試打車)
- 共計1輛
- 分類：甲類大客車
- 運用業者：淡水客運

- 車體廠：金龍汽車製造

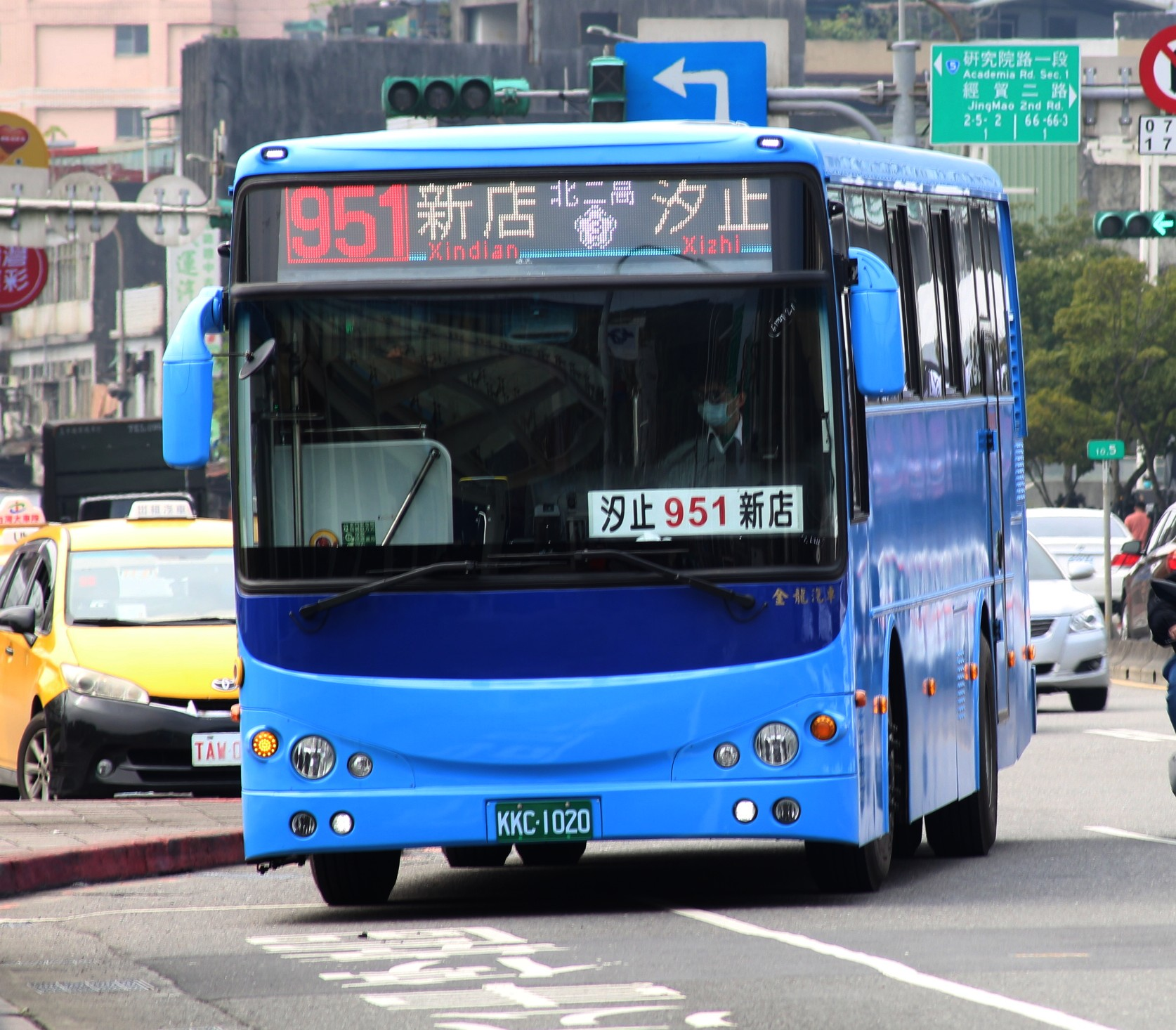
2024 HINO RK2ARXA-PJF KKC-1020行駛951路線

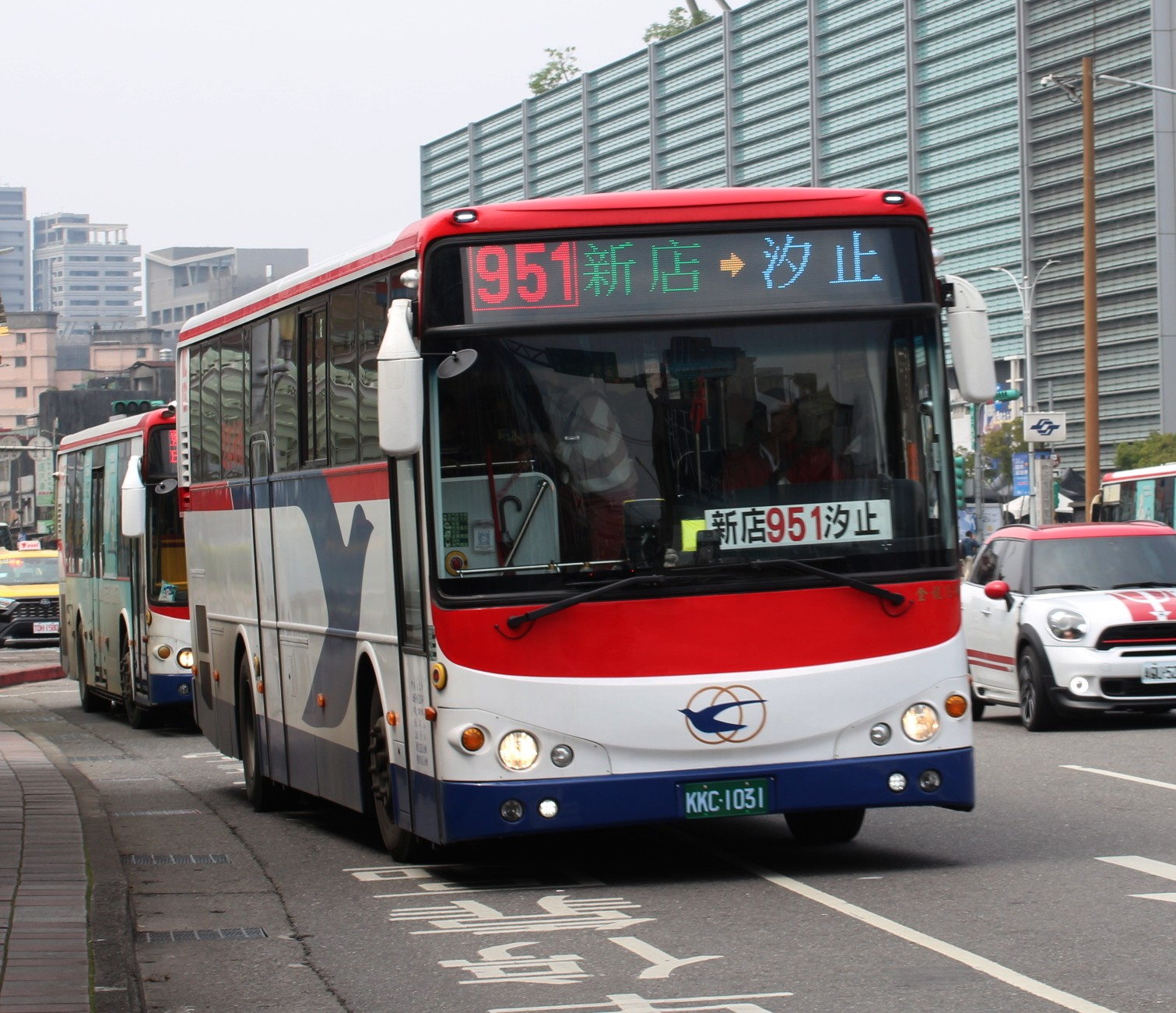
2024 HINO RK2ARXA-PJF KKC-1031行駛951路線

- 引擎：日野 ( HINO ) A05C-TL
  - 排氣量：5123cc
  - 最大馬力：260ps ( 191kW ) /2300rpm
  - 最大扭力：90kg-m/1400rpm
- 變速系統：MX06手排 ( 前6後1 )
- 車長：12,000 毫米
- 空載重量：10870 公斤
- 最大總重量：14500 公斤
- 車寬：2,500 毫米
- 軸距：5,800 毫米
- 最高速度：97 km/h
- 出廠年度：2024
- 領牌年度：2024
- 領牌範圍：
中興巴士(10輛)：KKC-1020~KKC-1030(單門，KL6120CDA01)
指南客運(3輛)：KKC-1031~KKC-1033(雙門，KL6120CDA02)
- 共計13輛
- 分類：甲類大客車
- 車頭、車側、車尾行先皆為彩色LED
- 歐盟六期環保引擎（EURO6）
- 運用業者：中興巴士、指南客運

### 日本豐田汽車（TOYOTA）（代理商：國瑞汽車）

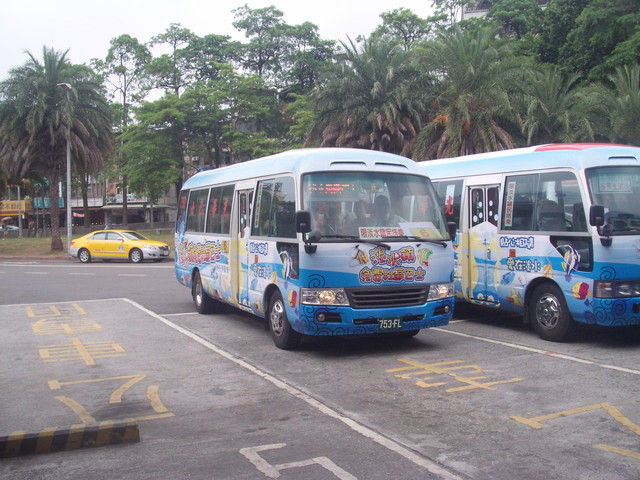
Toyota Coaster XZB50L-ZEMSYR
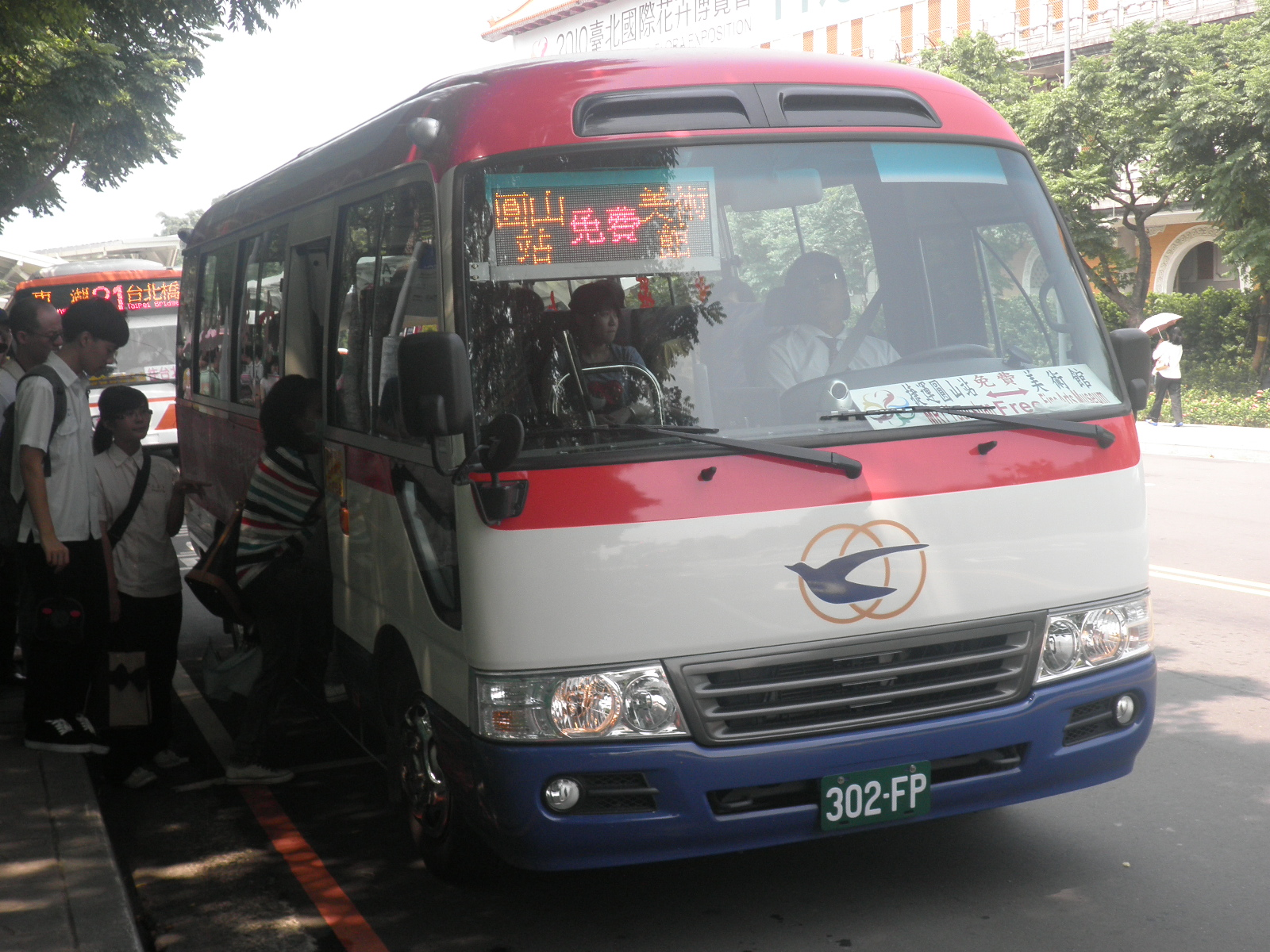
2010 光華巴士 Toyota Coaster XZB50L-ZEMSYR 美術館接駁專車
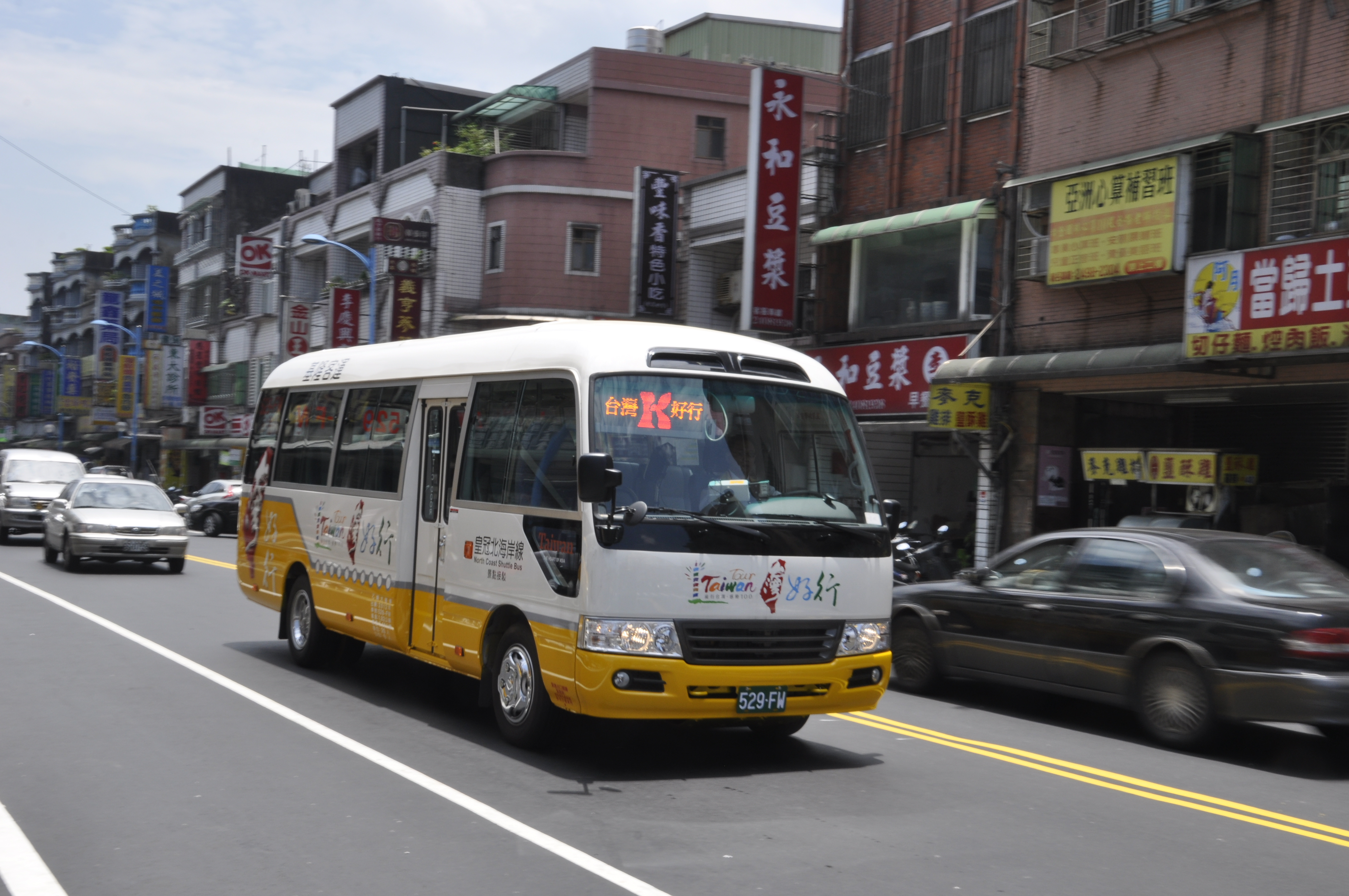
台灣好行862皇冠北海岸線路線（現716路線）
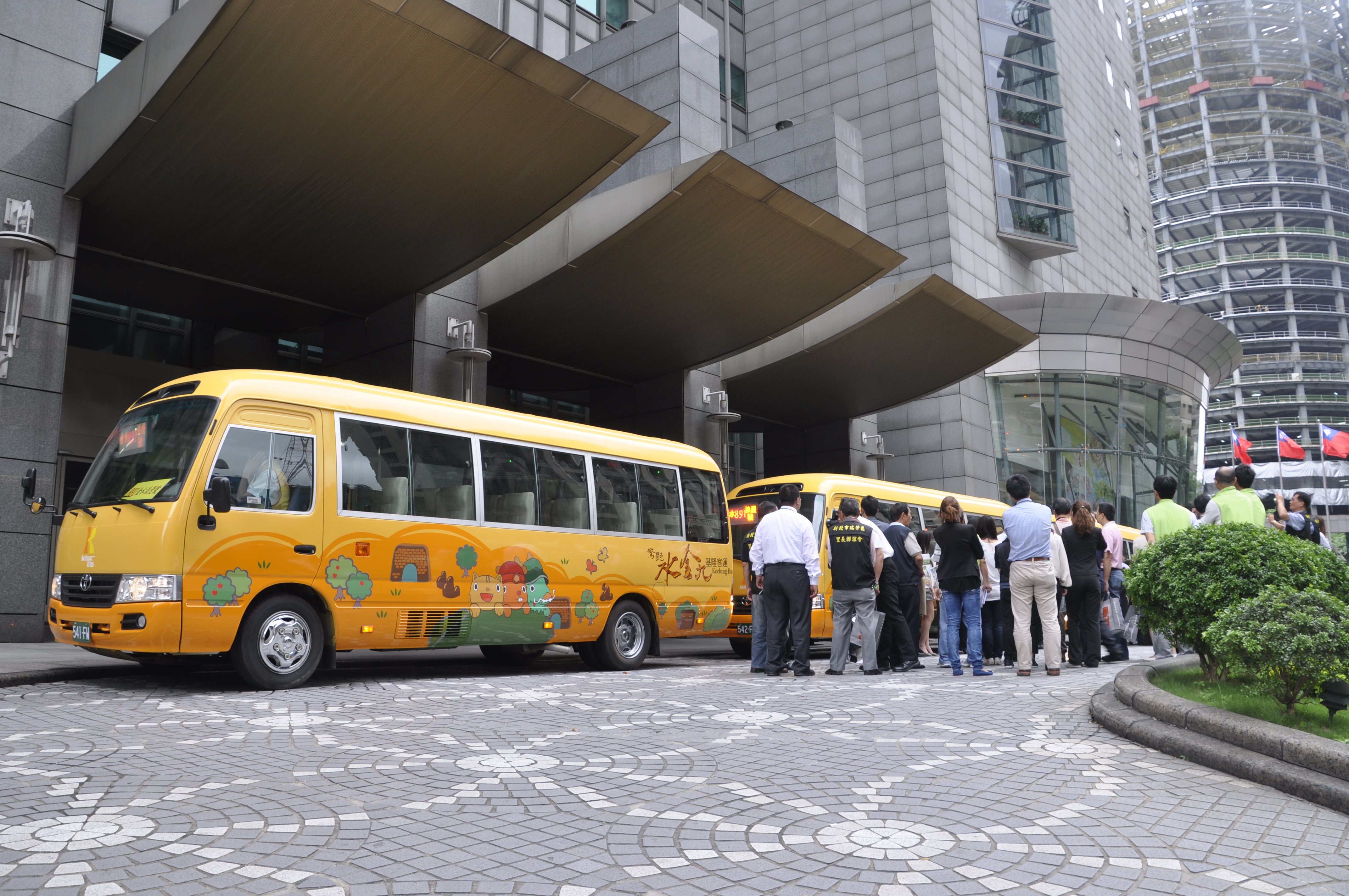
台灣好行891金水浪漫號路線

- 原裝進口車
- 引擎：HINO NO4C-TQ(四期) N04C-UH(五期)
  - 排氣量：4009cc

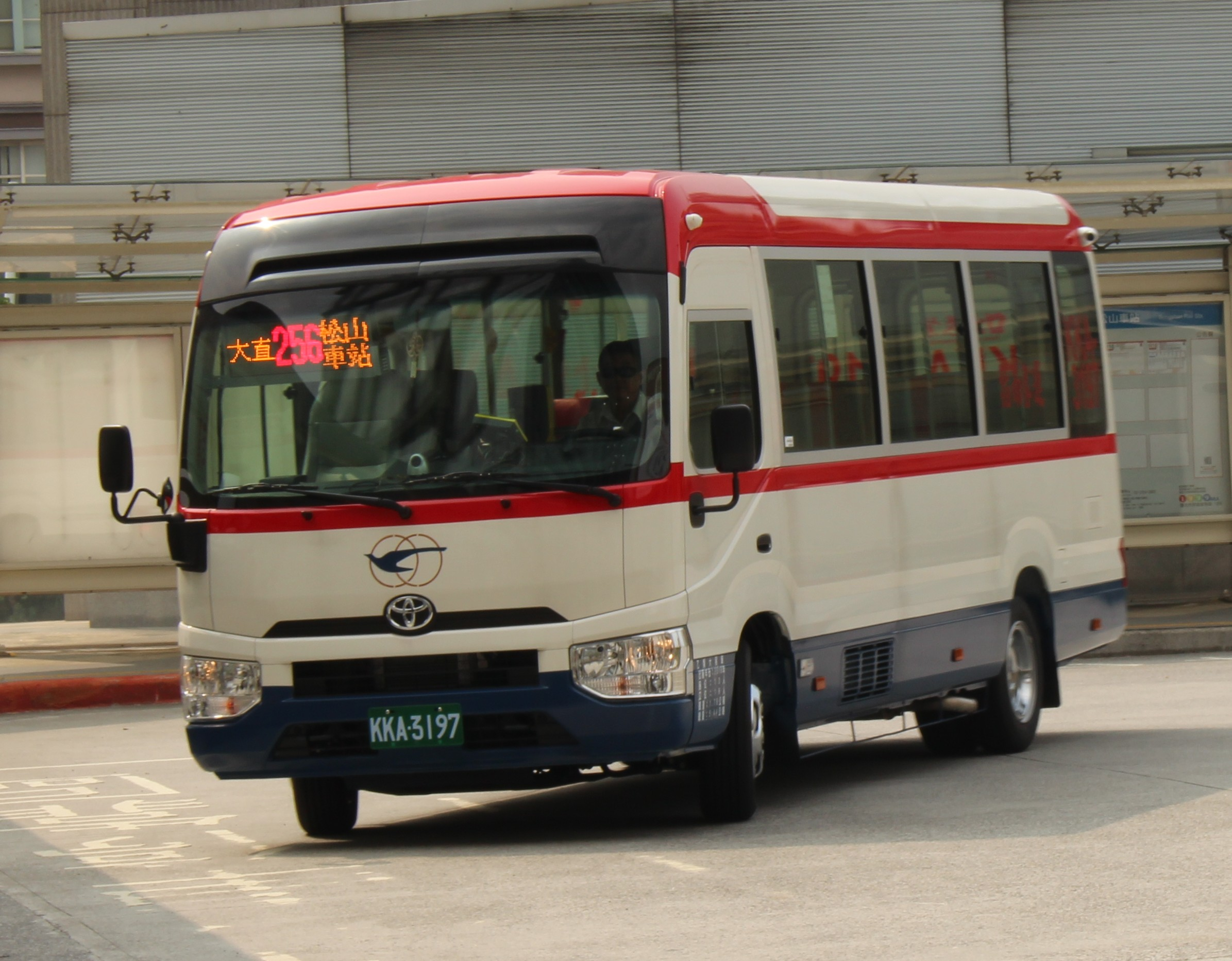
行經於松山車站的256路線公車KKA-3197

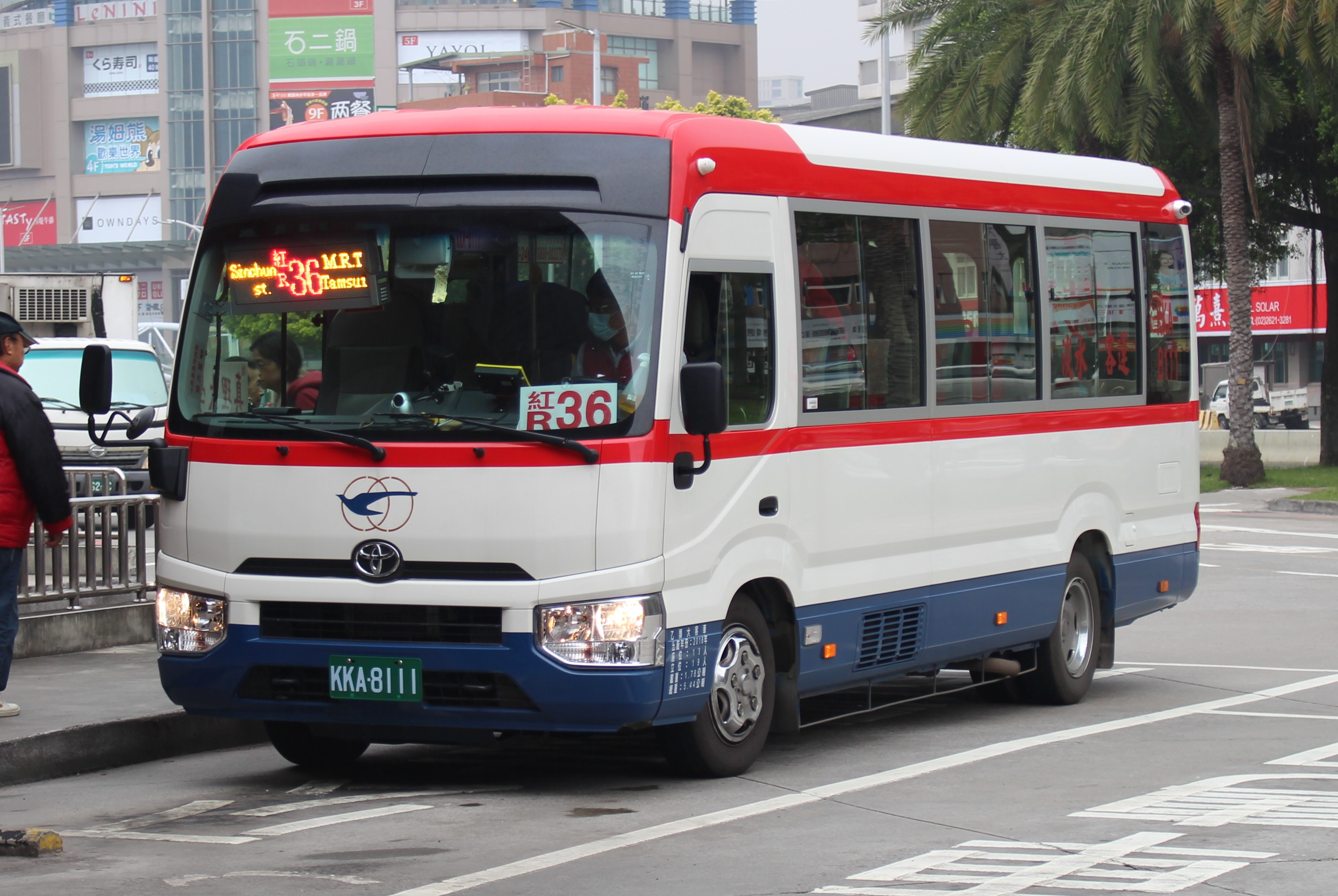
2018 Toyota Coaster XZB70L-ZEMSYR KKA-8111

  - 最大馬力：150ps(110kW)/2700rpm
  - 最大扭力：40.51kg-m/1800rpm
- 變速系統：M551手排(前5後1)
- 車長 6,990mm
- 車寬 2,025mm
- 車高 2,630mm
- 軸距 3,935mm
- 領牌年度 2008、2010~2014
- 中興巴士(已淘汰)/光華巴士(已淘汰)/基隆客運(已淘汰)/新北客運/指南客運/淡水客運(已淘汰)
- 歐盟四期環保中型巴士
- 目前配於：專車

- 車體廠：原裝（國瑞汽車裝嵌）
- 引擎：TOYOTA NO4C-UH
  - 排氣量：4009cc
  - 最大馬力：150ps(110kW)/2700rpm
  - 最大扭力：40.51kg-m/1800rpm
- 變速系統：M551手排(前5後1)
- 領牌年度：2017~2018、2021
- 領牌範圍：
2017(18輛)：KKA-1875~KKA-1891（淡水客運車輛）
2018(20輛)：KKA-1892~KKA-1893、KKA-2612~KKA-2617（基隆客運車輛）、KKA-8099~KKA-8111（淡水客運車輛）、KKA-3196~KKA-3198（指南客運車輛）
2021(10輛)：KKB-0182~KKB-0192（光華巴士車輛）
- 共計58輛
- 分類：乙類大客車
- 歐盟五期環保中型巴士
- 本批為改款新造型車輛
- KKA-1875~KKA-1891目前為全白塗裝
- 淡水客運、基隆客運、光華巴士(部分)的車輛副駕駛座椅墊已拆除
- 淡水區新北市新巴士：KKA-1875~KKA-1883、KKA-1886~KKA-1891
- 42：KKA-3198
- 256：KKA-3196~KKA-3197
- 593、837區、837副：KKA-1885、KKA-8100、KKA-8105、KKA-8110~KKA-8111
- 683：KKB-0183
- 716：KKA-8099
- 837：KKA-8107、KKA-8109
- 868：KKA-8106
- 紅36：KKA-8101~KKA-8103
- 紅39：KKA-8108
- 808：KKA-2617
- 827：KKA-2612
- 846、891：KKA-2613~KKA-2616
- F921、F923：KKA-1892~KKA-1893
- 市民小巴8：KKB-0182
- 市民小巴11：KKB-0190~KKB-0191
- 市民小巴16：KKB-0186~KKB-0188
- 以下光華巴士車輛租用新北客運車輛：
586、587：KKB-0189
590：KKB-0185、KKB-0192
- 運用業者：基隆客運/指南客運/淡水客運/光華巴士

- 車體：原裝進口（國瑞汽車裝嵌）
- 引擎：TOYOTA 1GD-FTV
  - 排氣量：2755cc
  - 最大馬力：150ps(110kW)/2500rpm
  - 最大扭力：42.8kg-m/1400rpm
- 變速系統：六速手自排
- 領牌年度：2024
- 領牌範圍：KKC-1008~KKC-1012
- 共計5輛
- 分類：乙類大客車
- 歐盟六期環保中型巴士
- 運用業者：新北客運

### 日本三菱扶桑（MITSUBISHI FUSO）
- 車體廠：順益

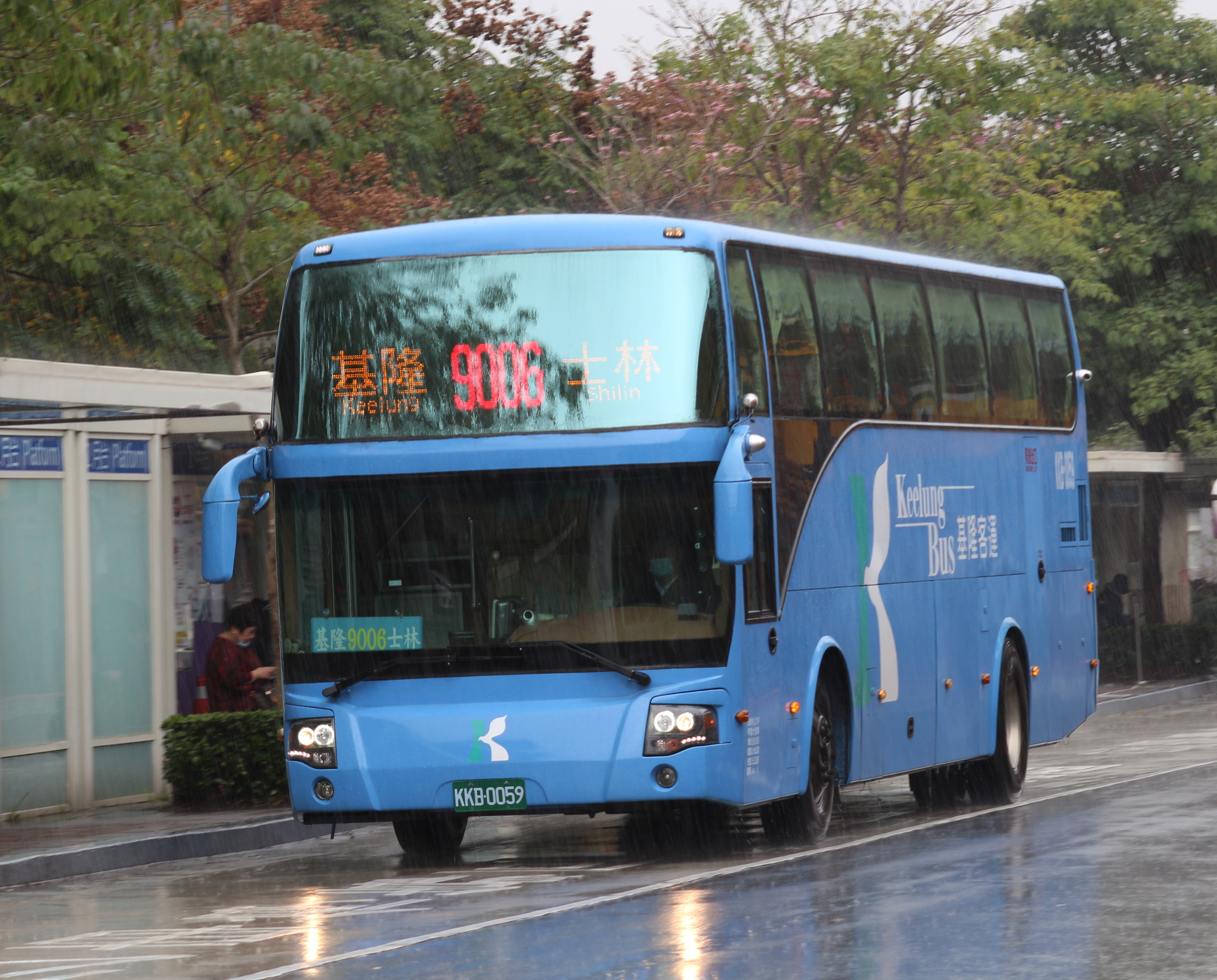
2012 MITSUBISHI FUSO RM11GNL 行駛路線

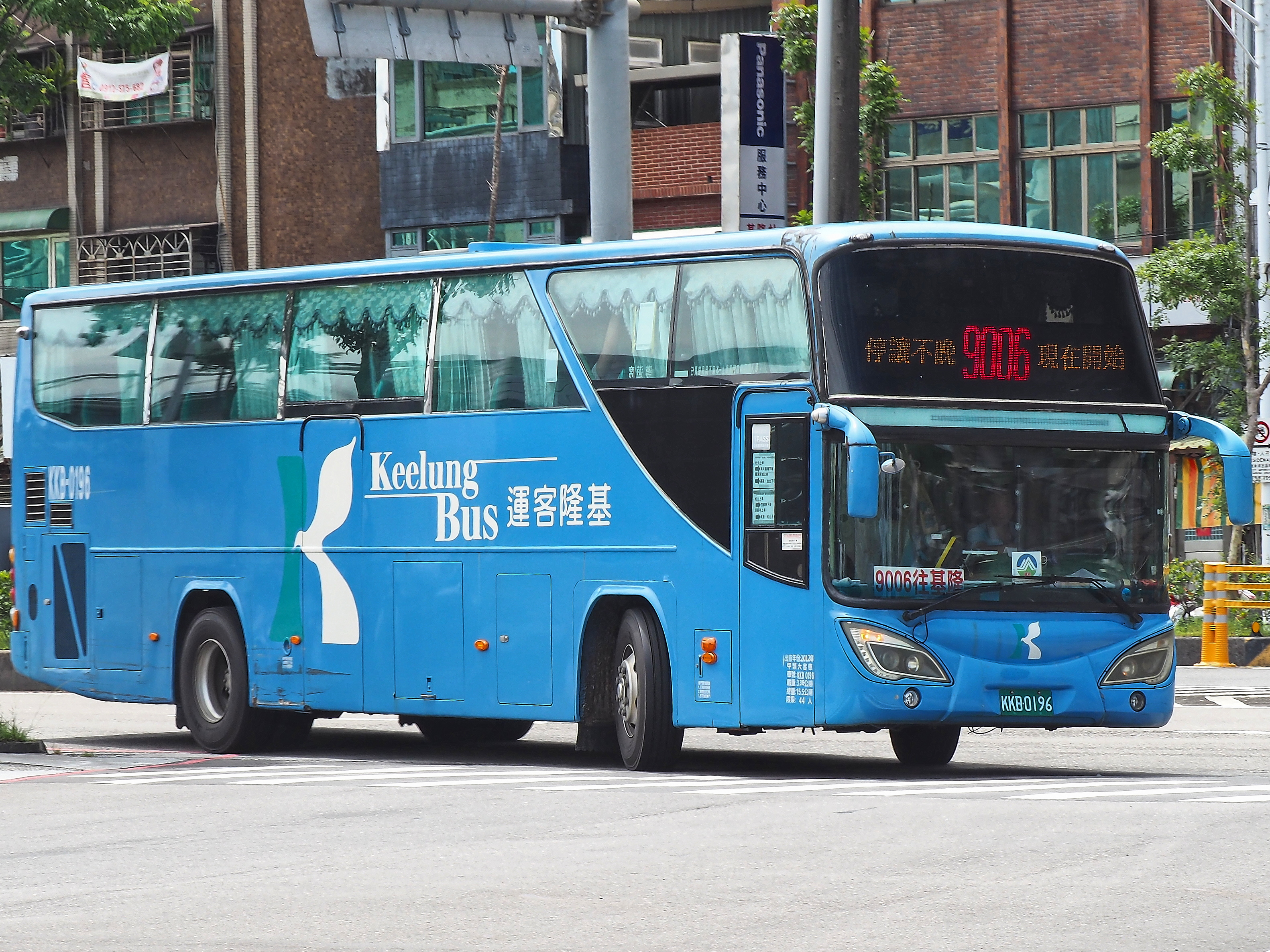
2012 MITSUBISHI FUSO RM11GNL 行駛路線

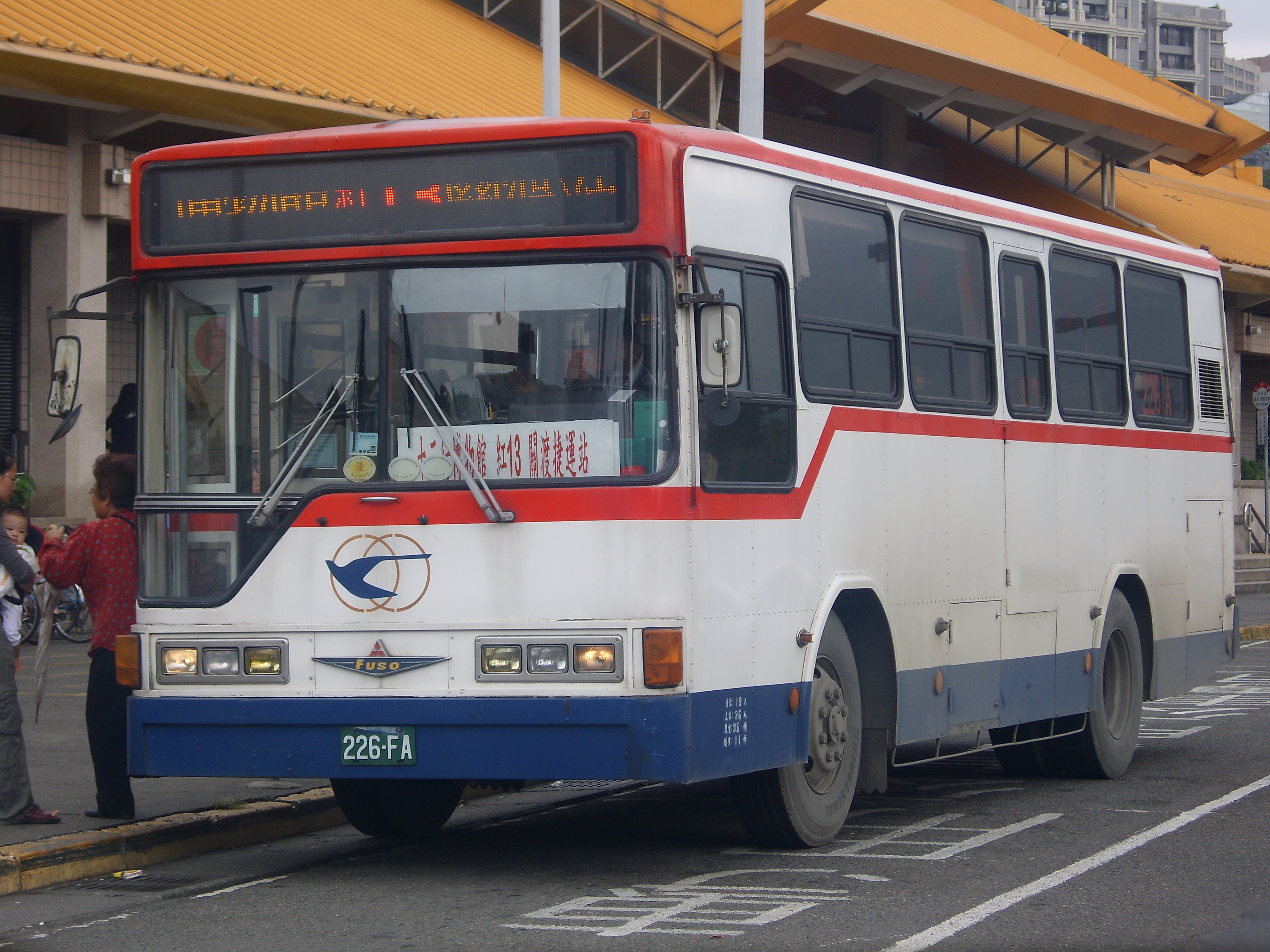
紅13路線的RK127JL

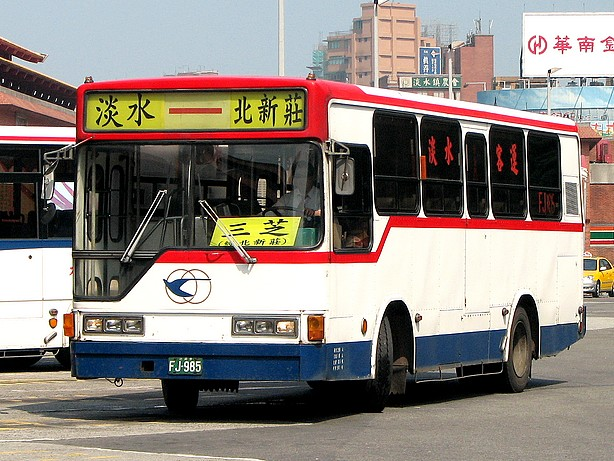
淡水客運的一輛FUSO車輛，行駛淡水－北新莊一線。

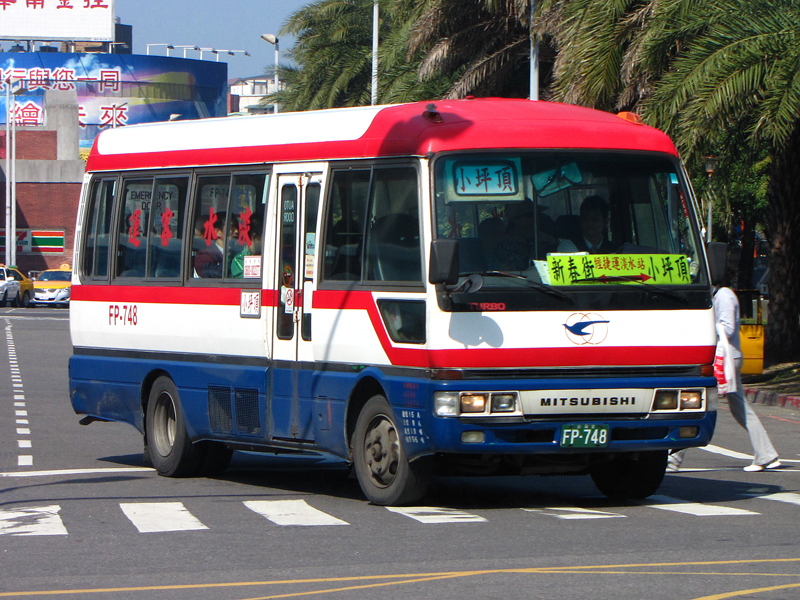
MITSUBISHI FUSO BE439F

- 引擎：三菱(MITSUBISHI)6M60-3AT2
  - 排氣量：7545cc
  - 最大馬力：278ps(204.3kW)/2600rpm
  - 最大扭力：82kg-m/1100~2400rpm
- 變速系統：M070S6-D手排(前6後1)
- 軸距：5,800 毫米
- 車長：12,150 公釐
- 出廠年份：2012
- 領牌年度：2020
- 領用車號：KKB-0059~KKB-0060、KKB-0156~KKB-0157、KKB-0165~KKB-0169
- 共計9輛，僅剩2輛
- 分類：甲類大客車
- 歐盟四期環保引擎(EURO4)
- 僅剩車輛全數暫停服務
- 已淘汰：KKB-0060、KKB-0156、KKB-0165~KKB-0169
- 原寶泰通運股份有限公司車輛
- 車輛新舊車號對照表：
287-TT→KKB-0059
866-TT→KKB-0060
286-TT→KKB-0156
842-TT→KKB-0157
400-TT→KKB-0165
451-TT→KKB-0166
897-TT→KKB-0167
848-TT→KKB-0168
898-TT→KKB-0169
- 運用業者：基隆客運

- 車體廠：鑫州
- 引擎：三菱(MITSUBISHI)6M60-3AT2
  - 排氣量：7545cc
  - 最大馬力：278ps(204.3kW)/2600rpm
  - 最大扭力：82kg-m/1100~2400rpm
- 變速系統：M070S6-D手排(前6後1)
- 軸距：5,800 毫米
- 車長：12,100 公釐
- 出廠年份：2012
- 領牌年度：2021
- 領用車號：KKB-0193~KKB-0196、KKB-0205~KKB-0207
- 共計6輛，僅剩1輛
- 分類：甲類大客車
- 歐盟四期環保引擎(EURO4)
- 僅剩車輛配置9006路線(視情況支援1088路線)
- 已淘汰：KKB-0193~KKB-0195、KKB-0205~KKB-0207
- 車輛新舊車號對照表：
125-UU→KKB-0193
127-UU→KKB-0195
526-TT→KKB-0196
126-UU→KKB-0205
589-TT→KKB-0206
590-TT→KKB-0207
- 運用業者：基隆客運

- 車體廠：鉅巃

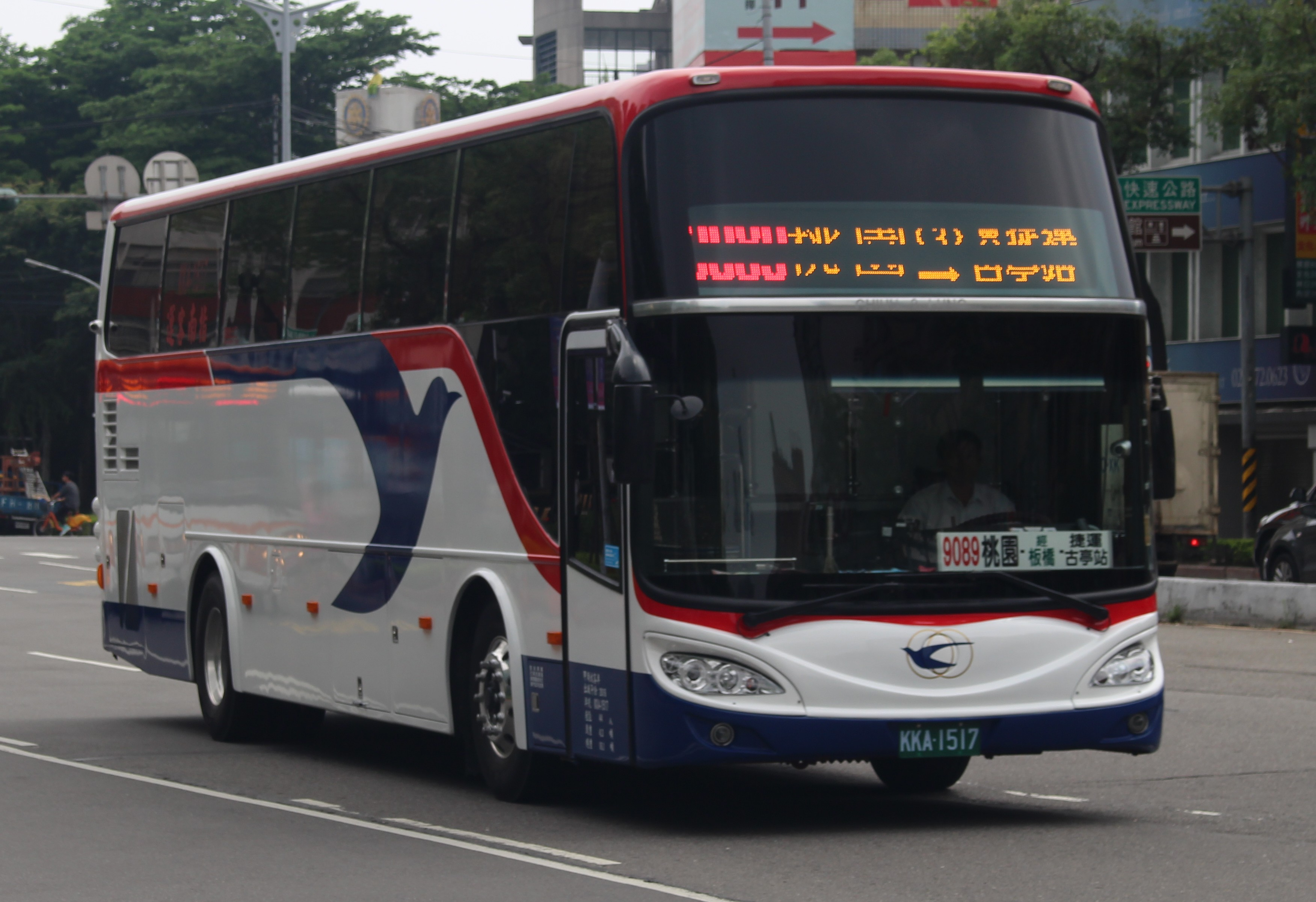
2017 MITSUBISHI FUSORM11FN2XC KKA-1517行駛9089路線，但本線已停駛

- 引擎：三菱(Mitsubishi)6M60-9AT2 (EURO5)
  - 排氣量：7,545cc
  - 最大馬力：270hp(199kW)/2500rpm
  - 最大扭力：80kg-m/1100~2400rpm
- 變速系統：M070S6-D手排(前6後1)
- 冷氣：BLUESTAR 上濱冷氣
- 乘客座位數：45位
- 出廠年份：2017
- 領牌年份：2017
- 領牌範圍：KKA-1510~KKA-1520
- KKA-1517曾一般大客車改裝為大復康巴士，現為一般大客車
- 全數配置9069、9069A路線(另視情況支援9009路線)
- 運用業者：指南客運

### 臺灣金龍汽車製造（中興投資，與廈門金龍及三陽工業均無關）

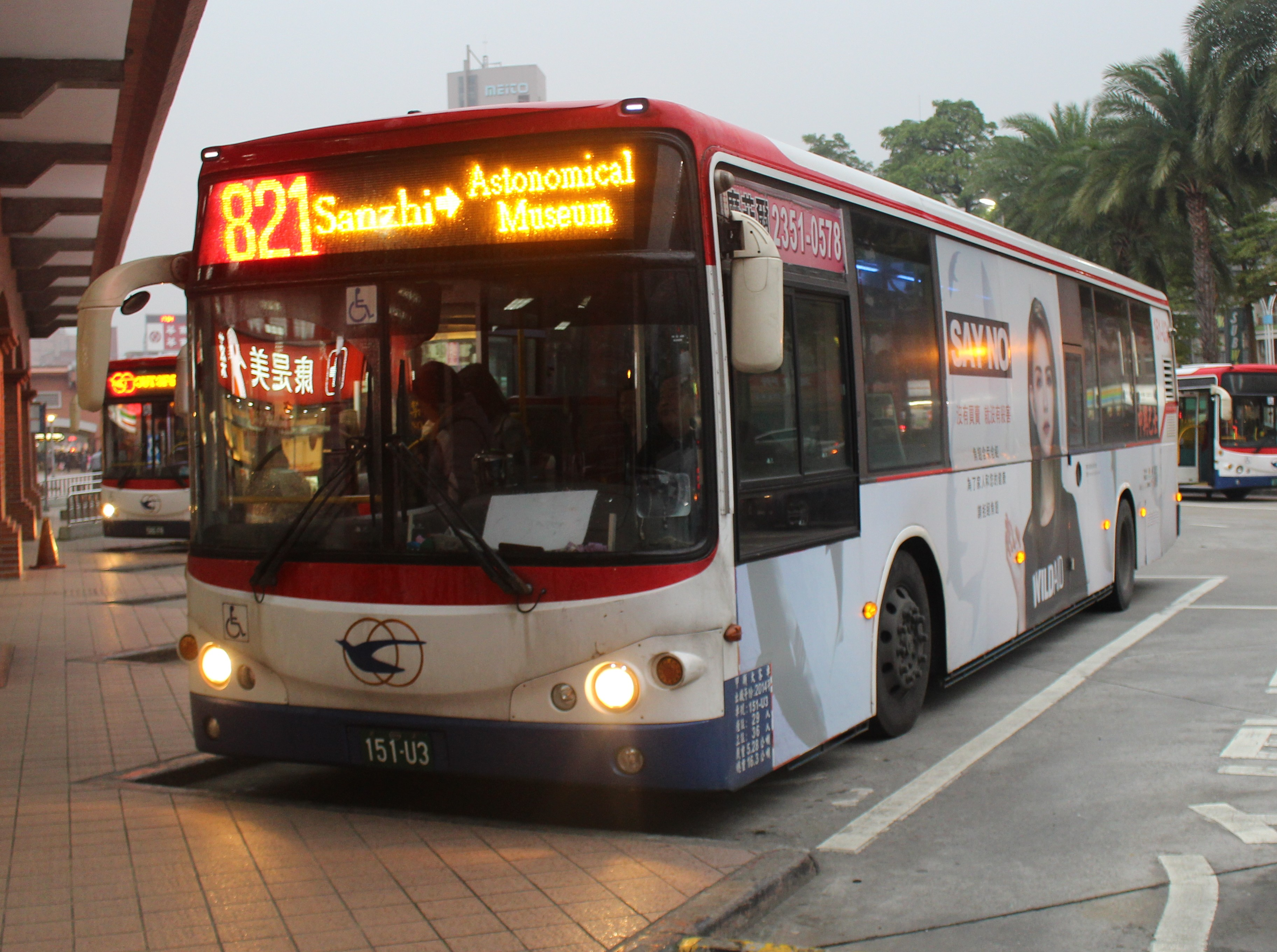
2014 KINGLONG KL6120U1 151-U3
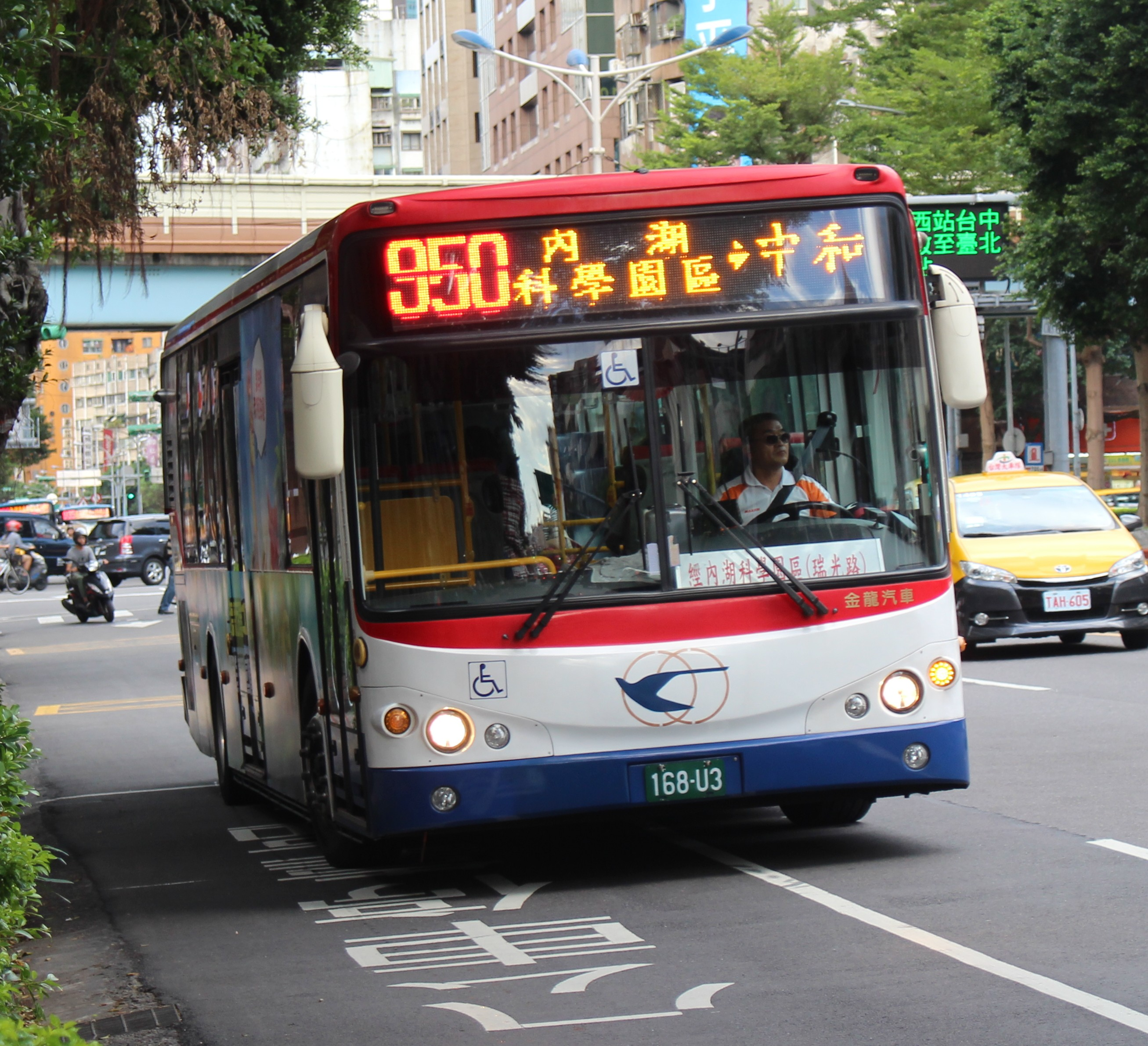
2014 KINGLONG KL6120U1 168-U3
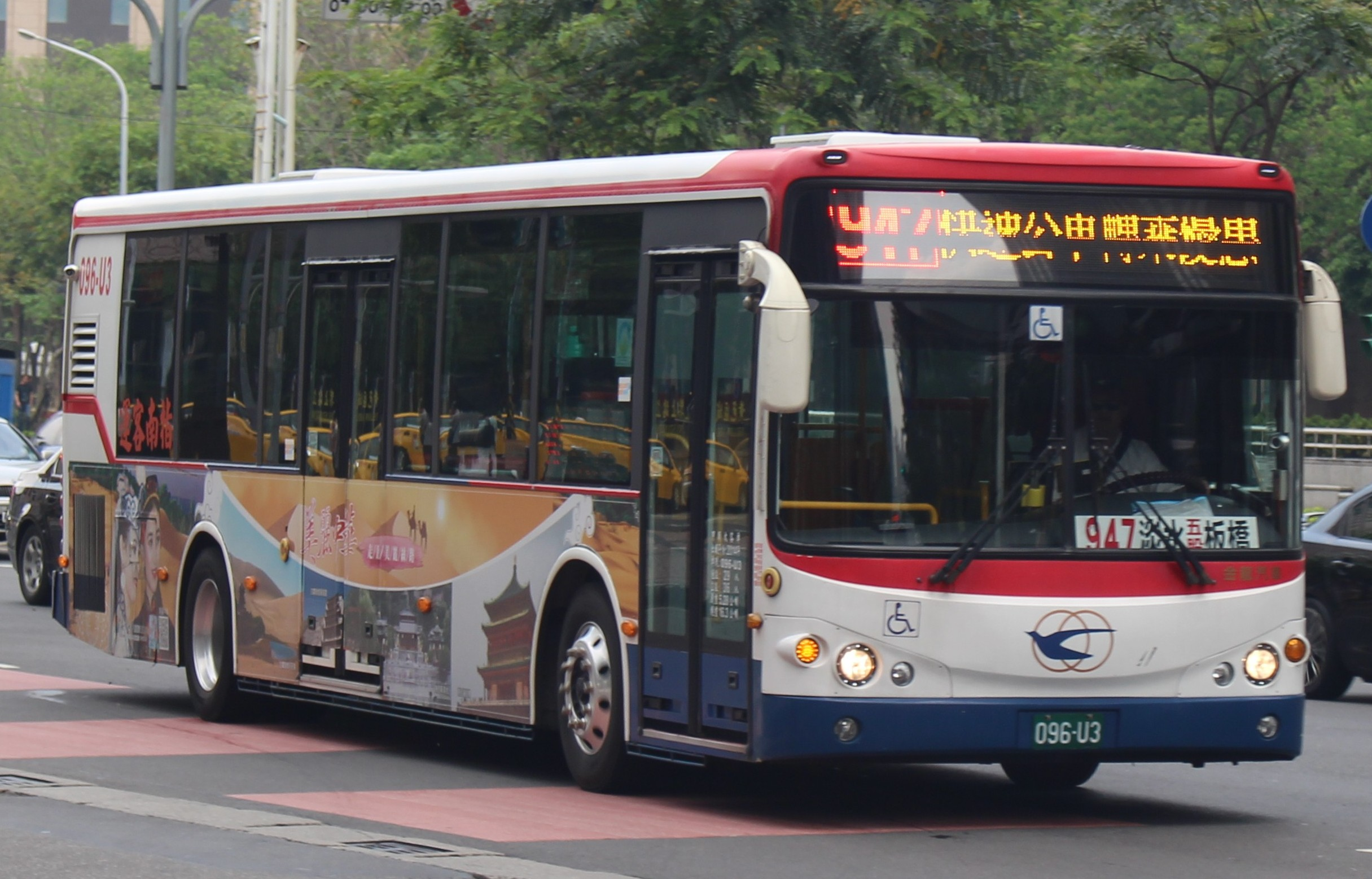
2014 KINGLONG KL6120U1 096-U3
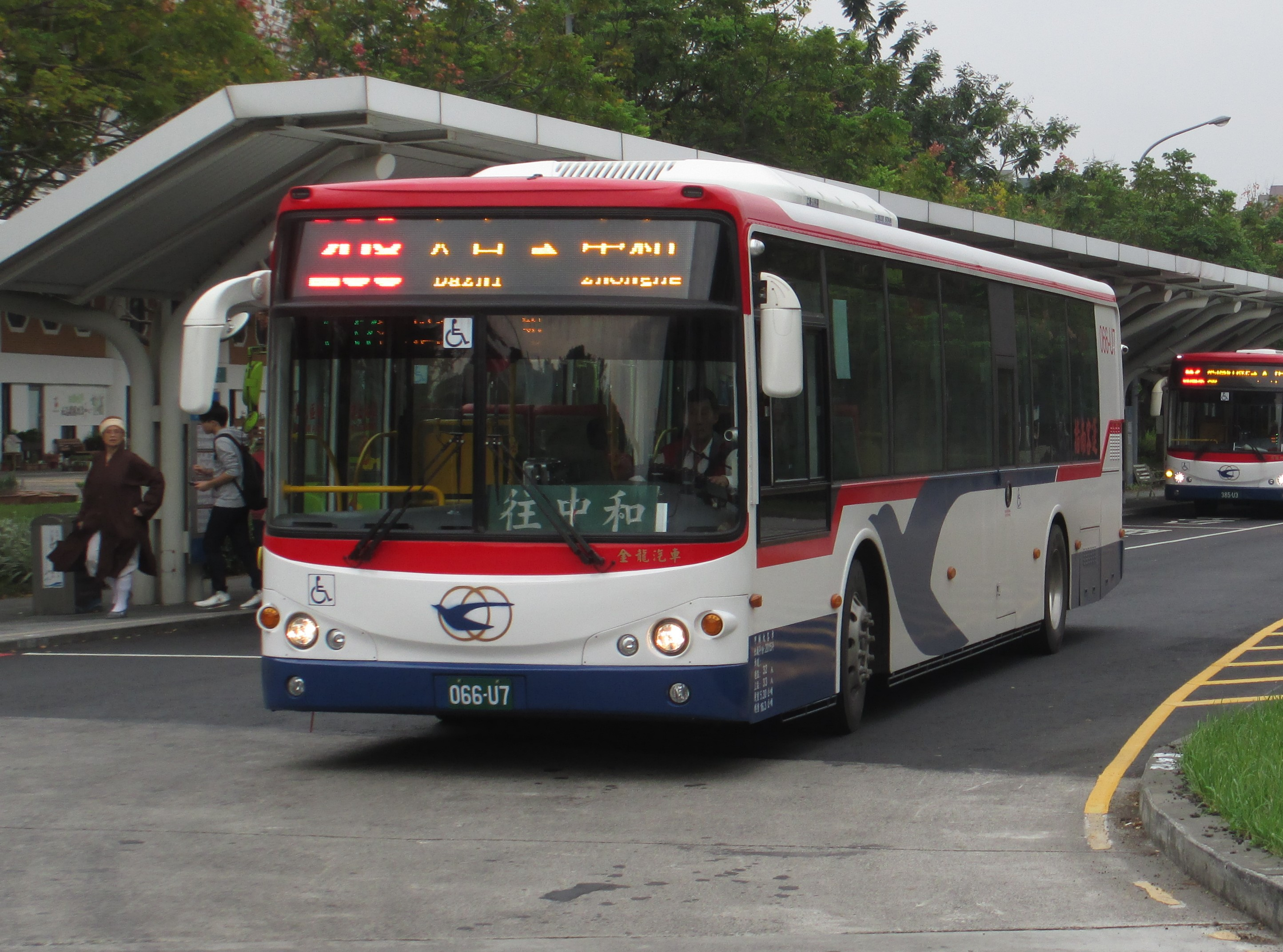
2015 KINGLONG KL6120U1 066-U7

- 底盤：金龍汽車製造
- 車體廠：金龍汽車製造
- 引擎：
- 康明斯(Cummins)ISB6.7EV250B(EURO EEV)(2014)
- 康明斯(Cummins)ISB6.7EV300B(EURO EEV)(2015)
  - 排氣量：6692.4cc
  - 最大馬力：250ps(180.5kW)/2300rpm
  - 最大扭力：102.8kg-m/1200~1600rpm
- 變速系統：
- 綦江QJ1205五速手排(ZF技術)(2014)
- Voith DIWA854.5自排(前4後1)、ZF Ecolife 6AP1200B自排(前6後1)(2015)
- 車長：12,010mm
- 軸距：6,000mm
- 輪軸：德國 采埃孚（ZF）
- 出廠年度：2014~2015
- 領牌年度：2014~2015、2024
- 領牌範圍：
2014(59輛)：138-U3~147-U3、149-U3~153-U3、166-U3~176-U3（中興巴士車輛）、093-U3~109-U3、155-U3~165-U3、177-U3~187-U3（指南客運車輛）
2015(9輛)：683-U3、779-U3~782-U3（光華巴士車輛）、066-U7~069-U7（指南客運車輛）
2024(1輛)：KKC-1006（原148-U3換牌、中興巴士車輛）
- 共計69輛
- 分類：甲類大客車
- 運用業者：指南客運/光華巴士/中興巴士

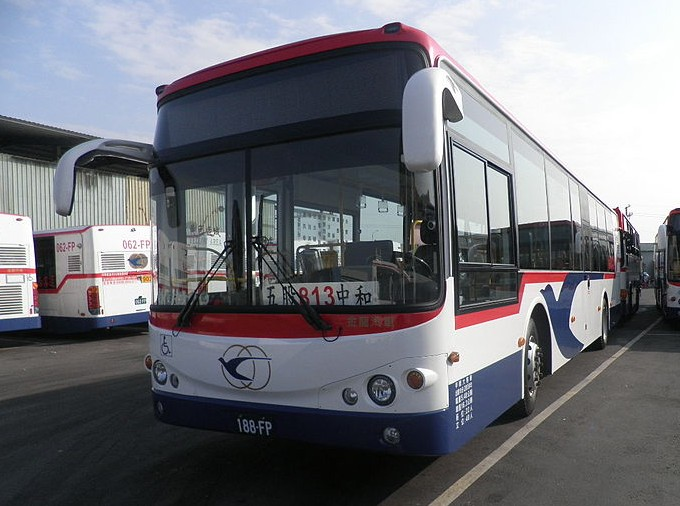
2009 KINGLONG KL6112U1
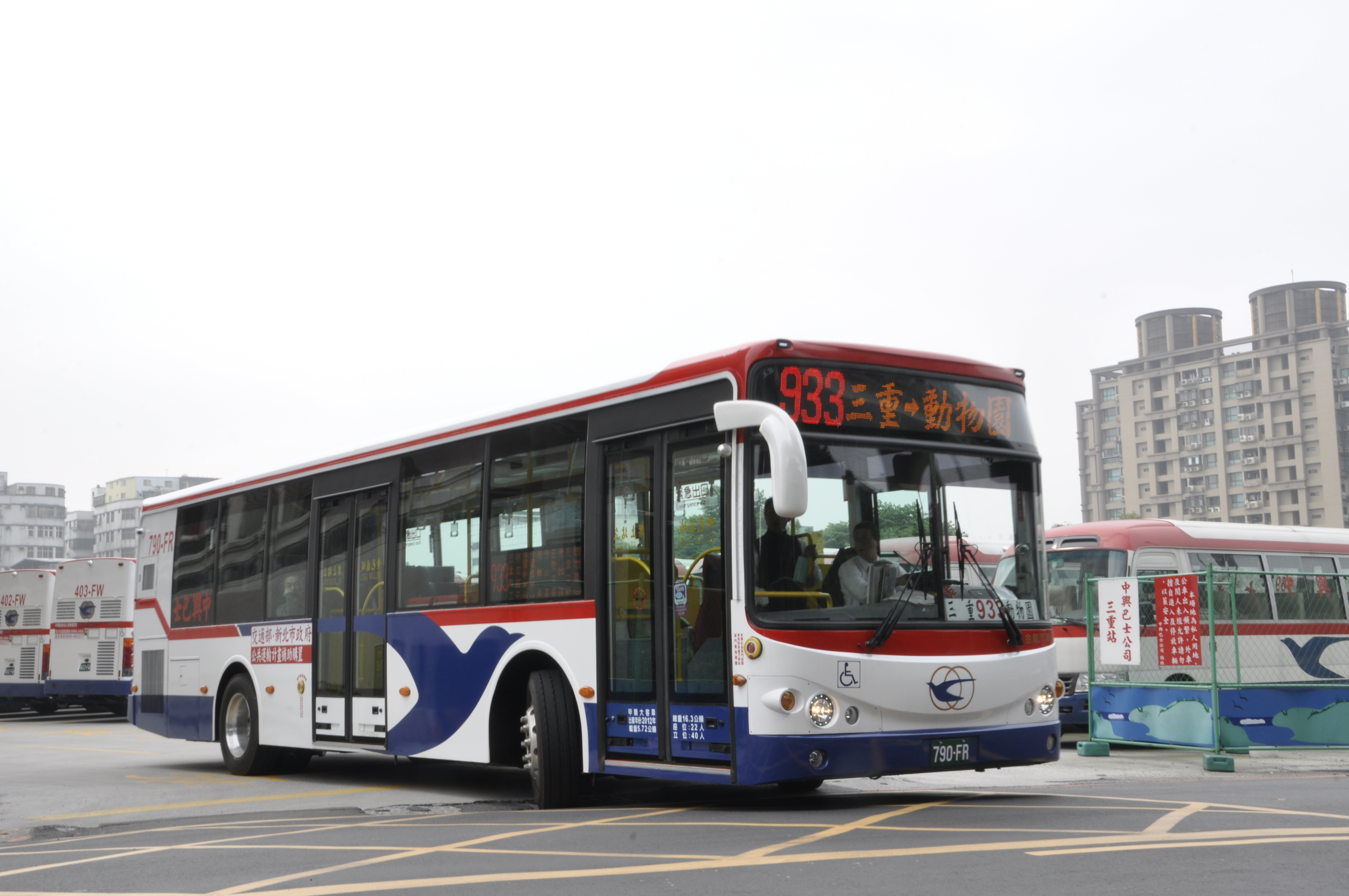
新造車略有不同，主要針對照後鏡修改
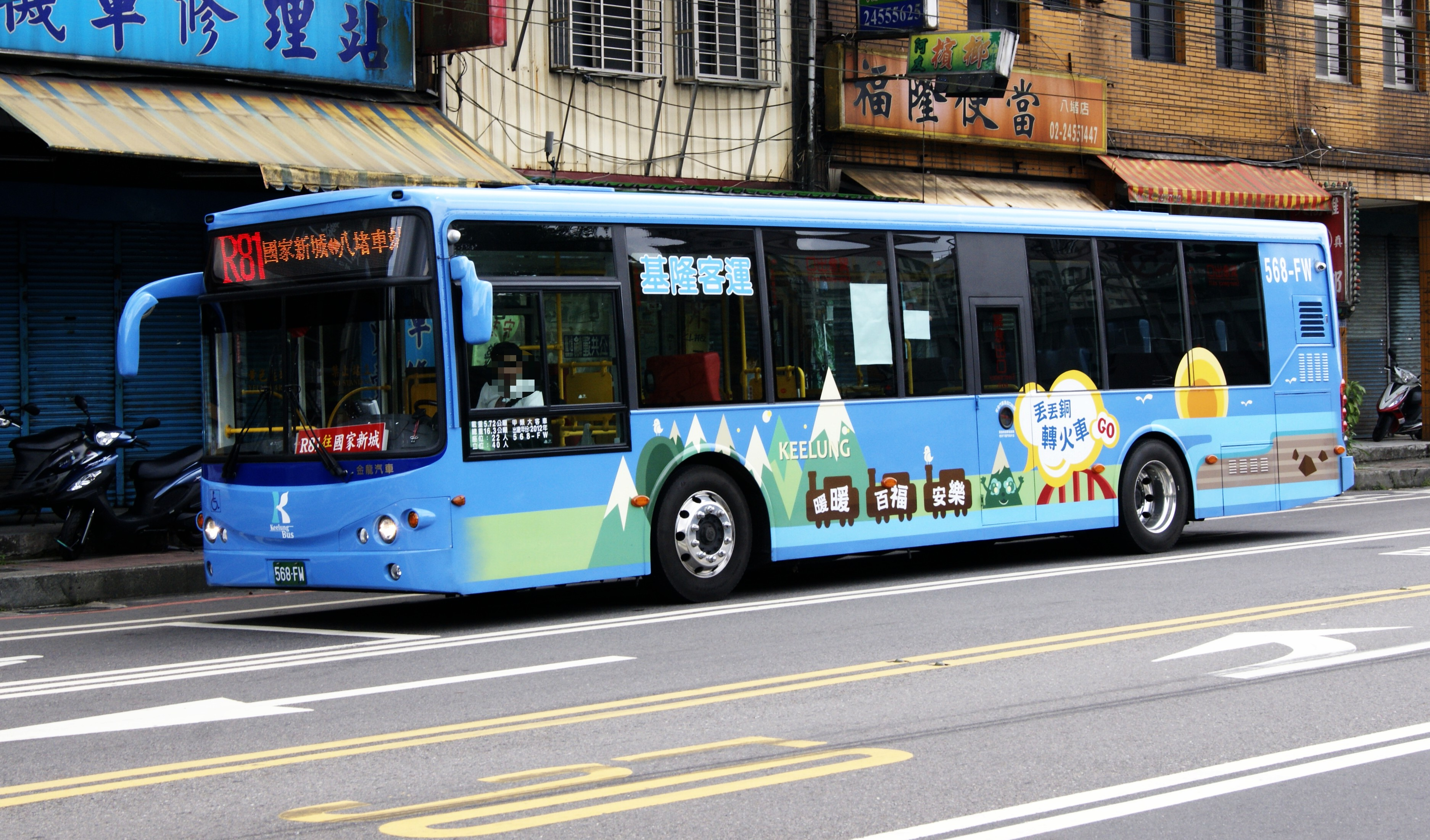
2012 KINGLONG KL6112U1
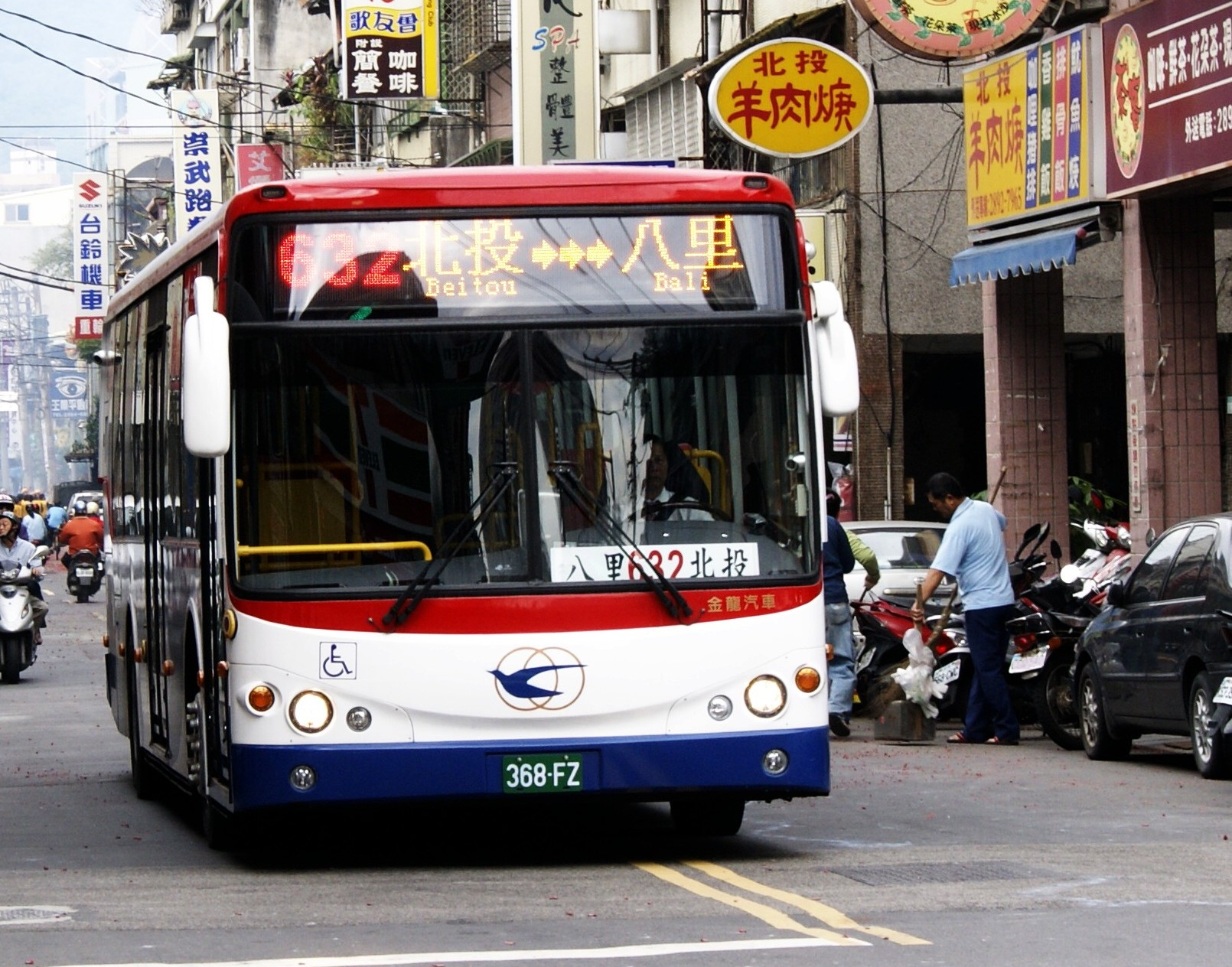
2012 KINGLONG KL6112U1

- 底盤 金龍汽車製造（改造自KL6120U1）
- 車體廠 金龍汽車製造
- 引擎：
康明斯(Cummins)ISBe4+250B(四期)
康明斯(Cummins)ISB6.7EV250B(五期)
  - 排氣量：6692.4cc
  - 最大馬力：250ps(180.5kW)/2300rpm
  - 最大扭力：102.8kg-m/1200~1600rpm
- 變速 部份批號曾經使用過電傳排檔，但是後來全數改為綦江QJ1205五速手排(ZF技術)
- 車長：11,200mm
- 軸距：5,300mm
- 輪軸：德國 采埃孚（ZF）
- 領牌年度：2009~2016
- 分類：甲類大客車
- 運用業者：指南客運/光華巴士/中興巴士/基隆客運/淡水客運
- 此款目前配置於202、202區、203、206、208、214、214直、268、300、304承德、304重慶、311、311區、556、600、677、677副、680、756、757、801、803、813、813區、815、816、820、862、863、880、905、905副、933、950、紅2、紅26、紅30、藍21、藍21副、藍39、藍41、內科快線1等路線
- 此型號為5米3短軸車

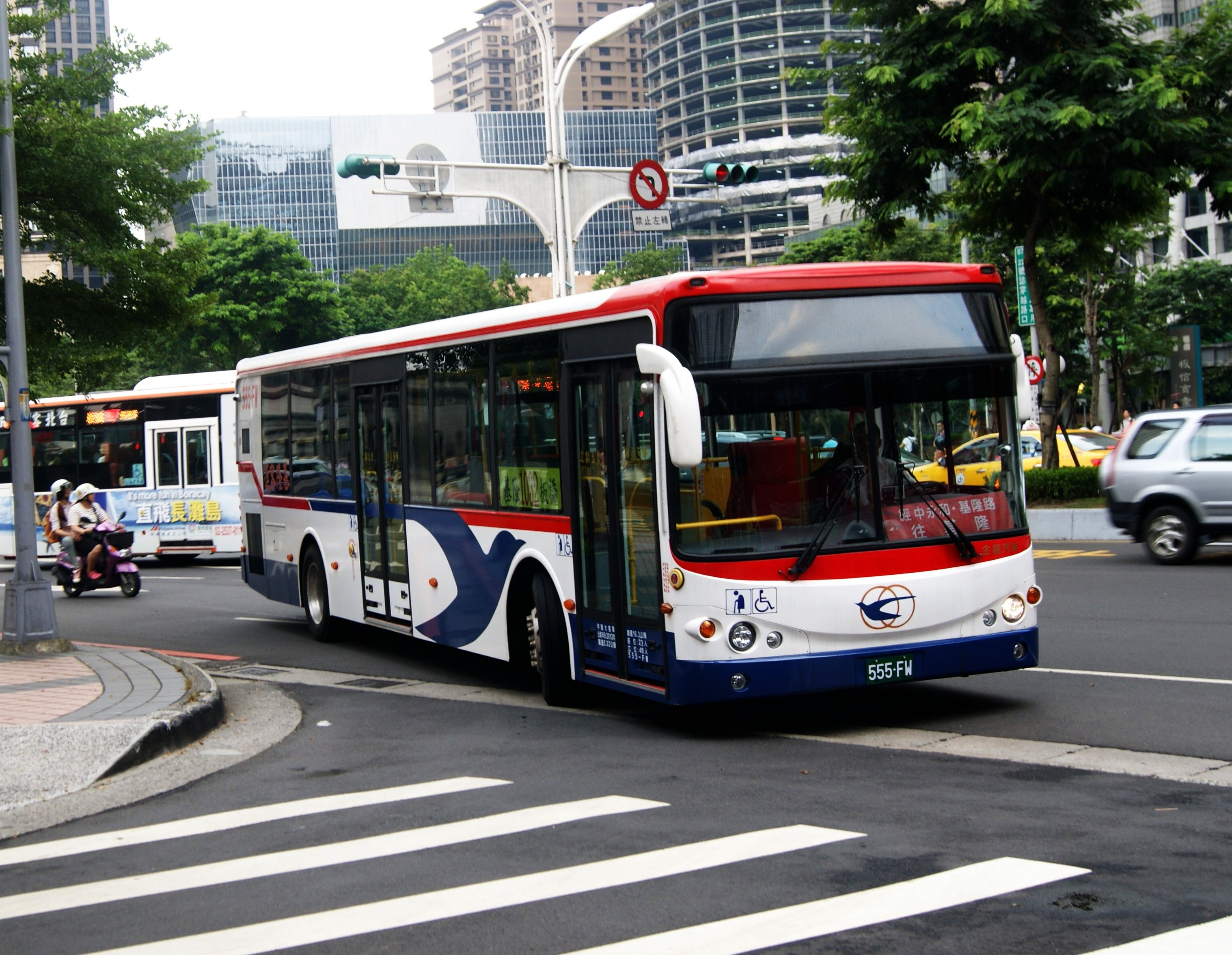
2012 KINGLONG KL6120U2右前方外觀
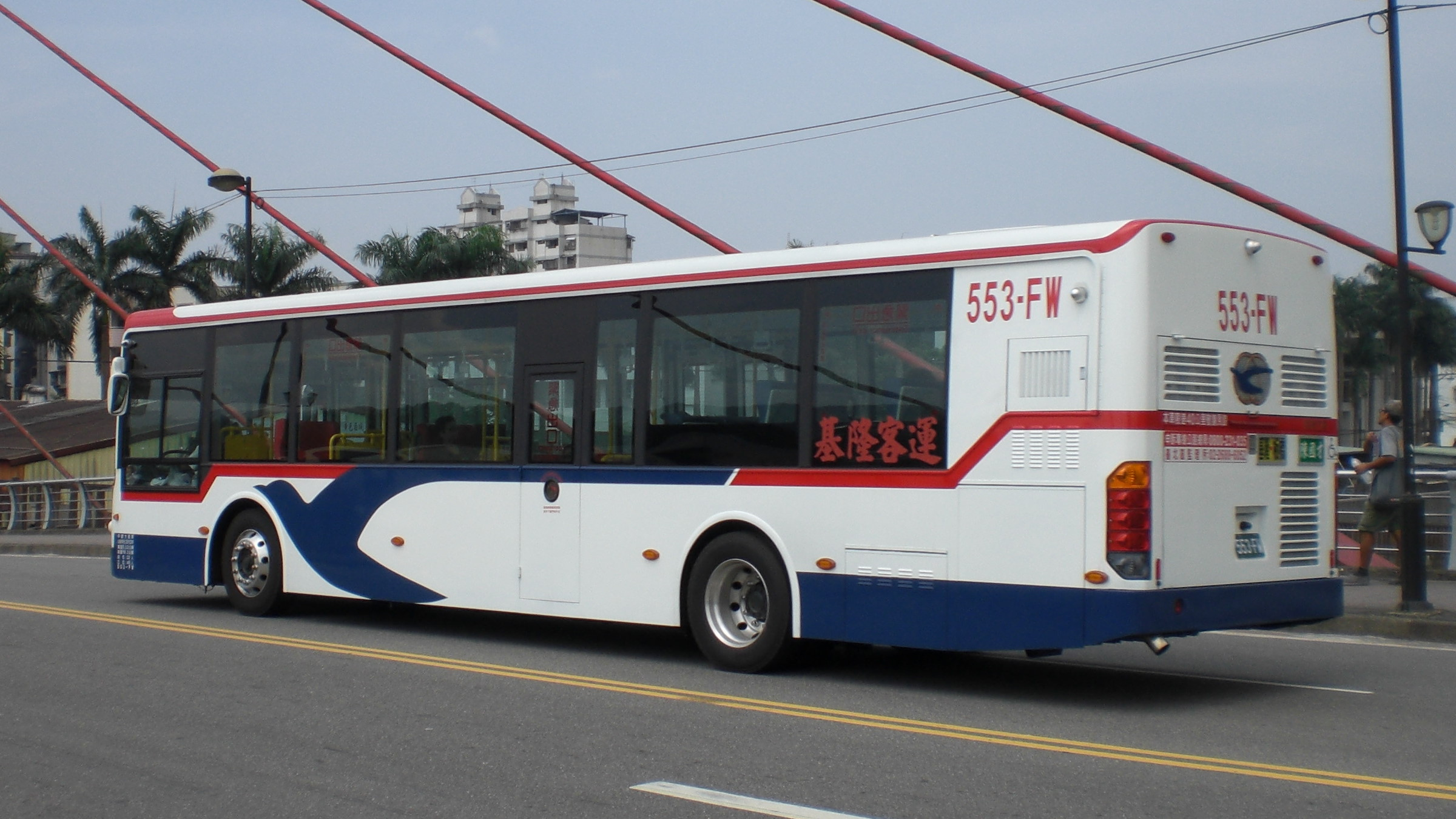
2012 KINGLONG KL6120U2左後方外觀

- 底盤 金龍汽車製造
- 車體廠 金龍汽車製造
- 引擎：康明斯(Cummins)ISBe4+250B
  - 排氣量：6692.4cc
  - 最大馬力：250ps(180.5kW)/2300rpm
  - 最大扭力：102.8kg-m/1200~1600rpm
- 變速系統：綦江QJ1205五速手排(ZF技術)
- 車長：12,010mm
- 軸距：6,000mm
- 輪軸：德國 采埃孚（ZF）
- 領牌年度 2012
- 分類：甲類大客車
- 運用業者 指南客運（基隆客運轉藉車）
- 此款目前配置於桃園106路線
- 除551-FW~553-FW、558-FW~559-FW移籍至指南客運外，其餘已全數淘汰
- 移籍車輛對照表：
551-FW→KKB-1716
552-FW→KKB-1717
553-FW→KKB-1718
558-FW→KKB-1719
559-FW→KKB-1720
- 此型號為因應道安規則之公路客運項目，首次導入油壓減速器及兩個正向輪椅位

- 底盤 金龍汽車製造
- 車體廠 金龍汽車製造
- 引擎：
康明斯(CUMMINS)ISB6.7EV250B(2013~2015)
康明斯(CUMMINS)ISB6.7EV300B(2016)
  - 排氣量：6692.4cc
  - 最大馬力：
250ps(180.5kW)/2300rpm(2013~2015)
300ps(215.7kW)/2300rpm(2016)
  - 最大扭力：
102.8kg-m/1200~1800rpm(2013~2015)
110.8kg-m/1285~1800rpm(2016)
- 變速系統：綦江QJ1205五速手排(ZF技術)
- 車長 12,010mm
- 軸距 6,000mm
- 輪軸 德國 采埃孚（ZF）
- 領牌年度 2013 2014 2015 2016
- 分類：甲類大客車
- 運用業者：指南客運/光華巴士/中興巴士/基隆客運/淡水客運

- 底盤 金龍汽車製造
- 車體廠 金龍汽車製造

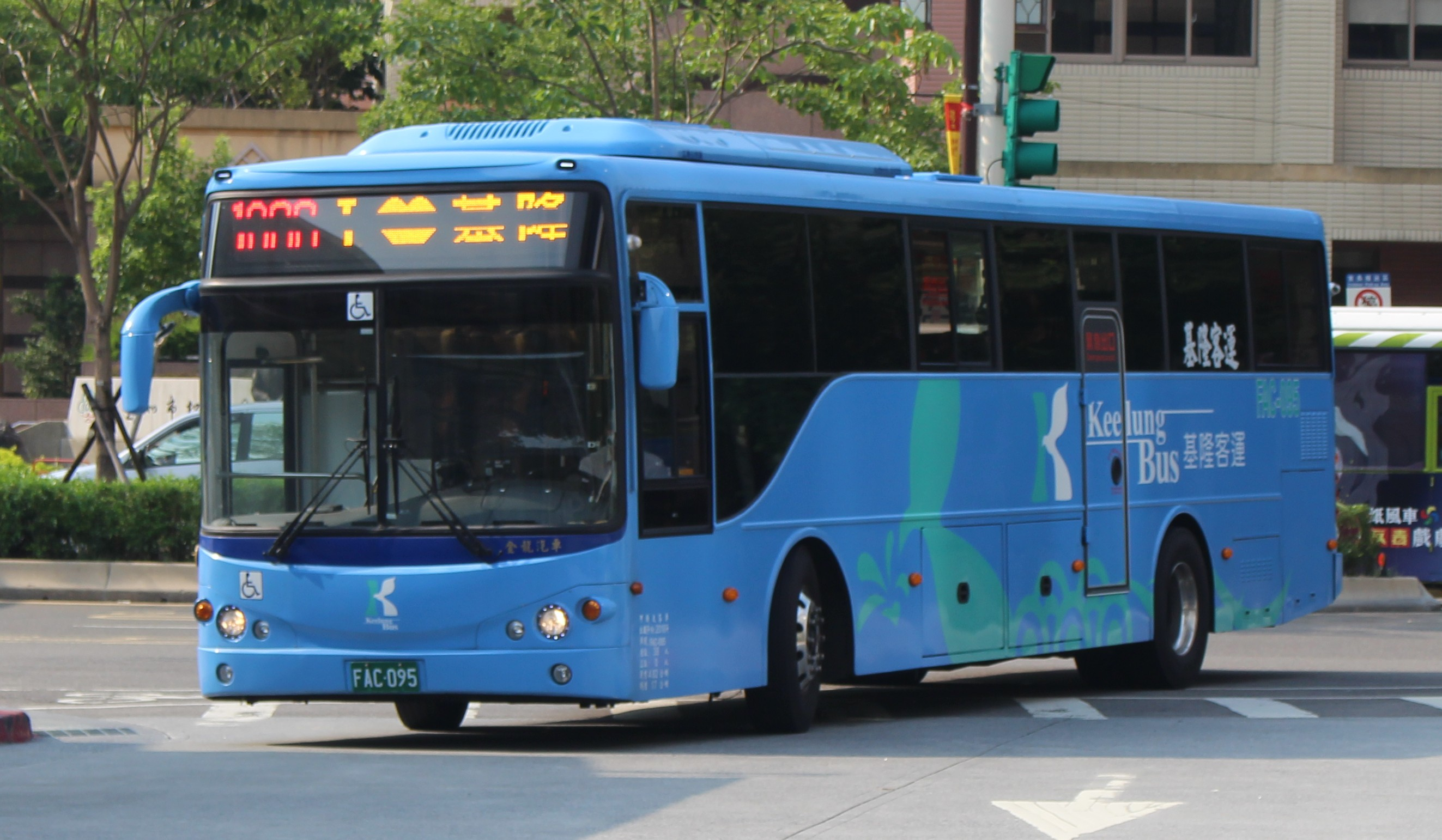
2018 KINGLONG KL6120U3 FAC-095行駛1088路線復康巴士，曾雙邊調度(瑞芳及國城站)，現調度至國城站

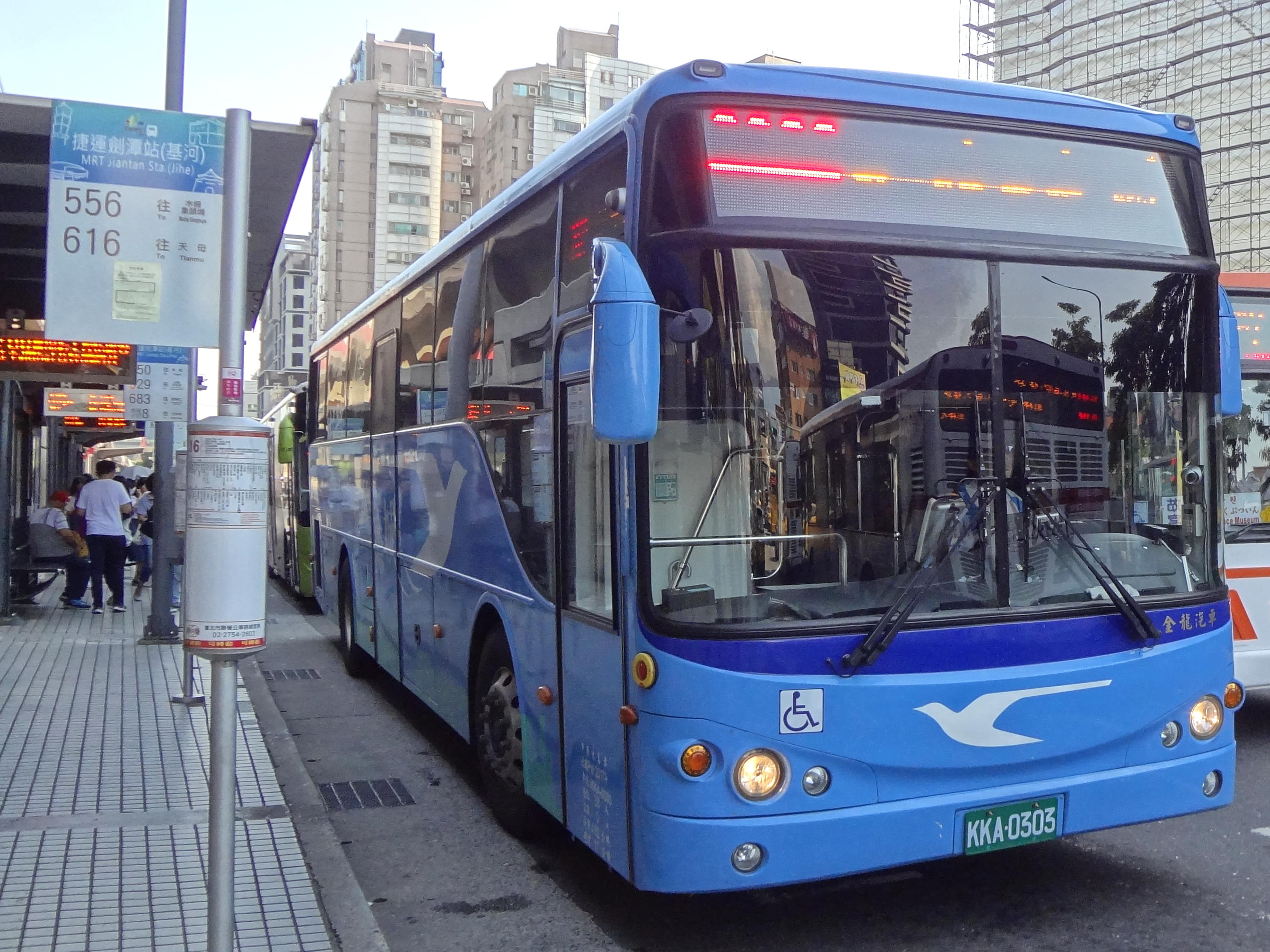
2017 KINGLONG KL6120U3
KKA-0303行駛2022路線大復康車輛

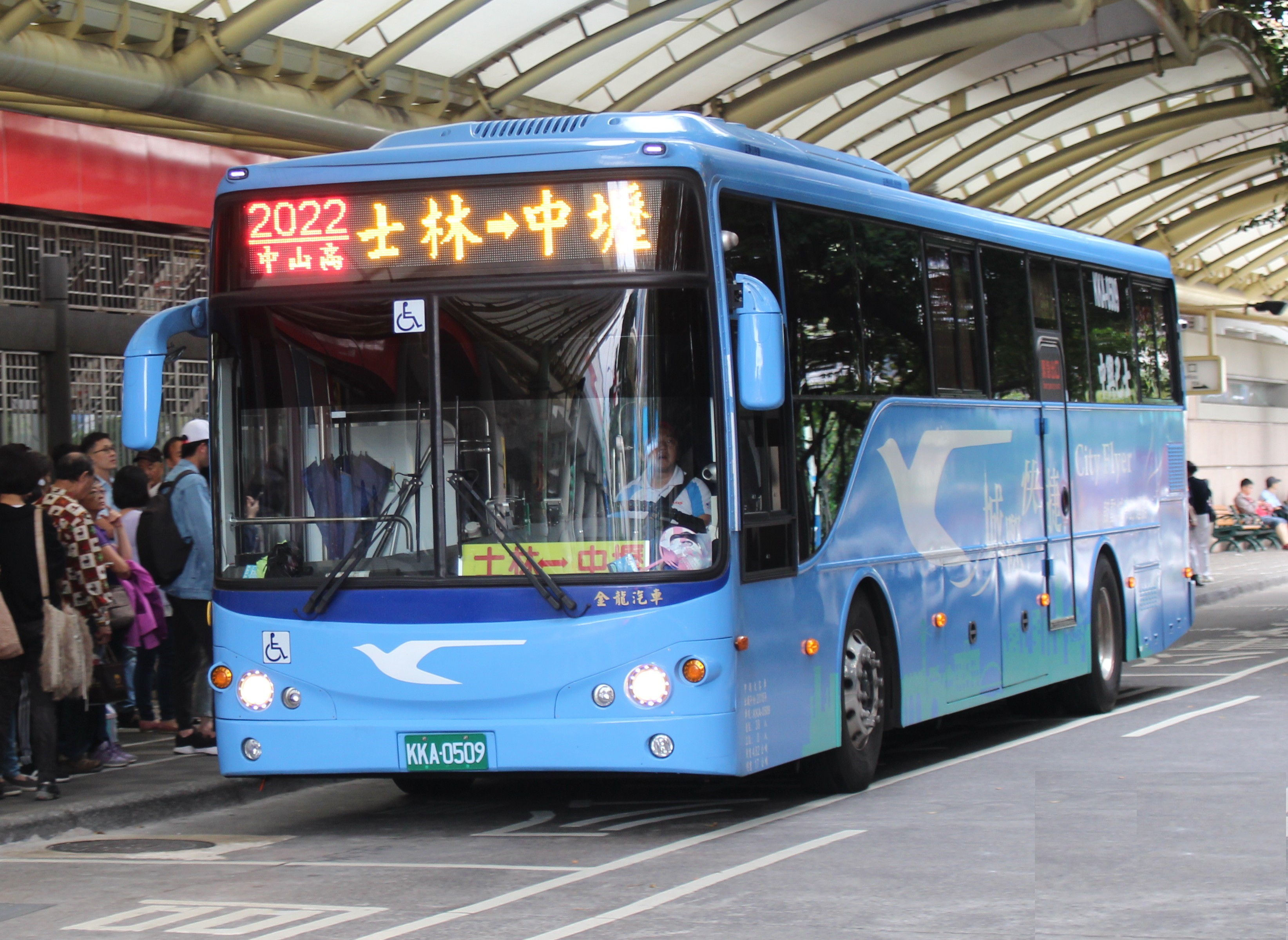
2018 KINGLONG KL6120U3
KKA-0509行駛2022路線

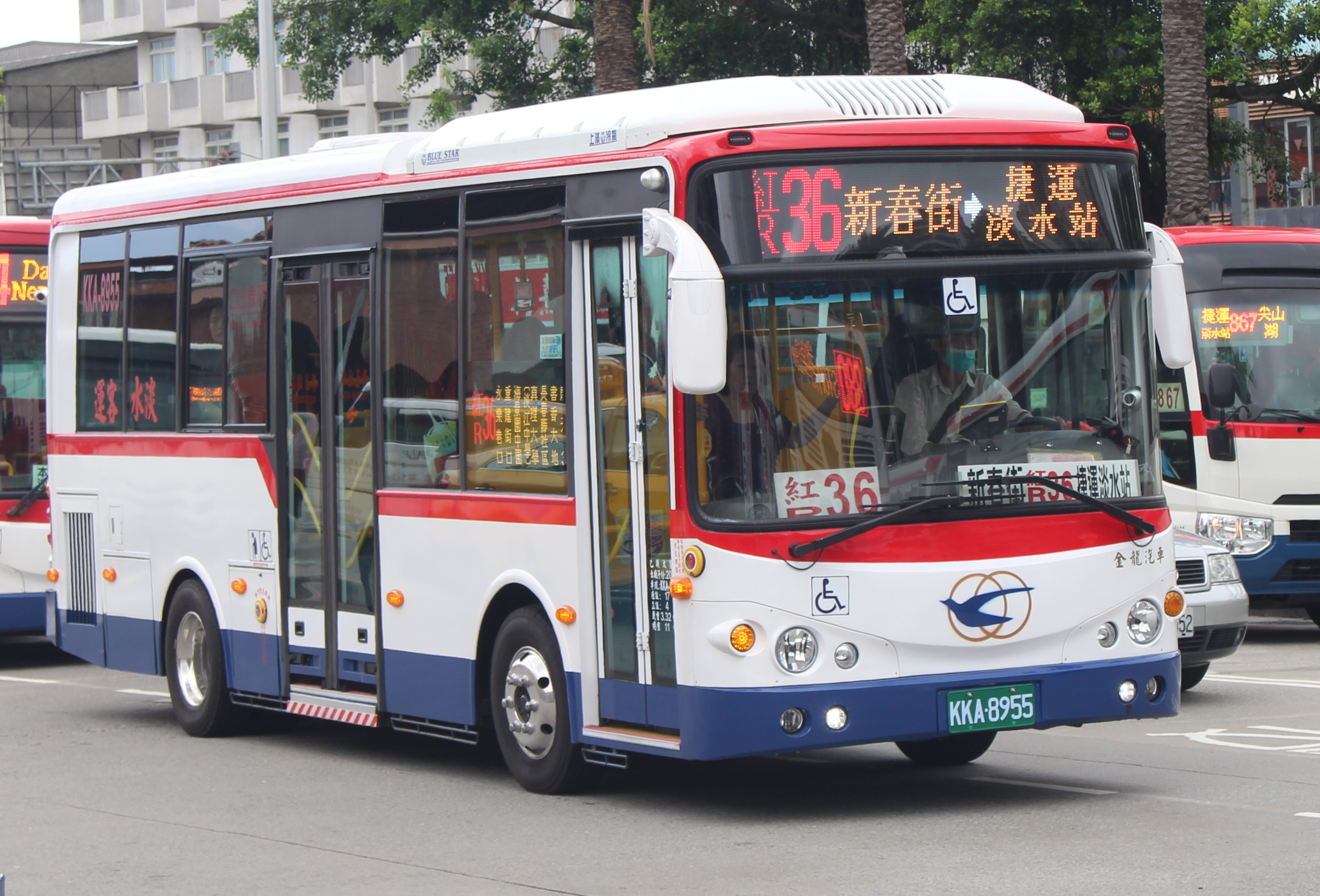
2019 KINGLONG KL6850A2 KKA-8955

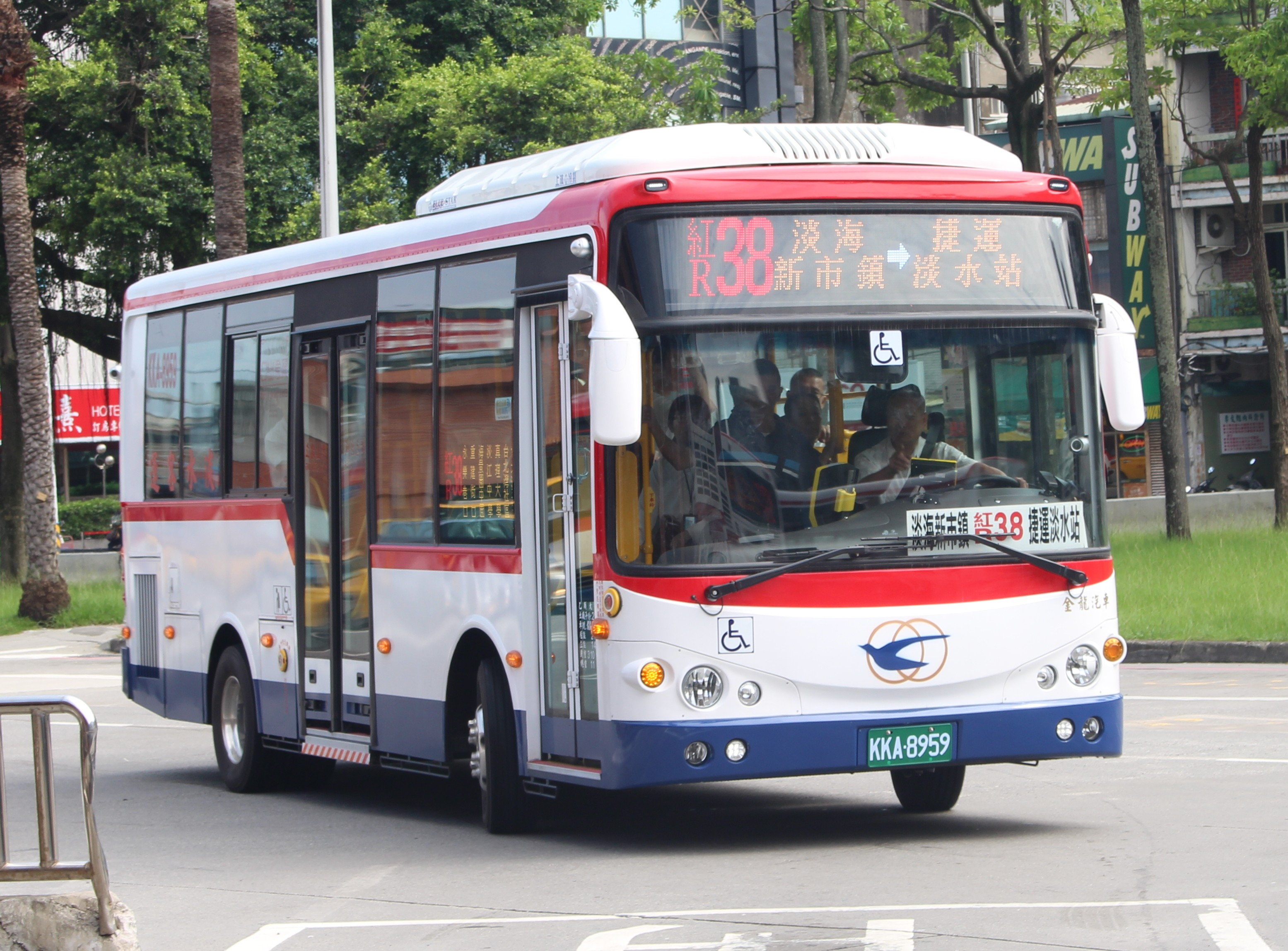
2019 KINGLONG KL6850A3 KKA-8959車門側

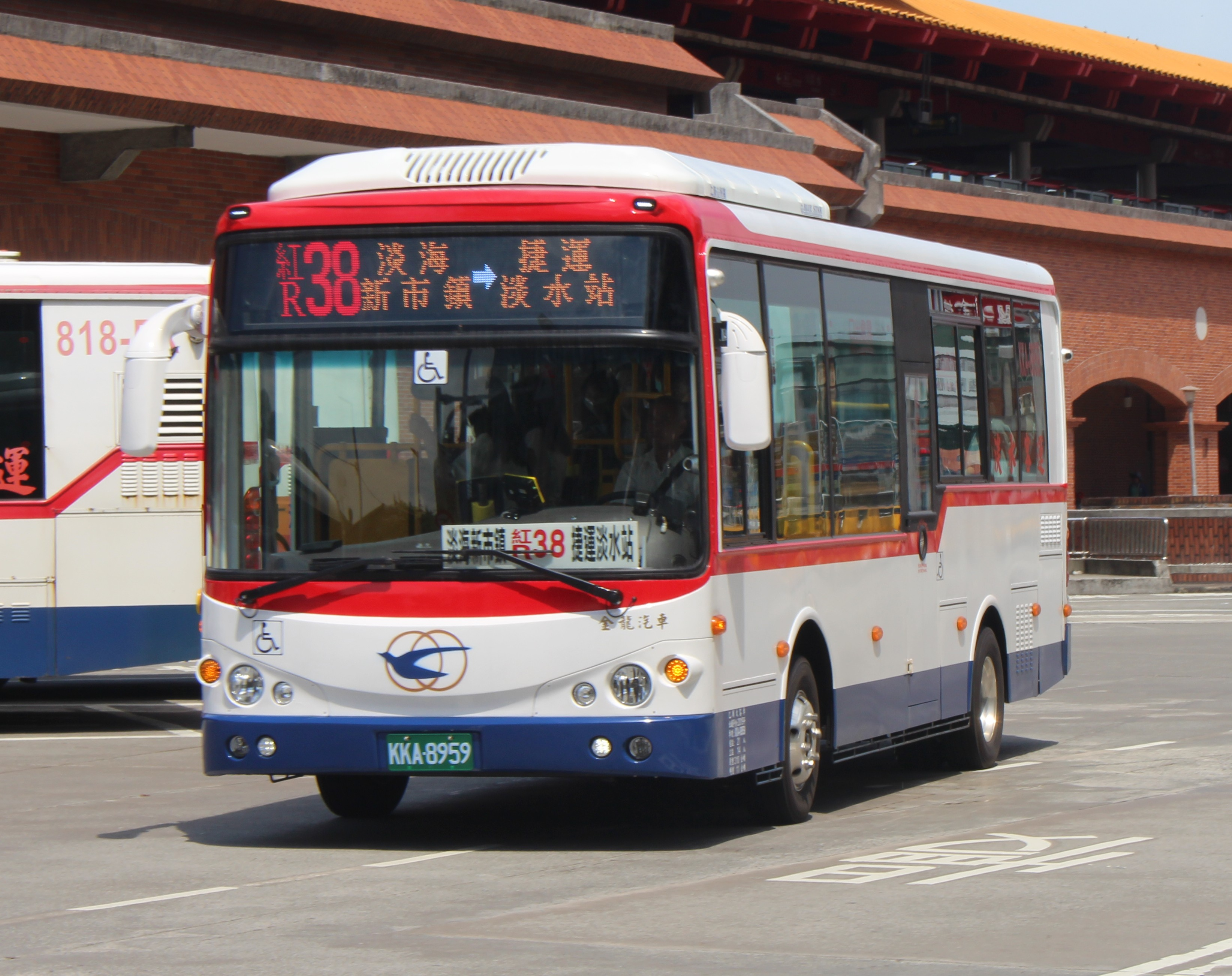
2019 KINGLONG KL6850A3 KKA-8959駕駛側

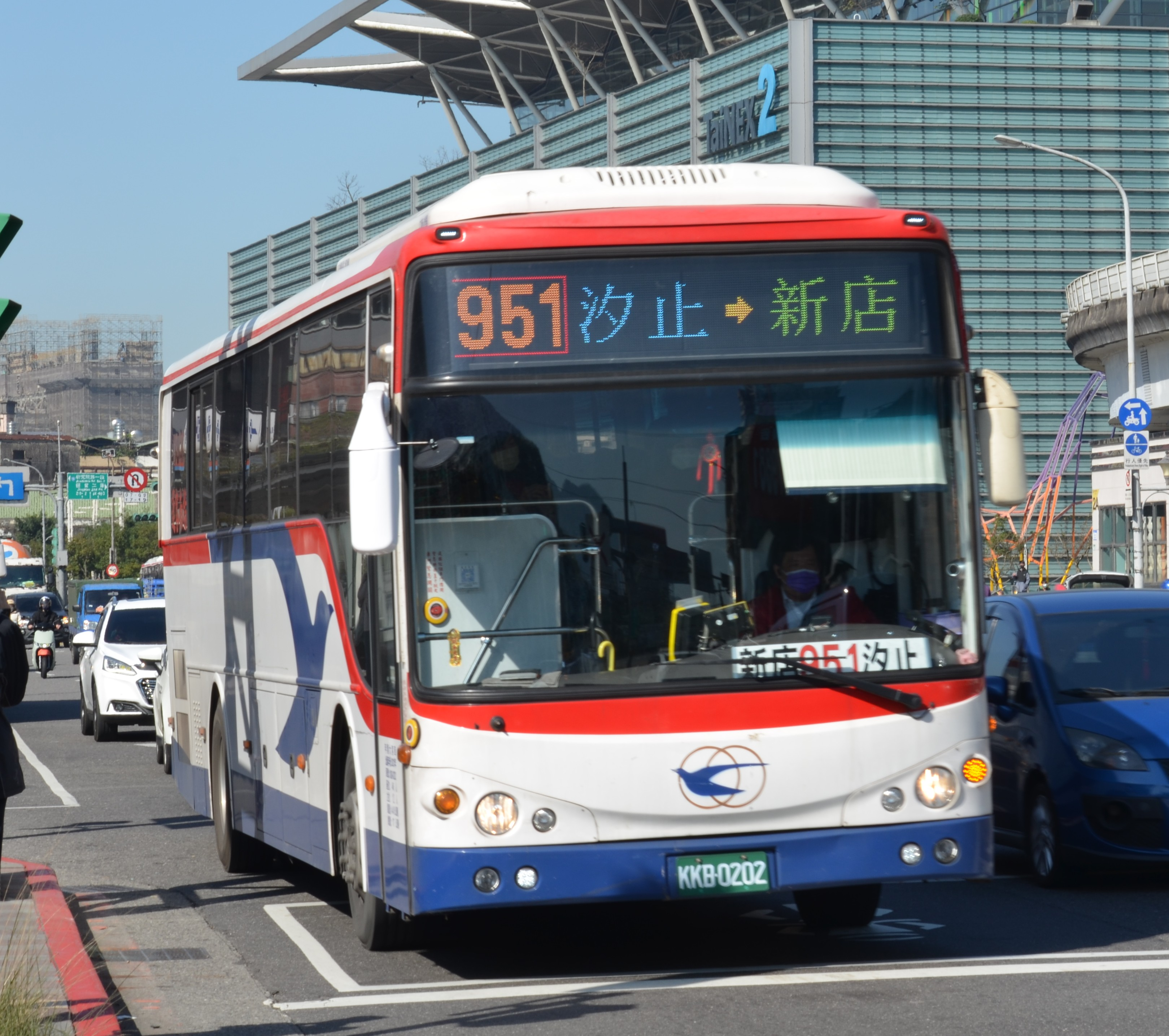
2022 KINGLONG KL6120C-2 KKB-0202行駛951路線行經捷運南港展覽館站

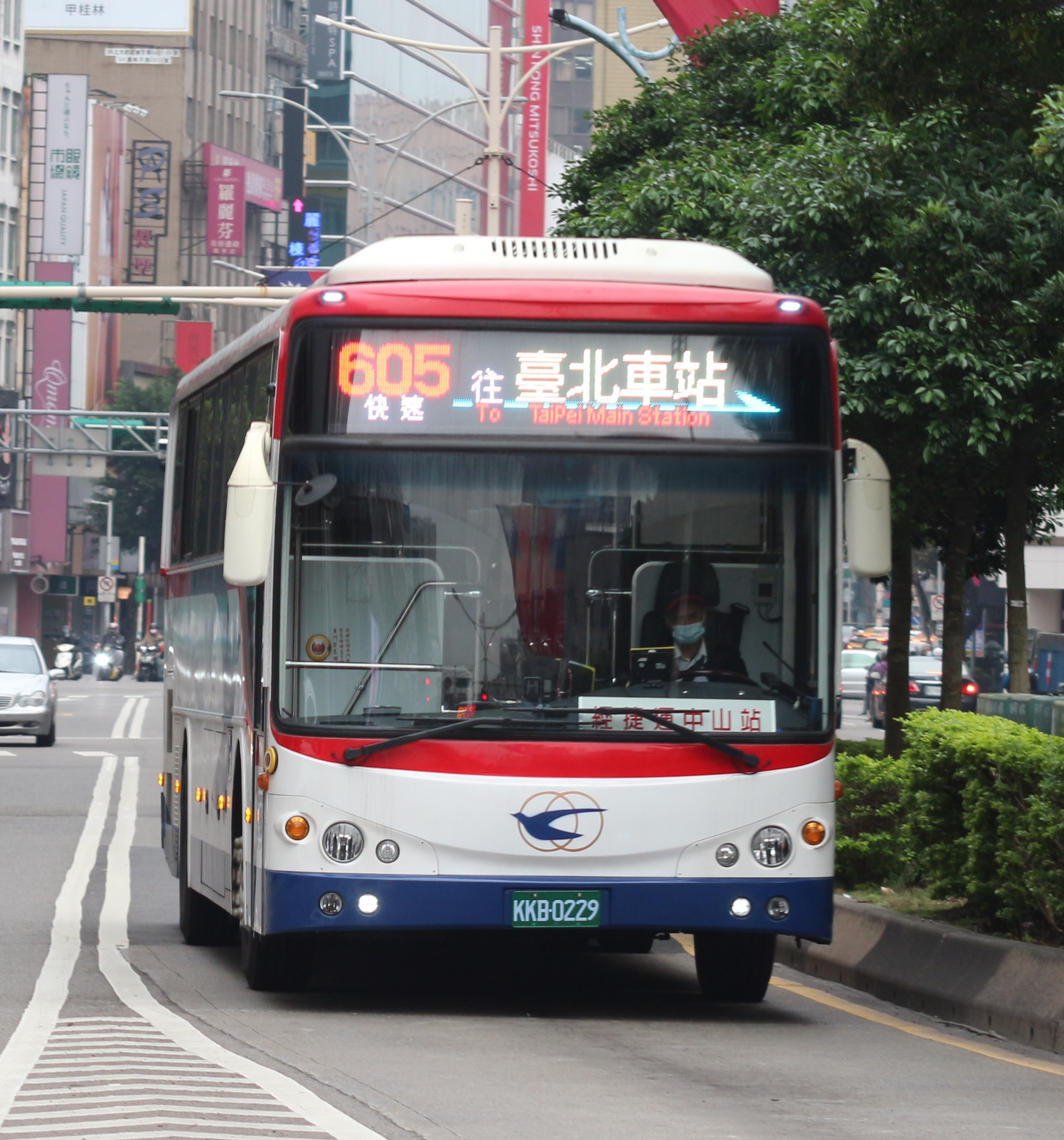
2021 KINGLONG KL6120C-2 KKB-0229

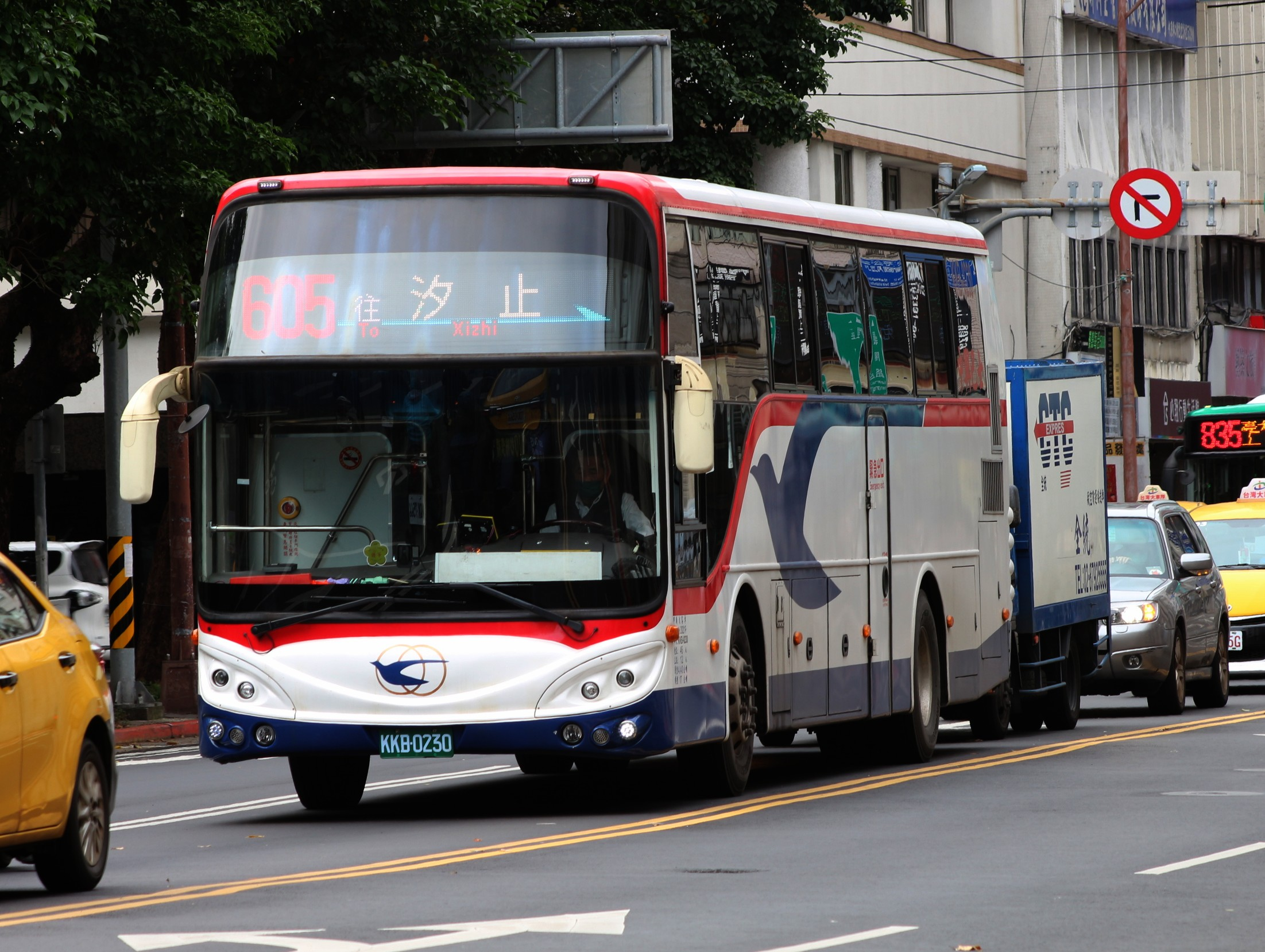
2021 KINGLONG KL6120C-2 KKB-0230

- 引擎：Mercedes-Benz OM 926 LA
  - 排氣量：7,201cc
  - 最大馬力：320hp(240kW)/2200rpm
  - 最大扭力：132.65kg-m/1200~1600rpm
- 變速系統：ZF Ecolife 6AP1400B自排(前6後1)
- 車長：12,010mm
- 軸距：6,000mm
- 冷　氣：BLUESTAR 上濱冷氣
- 分類：甲類大客車
- 交通部公共運輸計畫補助購置
- 領牌年份：2017~2018、2021~2022
- 領牌範圍：
KKA-0252~KKA-0255、KKA-0295~KKA-0303、KKA-0307~KKA-0310、KKA-0508~KKA-0509、KKA-0513、KKB-0173	(中興巴士車輛)、KKA-0250~KKA-0251、KKA-0286~KKA-0290、KKB-0175(光華巴士車輛)、KKA-1260~KKA-1263、KKA-1873(指南客運車輛)、298-U6~300-U6、FAC-038~FAC-039、FAC-079、FAC-083~FAC-086、FAC-088~FAC-090、FAC-092~FAC-095(基隆客運車輛)
- 運用業者：中興巴士、光華巴士、指南客運、基隆客運
- 此款目前配置於918、951、2022、桃園709、跳蛙公車 萬里-內湖科技園區、9006、1061、1062等路線

- 車體廠：金龍汽車製造
- 引擎：Mercedes-Benz OM 924 LA
  - 排氣量：4801cc
  - 最大馬力：218ps(160kW)/2200rpm
  - 最大扭力：82.6kg-m/1200~1600rpm
- 變速系統：Voith DIWA851.3E自排(前3後1)
- 車長：8490mm
- 軸距：3995mm
- 分類：乙類大客車
- 出廠年度：淡水客運：2019/新北客運：2020
- 領牌年度：淡水客運：2019/新北客運：2020
- 領牌範圍：
淡水客運(12輛)：KKA-8932~KKA-8939、KKA-8950~KKA-8955
新北客運(11輛)：KKA-0911~KKA-0922
- 共計23輛，現有22輛
- 已繳牌：KKA-0922(於2022年10月29日行駛587路線時發生火燒車事故)
- 運用業者：淡水客運、新北客運

- 車體廠：金龍汽車製造
- 引擎：Mercedes-Benz OM 924 LA
  - 排氣量：4801cc
  - 最大馬力：218ps(160kW)/2200rpm
  - 最大扭力：82.6kg-m/1200~1600rpm
- 變速系統：ZF Ecolife 6AP1000B自排(前6後1)
- 車長：8490mm
- 軸距：3995mm
- 分類：乙類大客車
- 出廠年度：2019
- 領牌年度：2019
- 領牌範圍：KKA-8931、KKA-8957~KKA-8967、KKA-8995~KKA-9000、KKA-9801~KKA-9803
- 共計20輛
- 運用業者：淡水客運

- 車體廠：臺灣金龍汽車製造 (中興巴士集團)
- 引擎：Mercedes-Benz OM 926 LA
  - 排氣量：7,201cc
  - 最大馬力：320hp(240kW)/2200rpm
  - 最大扭力：132.65kg-m/1200~1600rpm
- 變速系統：ZF AS-Tronic 12檔自手排
- 車長：12,010mm
- 軸距：6,000mm
- 冷氣：BLUESTAR 上濱冷氣
- 分類：甲類大客車
- 領牌年份：2021
- 領牌年份：2021~2022
- 領牌範圍：
2021(11輛)：KKB-0210~KKB-0216、KKB-0225-KKB-0227、KKB-0229-KKB-0230(中興巴士車輛)
2022(7輛)：KKB-0197~KKB-0202(指南客運車輛)、KKB-0208~KKB-0209(光華巴士車輛)
- 共計18輛
- 本批車輛車頭行先為彩色LED
- 運用業者：指南客運、中興巴士、光華巴士

- 車體廠：金龍汽車製造
- 引擎：康明斯(Cummins)ISM11E5 385
  - 排氣量：10824cc
  - 最大馬力：385ps(250kW)/1900rpm
  - 最大扭力：182.50kg-m/1000~1400rpm
- 變速系統：ZF AS-Tronic 12檔自手排
- 車長：12,010mm
- 軸距：6,000mm
- 分類：甲類大客車
- 乘客座位數：46
- 出廠年份：2021
- 領牌年份：2022
- 領牌範圍：KKB-0277~KKB-0280
- 共計4輛
- 運用業者：指南客運

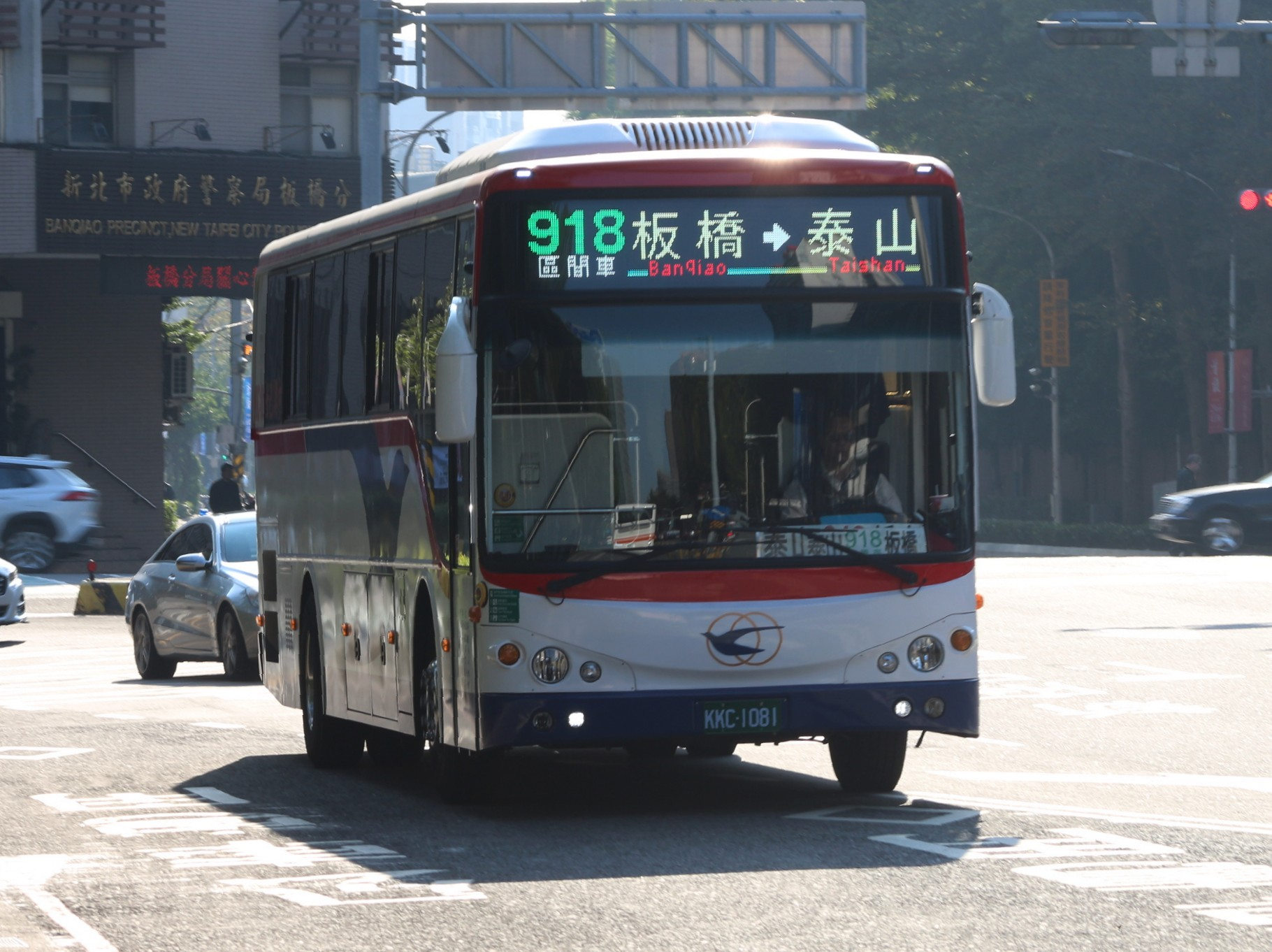
2024 KINGLONG KL6120C-DDV01 KKC-1081
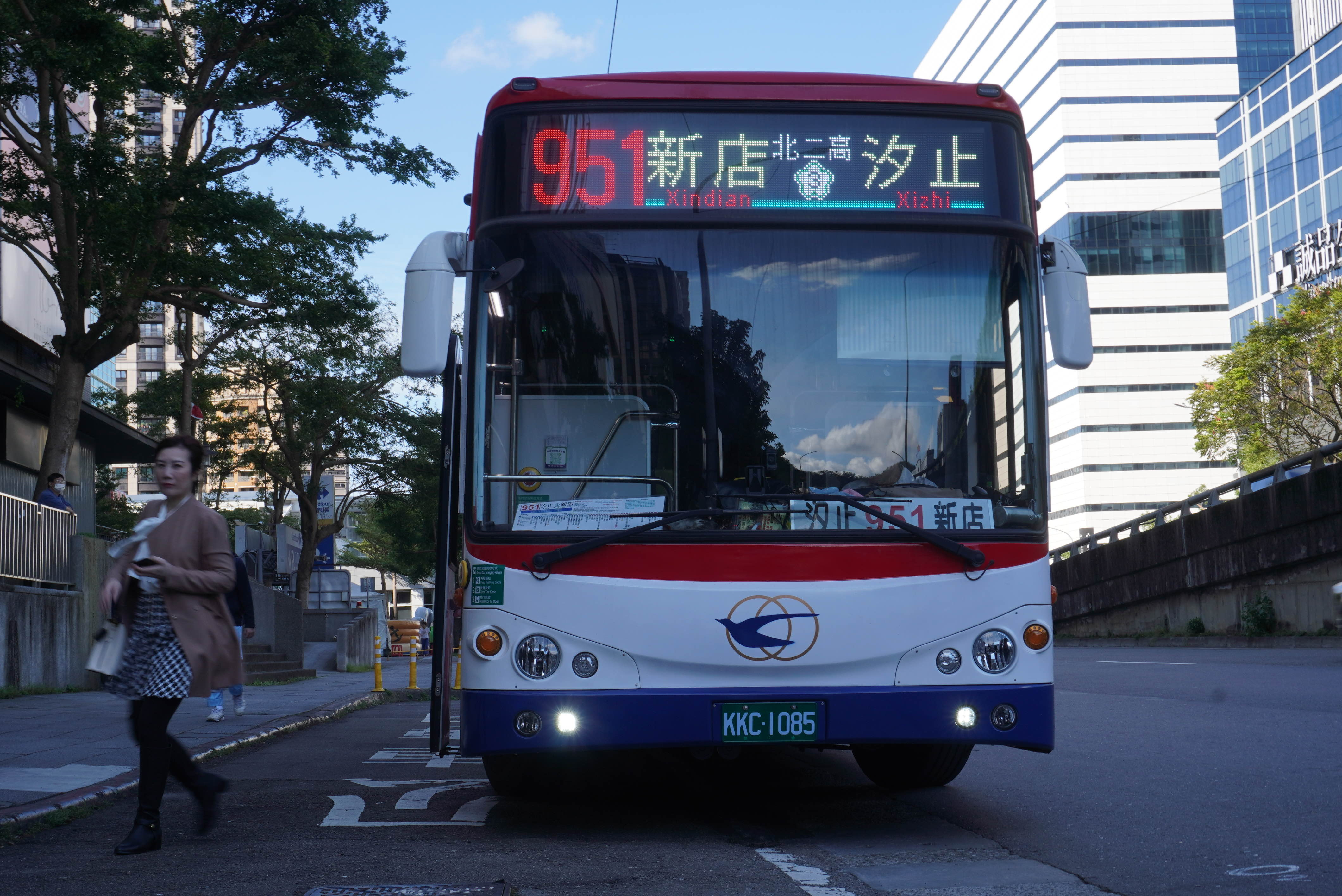
2024 KINGLONG KL6120C-DDV01 KKC-1085
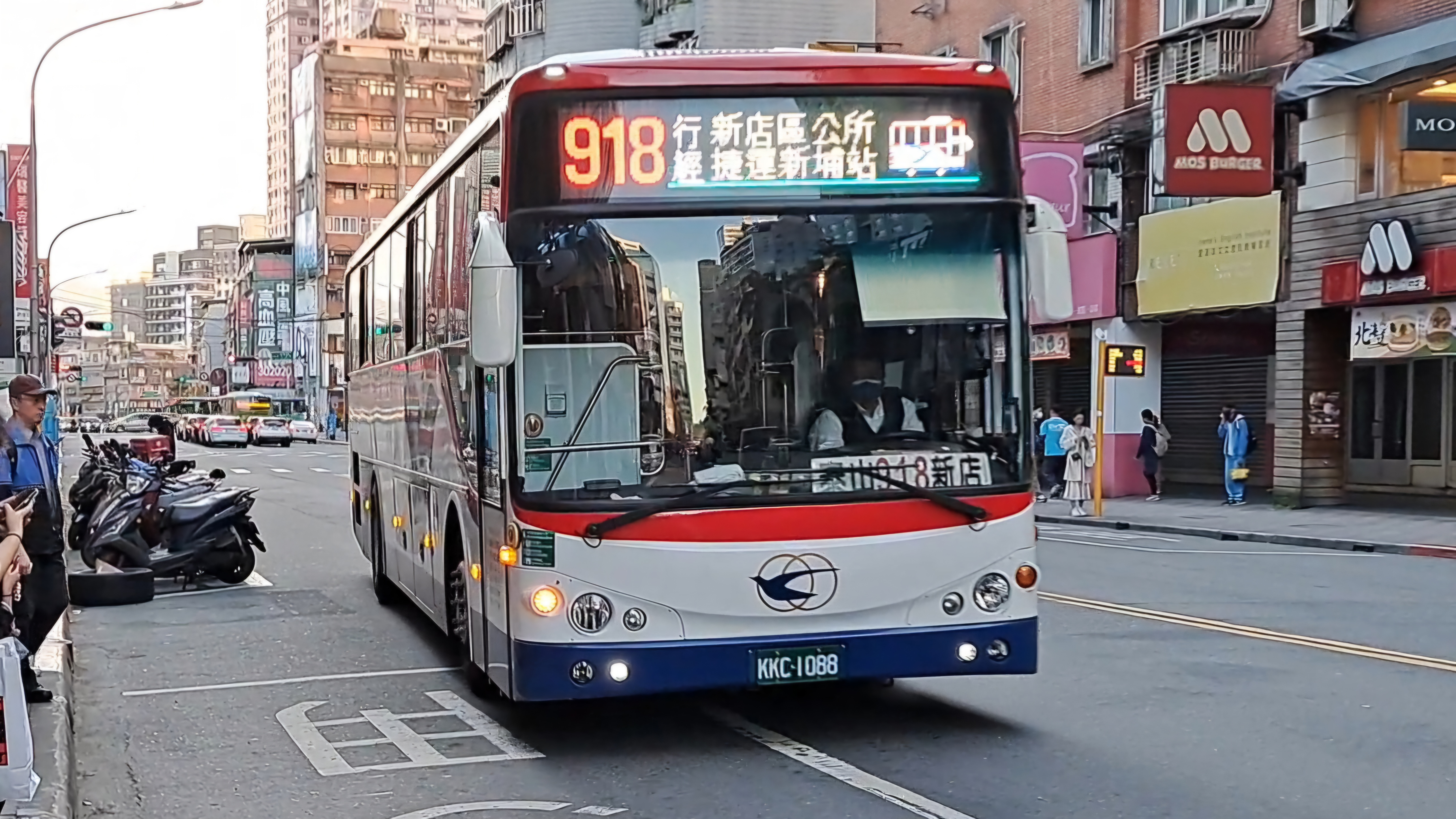
2024 KINGLONG KL6120C-DDV01 KKC-1088
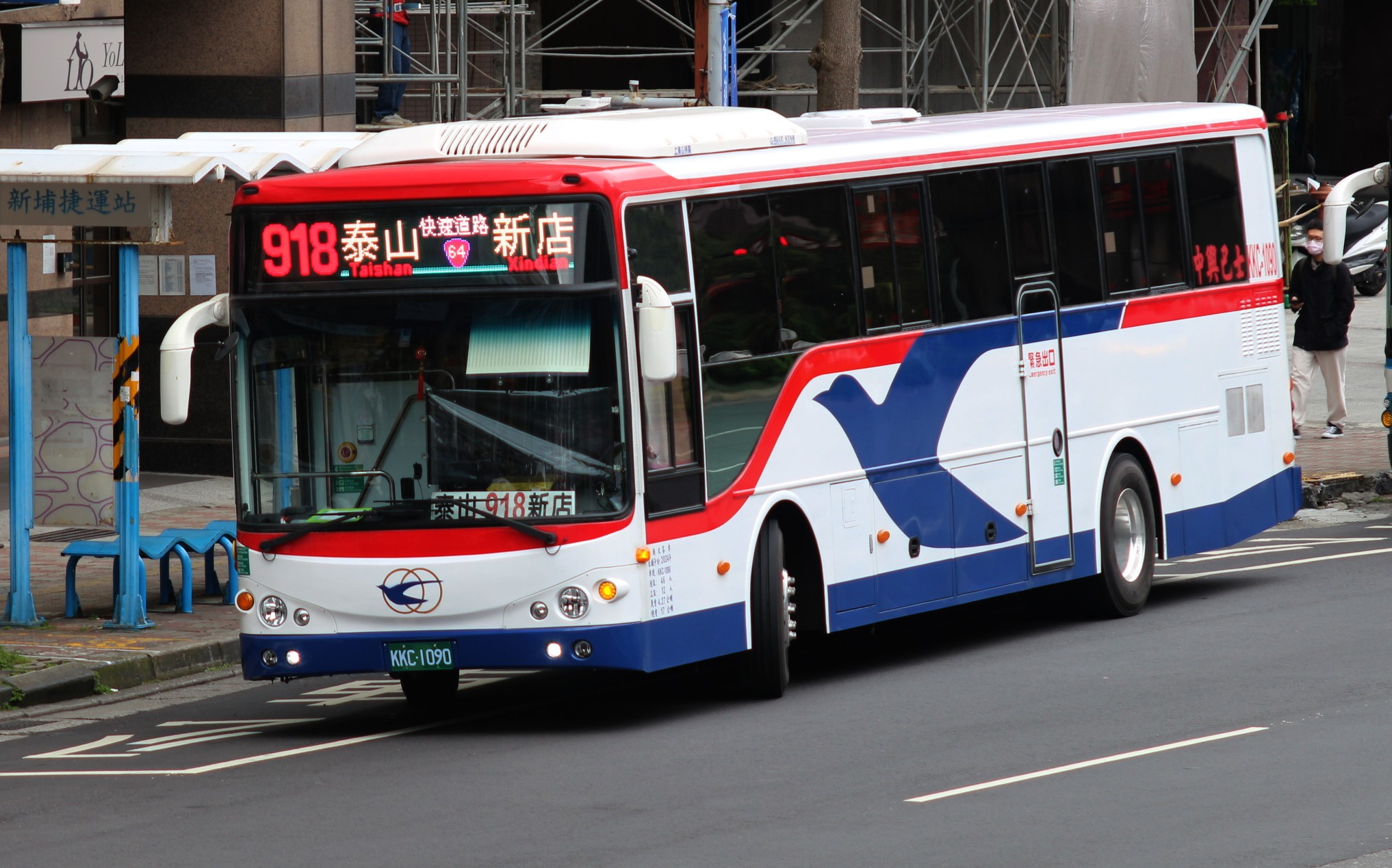
2024 KINGLONG KL6120C-DDV01 KKC-1090
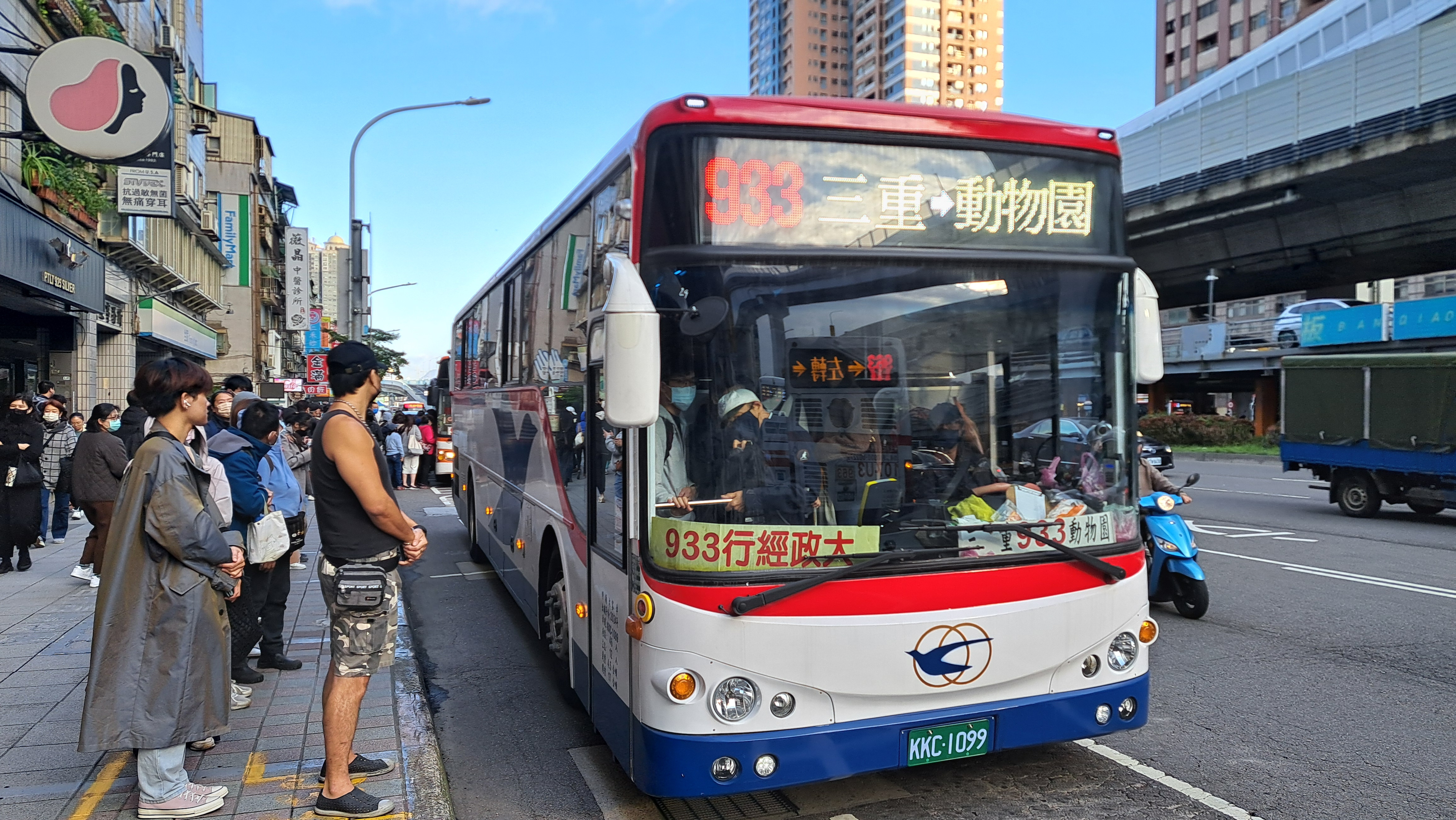
2024 KINGLONG KL6120C-DDV01 KKC-1099
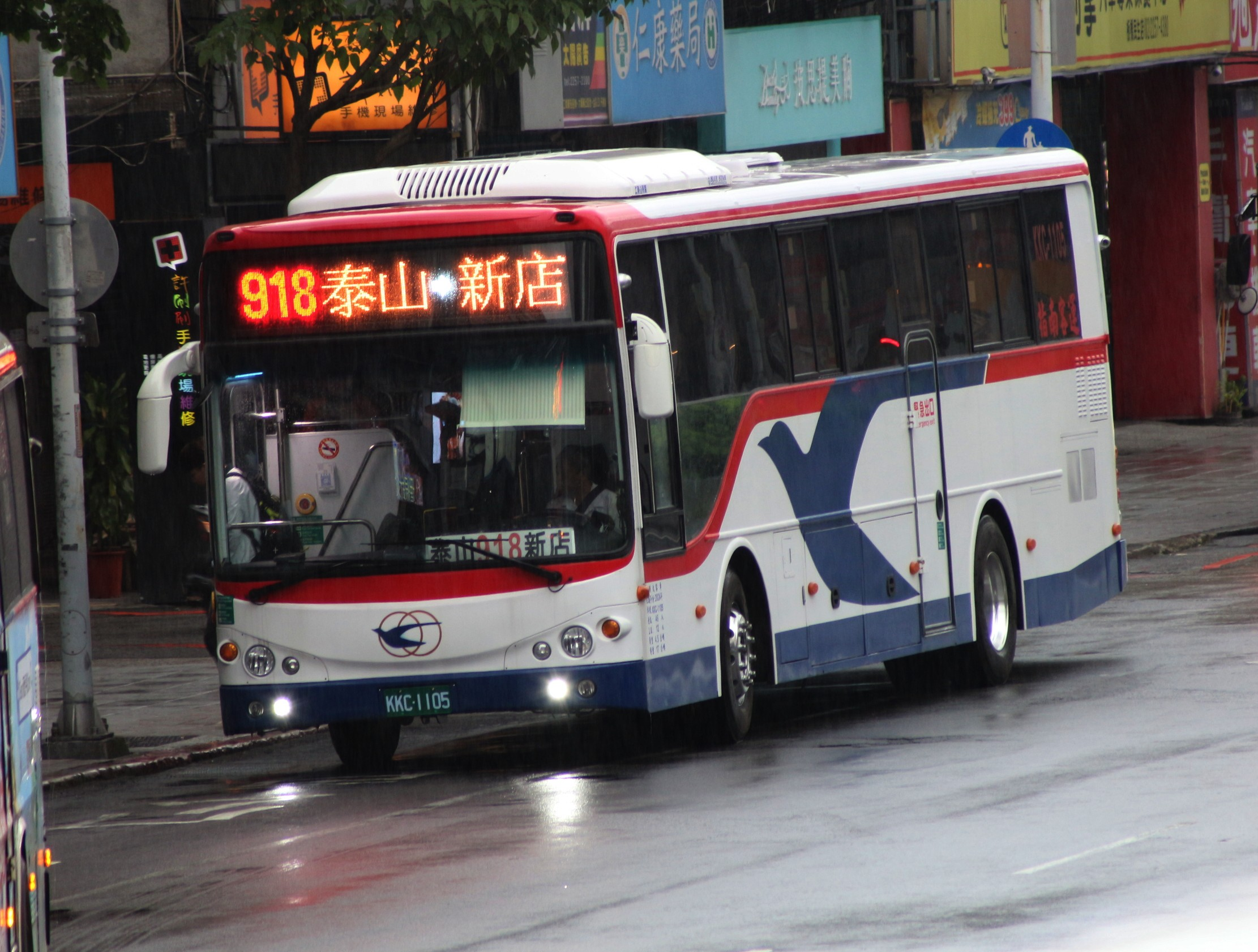
2024 KINGLONG KL6120C-DDV01 KKC-1105
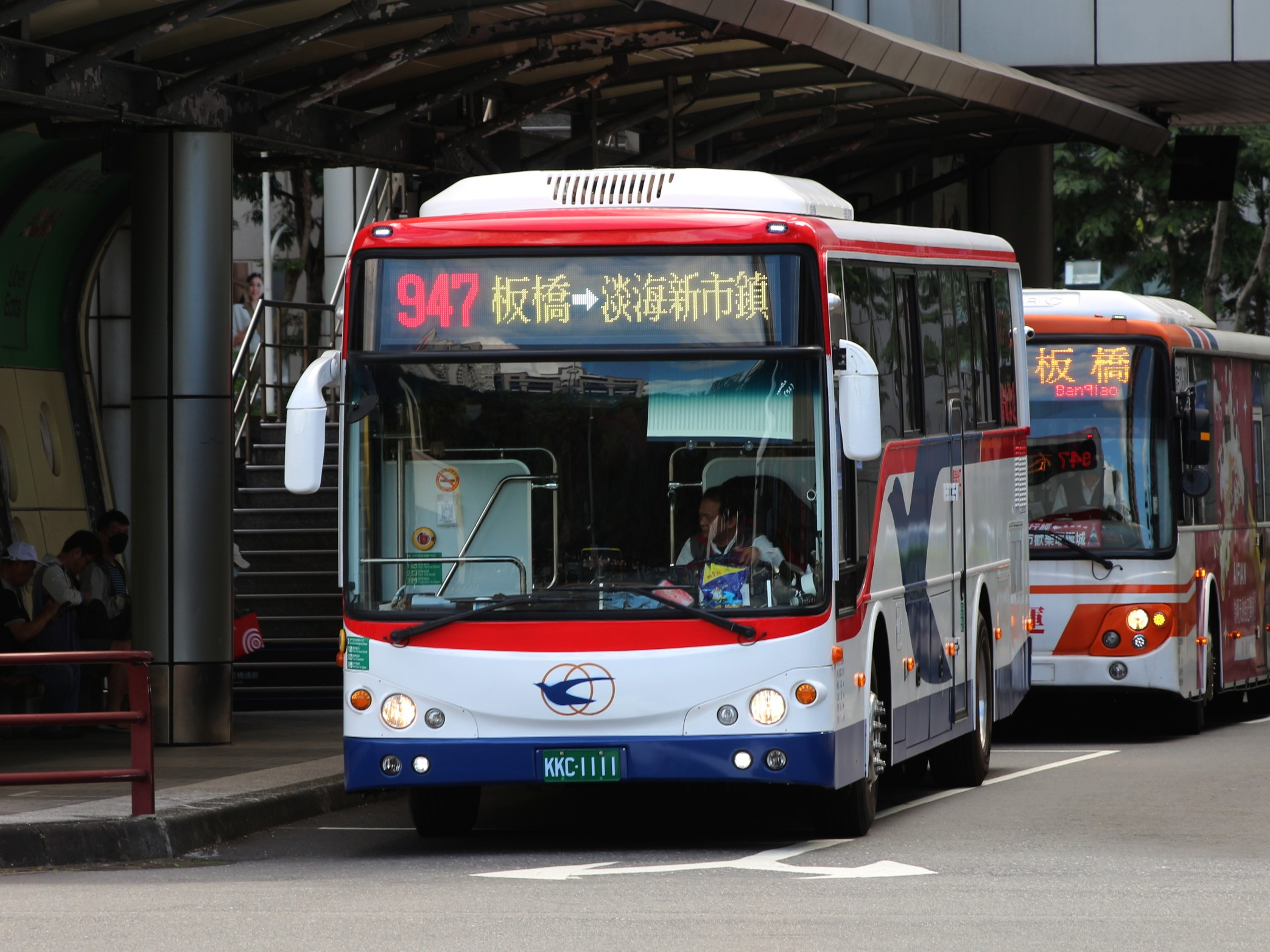
2024 KINGLONG KL6120C-DDV01 KKC-1111
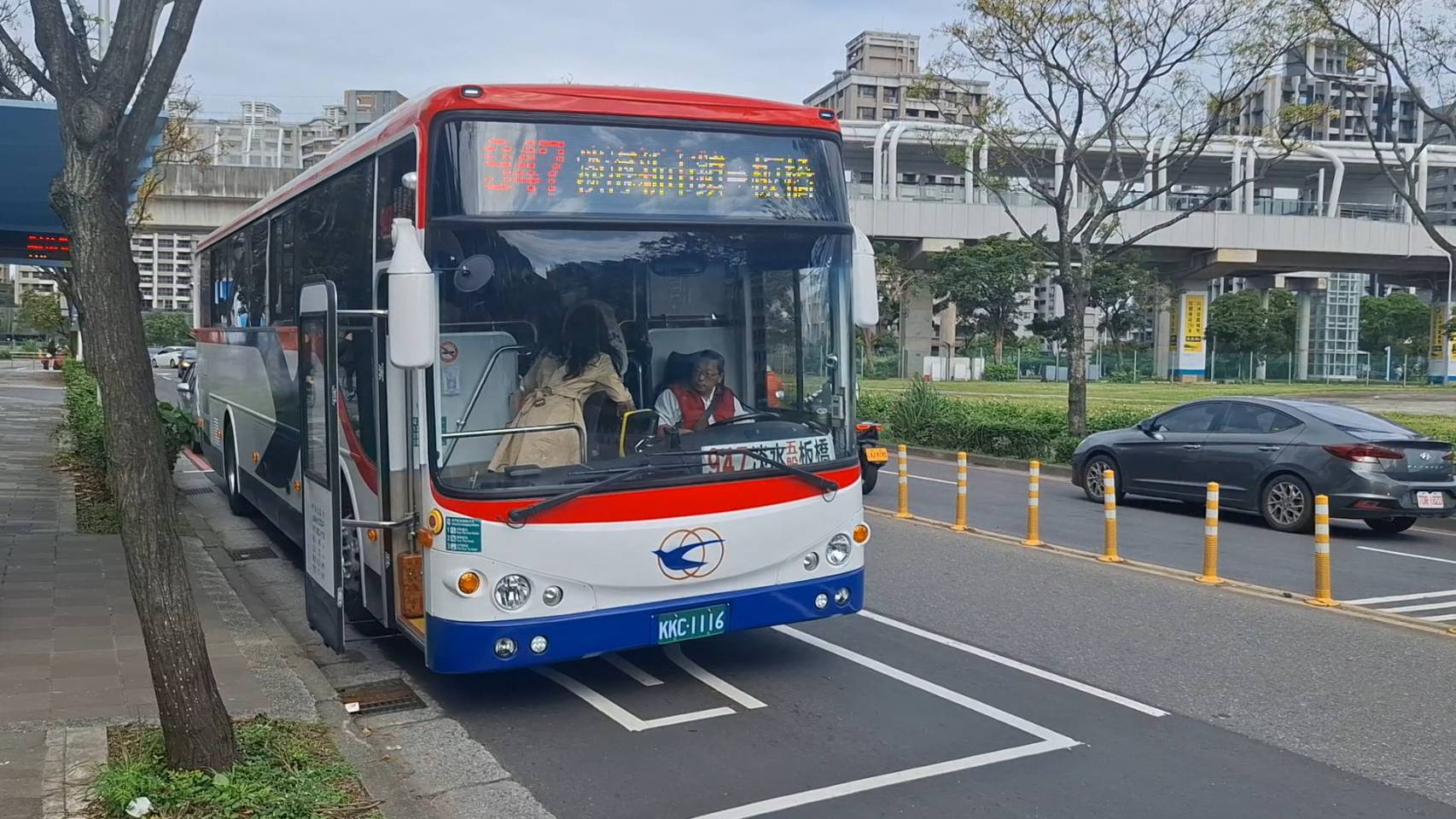
2024 KINGLONG KL6120C-DDV01 KKC-1116

- 車體廠：臺灣金龍汽車製造 (中興巴士集團)
- 引擎：Mercedes-Benz OM 936 LA
  - 排氣量：7,698cc
  - 最大馬力：300hp(221kW)/1800rpm
  - 最大扭力：112.kg-m/1200~1600rpm
- 變速系統：Voith DIWA854.5自排(前4後1)
- 車長：12,200mm
- 軸距：6,000mm
- 冷　氣：BLUESTAR 上濱冷氣
- 交通部公共運輸計畫補助購置
- 車頭、車側及車尾行先為彩色LED
- 領牌年份：2024
- 領牌範圍：
中興巴士(15輛)：KKC-1079~KKC-1095
指南客運(25輛)：KKC-1096~KKC-1121、KKC-1126
中台灣客運
- 共計40輛
- 分類：甲類大客車
- 運用業者：中興巴士、指南客運、中台灣客運

- 車體廠：金龍汽車製造
- 車長：12000mm
- 車寬：2500mm
- 最大重量：17000kg

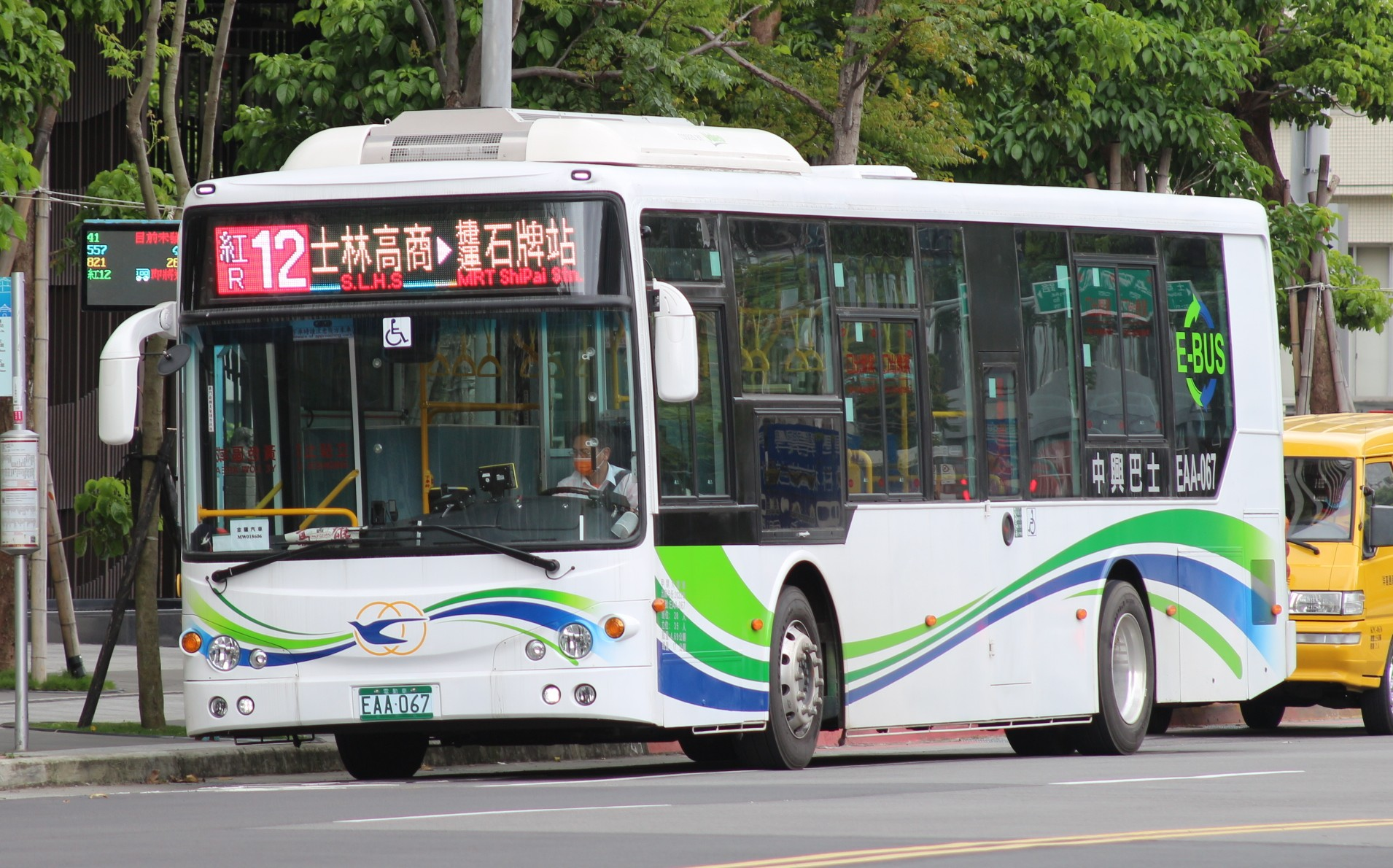
2022 KINGLONG KL6112UE1 EAA-067行駛紅12路線

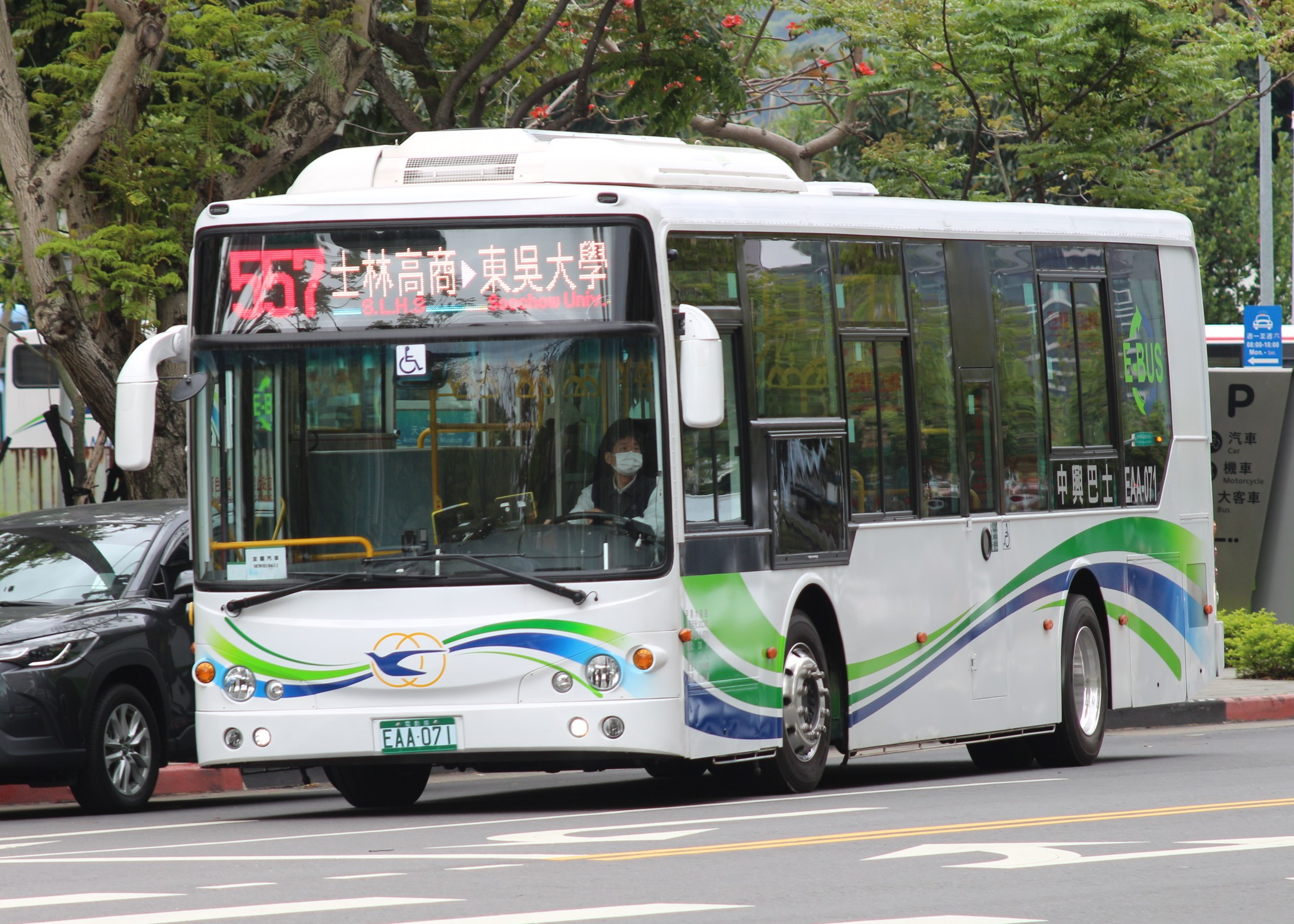
2022 KINGLONG KL6112UE1 EAA-071行駛557路線

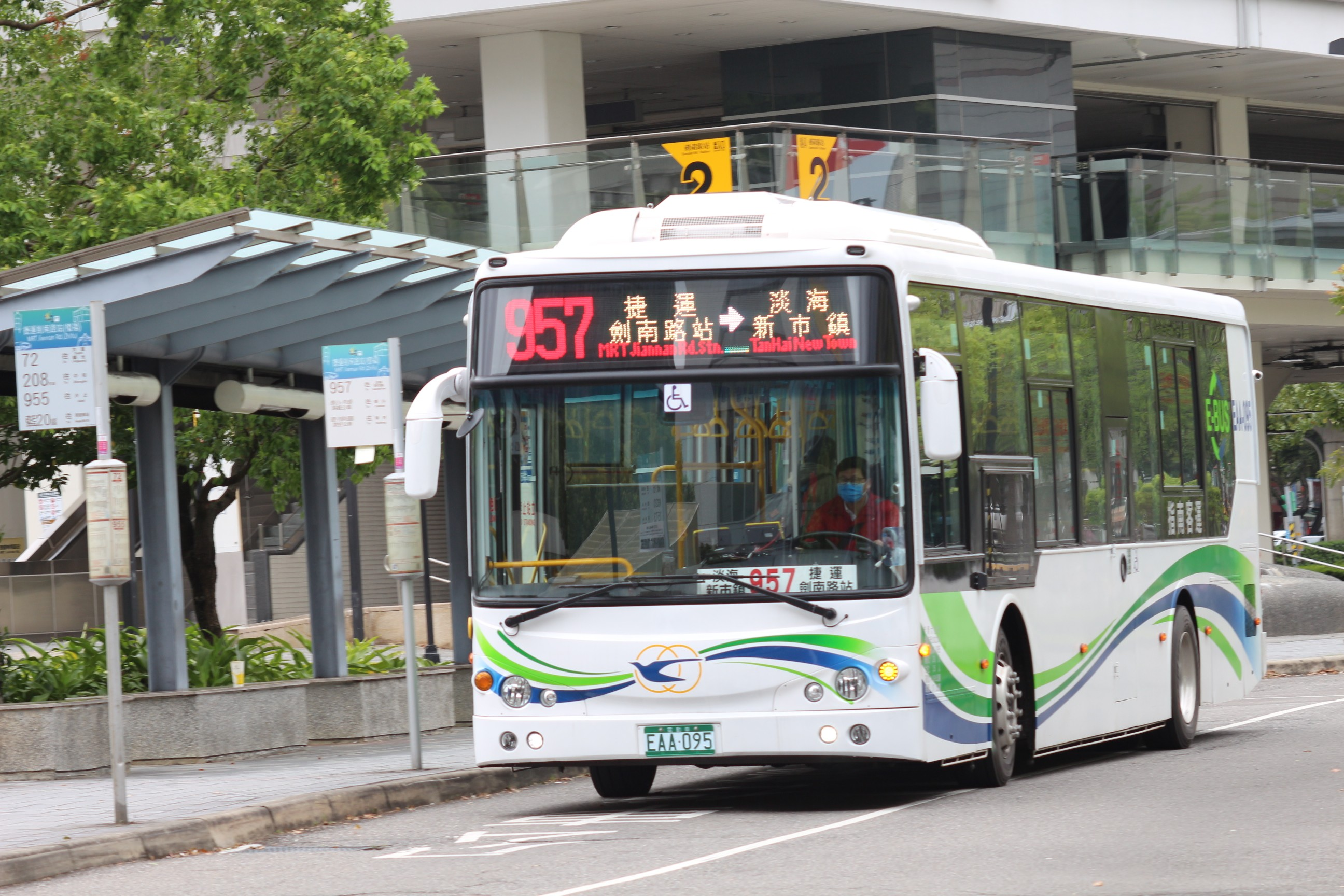
2022 KINGLONG KL6112UE1 EAA-095行駛957路線

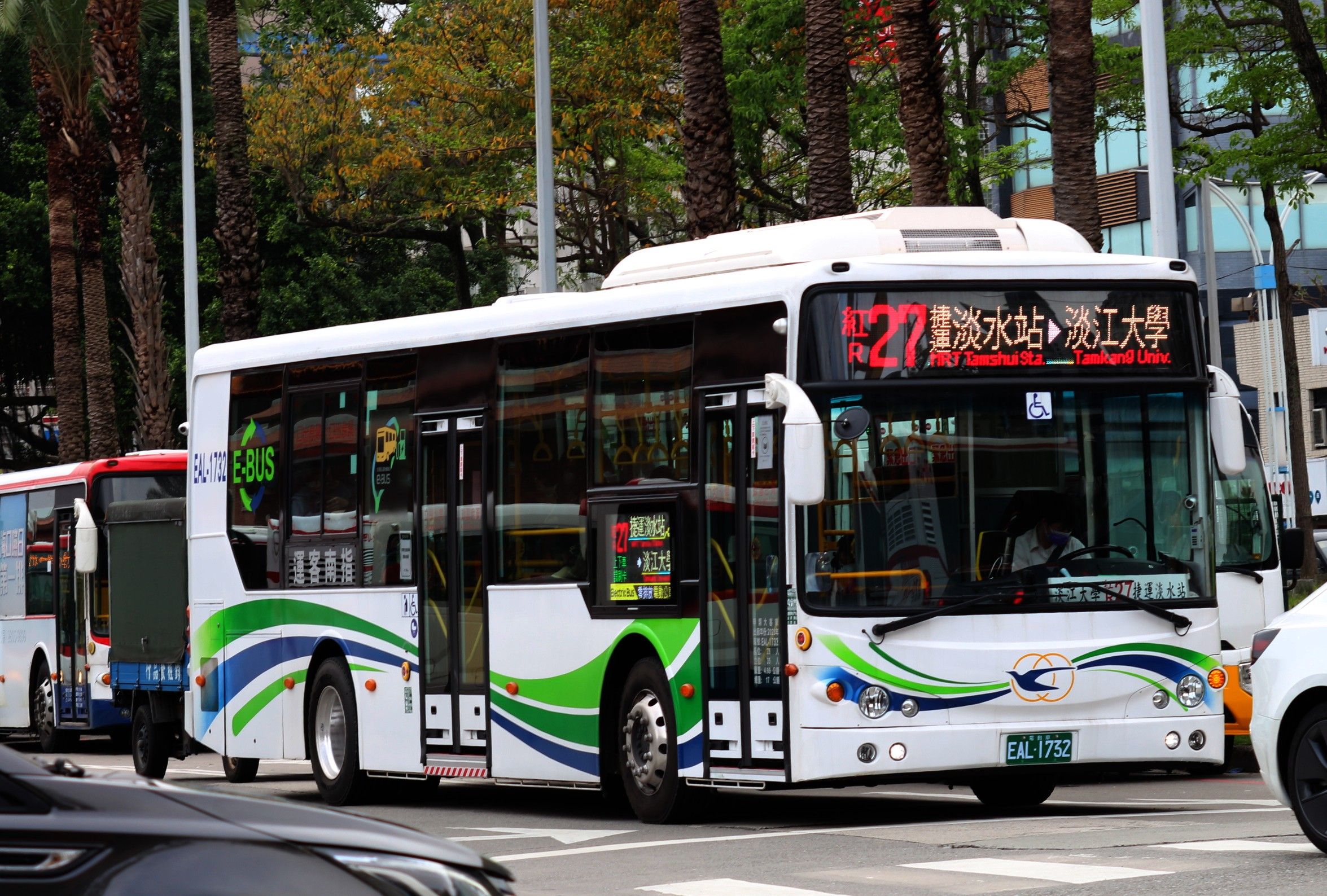
2023 KINGLONG KL6112UE1 EAL-1732行駛紅27路線

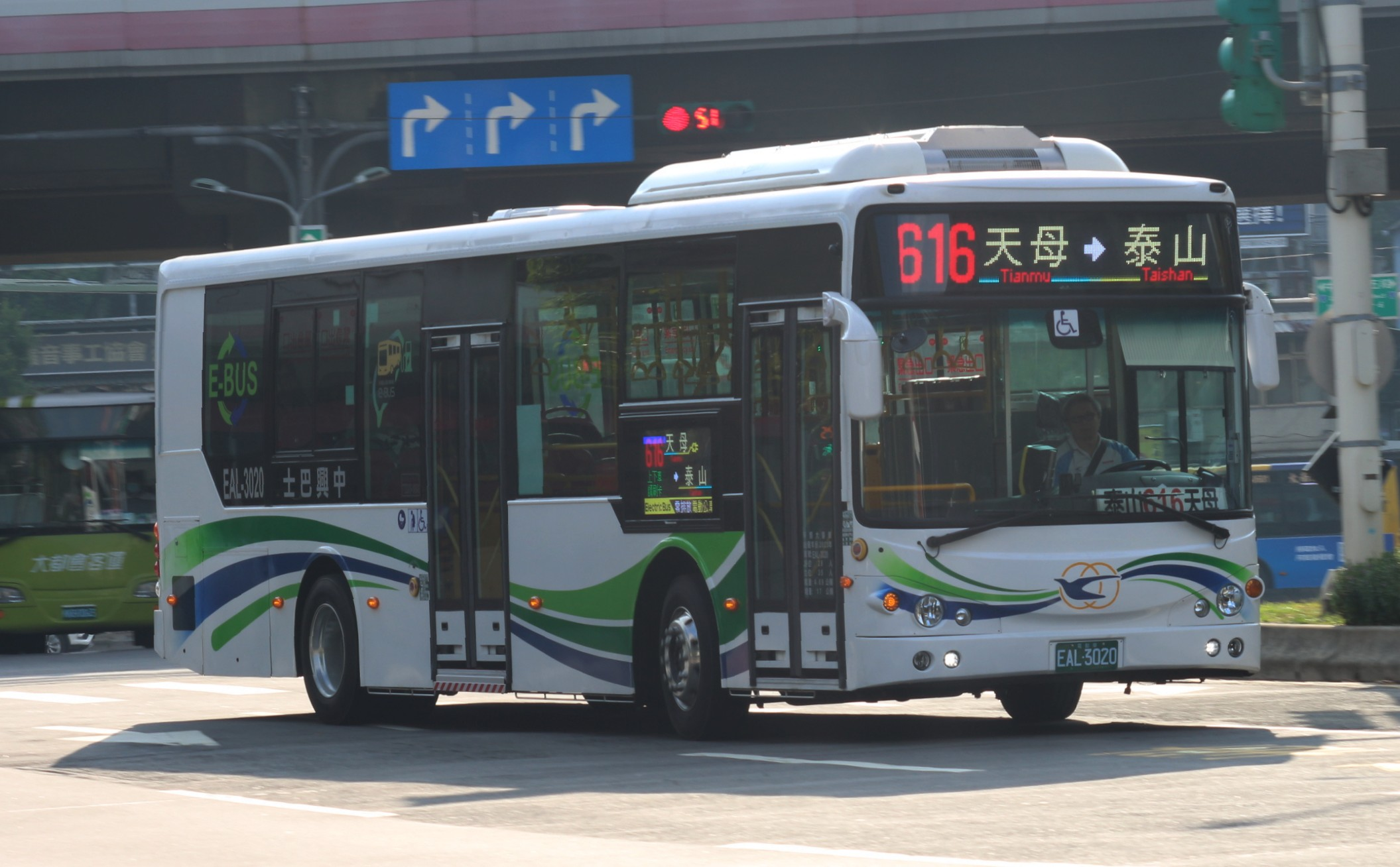
2023 KINGLONG KL6112UE1 EAL-3020行駛616路線

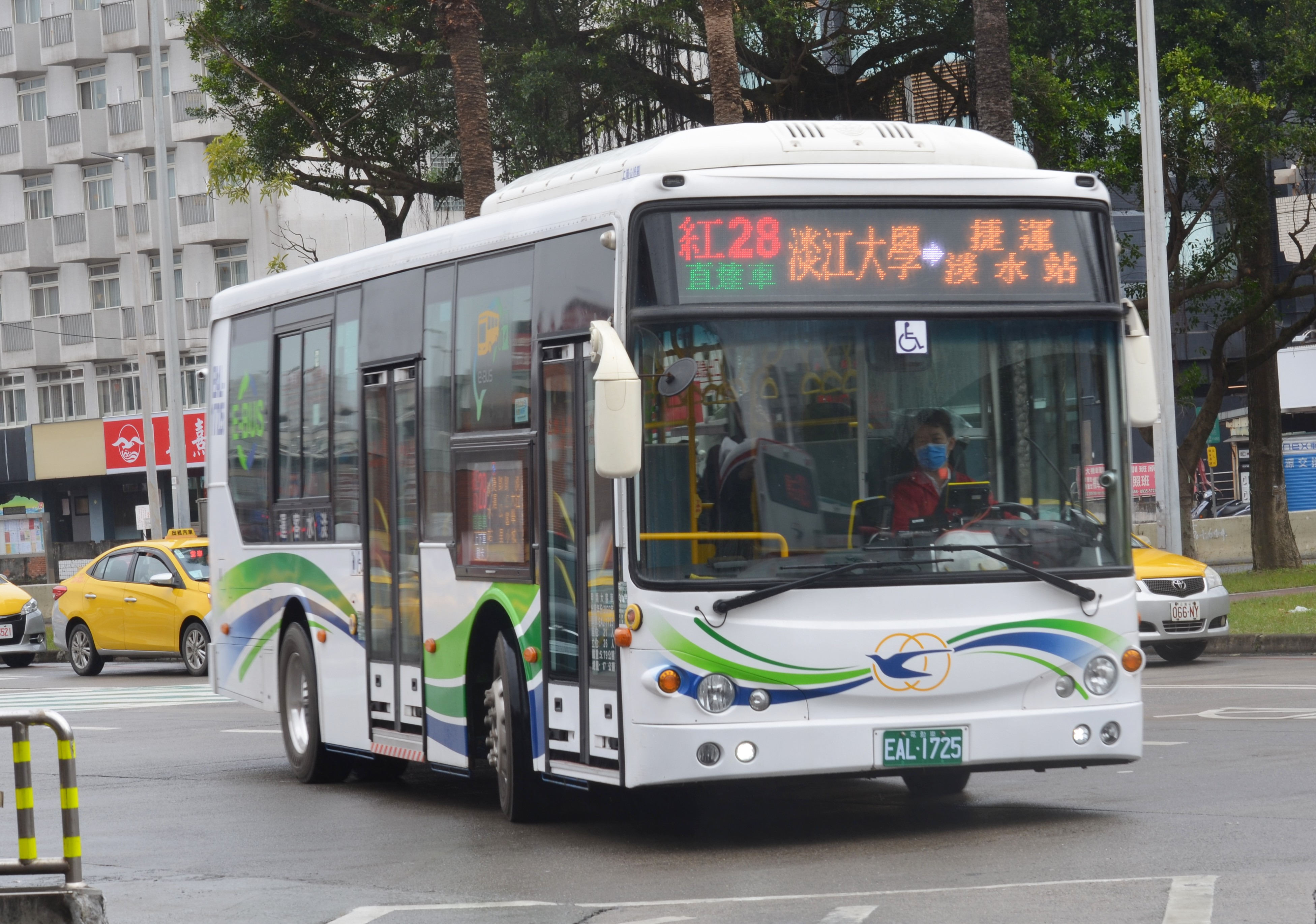
2023 KINGLONG KL6900UE1 EAL-1725行駛新北市公車紅28直達車路線

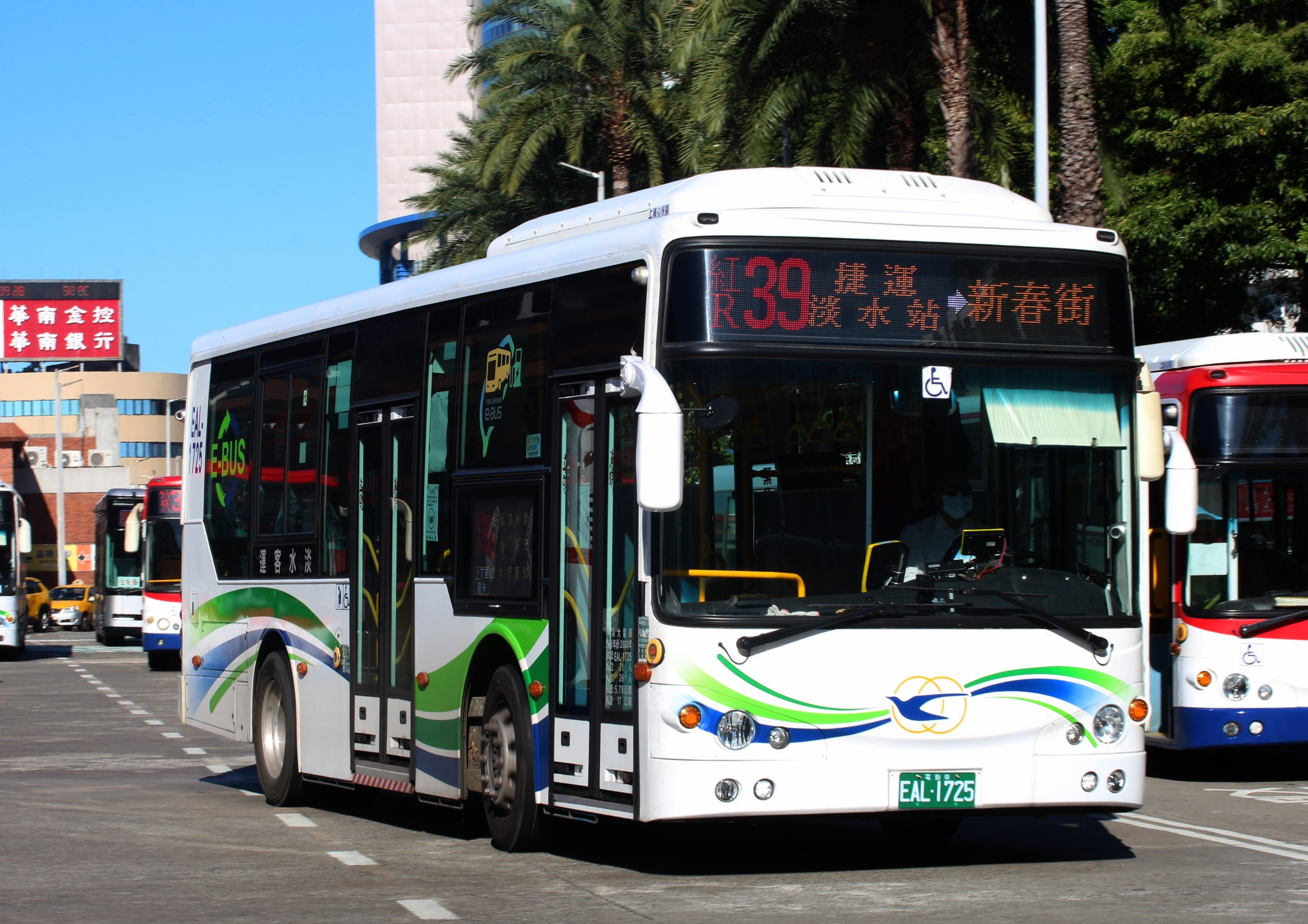
2023 KINGLONG KL6900UE1 EAL-1725行駛新北市公車紅39路線

- 馬達：深圳英威騰(invt)GTZ-XS-H0120
- 最大馬力：340ps(250kw)
- 最大扭力：280.0kg-m
- 電池形式：起而行綠能磷酸鋰鐵電池
- 電池電量：248.22 kwh
- 變速：EATON六速自手排
- 冷氣：Valeo REVO®-E Global 電動車用冷氣
- 交通部公共運輸計畫補助購置
- 出廠年度：光華巴士：2023/指南客運：2024
- 領牌年度：光華巴士：2023/指南客運：2024
- 領牌範圍：
光華巴士(3輛)：EAL-1727~EAL-1729
指南客運(2輛)：EAL-3165、EAL-3167
- 共計5輛
- 車頭行先為彩色LED
- 運用業者：光華巴士、指南客運

- 車體廠：金龍汽車製造
- 車長：11200mm
- 車寬：2500mm
- 最大重量：17000kg
- 馬達：深圳英威騰(invt)GTZ-XS-H0120
- 最大馬力：340ps(250kw)
- 最大扭力：280.0kg-m
- 電池形式：起而行綠能電池
- 電池電量：248.22kWh
- 變速：EATON六速自手排
- 冷氣：Valeo REVO®-E Global 電動車用冷氣
- 交通部公共運輸計畫補助購置
- 領牌年份：2022~2024
- 領牌範圍：
2022(138輛)：EAA-026~EAA-033、EAL-1186~EAL-1187、EAL-1189~EAL-1198、EAL-1200、EAL-1685~EAL-1695(光華巴士車輛)、EAA-056~EAA-060、EAA-062~EAA-078(中興巴士車輛)、EAA-091~EAA-100、EAA-185~EAA-200、EAA-202、EAA-211~EAA-215、EAA-225、EAL-1201~EAL-1231、EAL-1606~EAL-1610、EAL-1619~EAL-1623(指南客運車輛)、EAA-170~EAA-172、EAA-175~EAA-178、EAA-180~EAA-183、EAL-1675~EAL-1683(基隆客運車輛)
2023(61輛)：EAL-1730~EAL-1739、EAL-1750、EAL-3119~EAL-3125(指南客運車輛)、EAL-1751~EAL-1762、EAL-3027~EAL-3032、EAL-3037~EAL-3039、EAL-3085~EAL-3091、EAL-3110、EAL-3115~EAL-3116(光華巴士車輛)、EAL-3019~EAL-3026、EAL-3033~EAL-3036、EAL-3111~EAL-3113、EAL-3117~EAL-3118(中興巴士車輛)
2024(4輛)：EAL-3162~EAL-3163、EAL-3166、EAL-3168(指南客運車輛)
- 共計203輛
- 車頭行先為彩色LED
- 運用業者：中興巴士、光華巴士、指南客運、基隆客運

- 車體廠：金龍汽車製造
- 車長：9000mm
- 馬達：深圳英威騰(invt)GTZ-XS-H0120
- 最大馬力：340ps(250kw)
- 最大扭力：280.0kg-m
- 電池形式：起而行綠能電池
- 電池電量：248.22kWh
- 變速：EATON六速自手排
- 冷氣：Valeo REVO®-E Global 電動車用冷氣
- 交通部公共運輸計畫補助購置
- 出廠年度：2023
- 領牌年份：2023
- 領牌範圍：EAL-1725~EAL-1726
- 共計2輛
- 車頭行先為彩色LED
- 運用業者：淡水客運

### 臺灣華德動能(RAC)
- 車體廠：金龍汽車製造
- 車長：12000mm

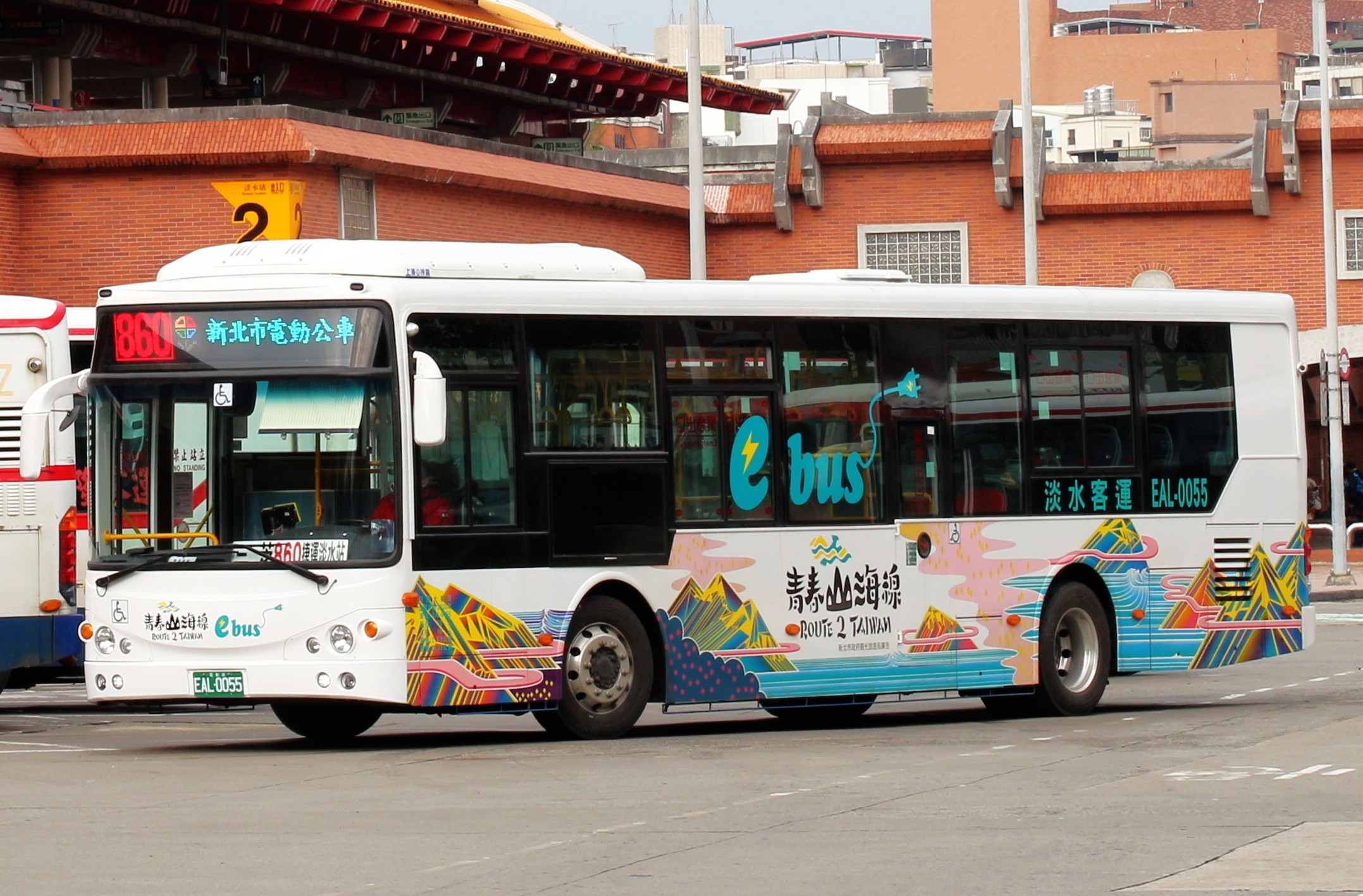
2020 RAC KL6120UE1 (大型電動車)EAL-0055行駛860路線(駕駛側)

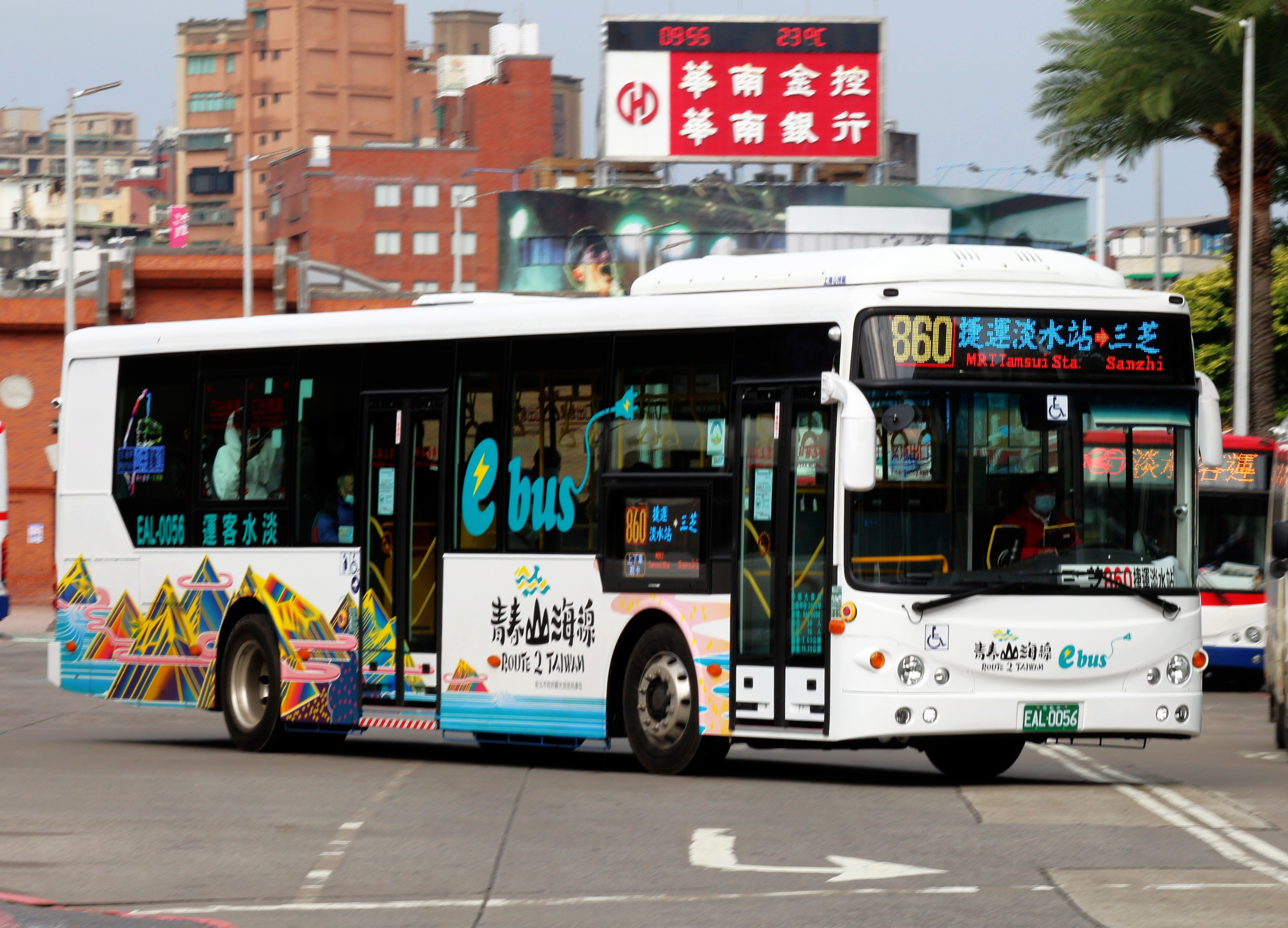
2020 RAC KL6120UE1 (大型電動車)EAL-0056行駛860路線(車門側)

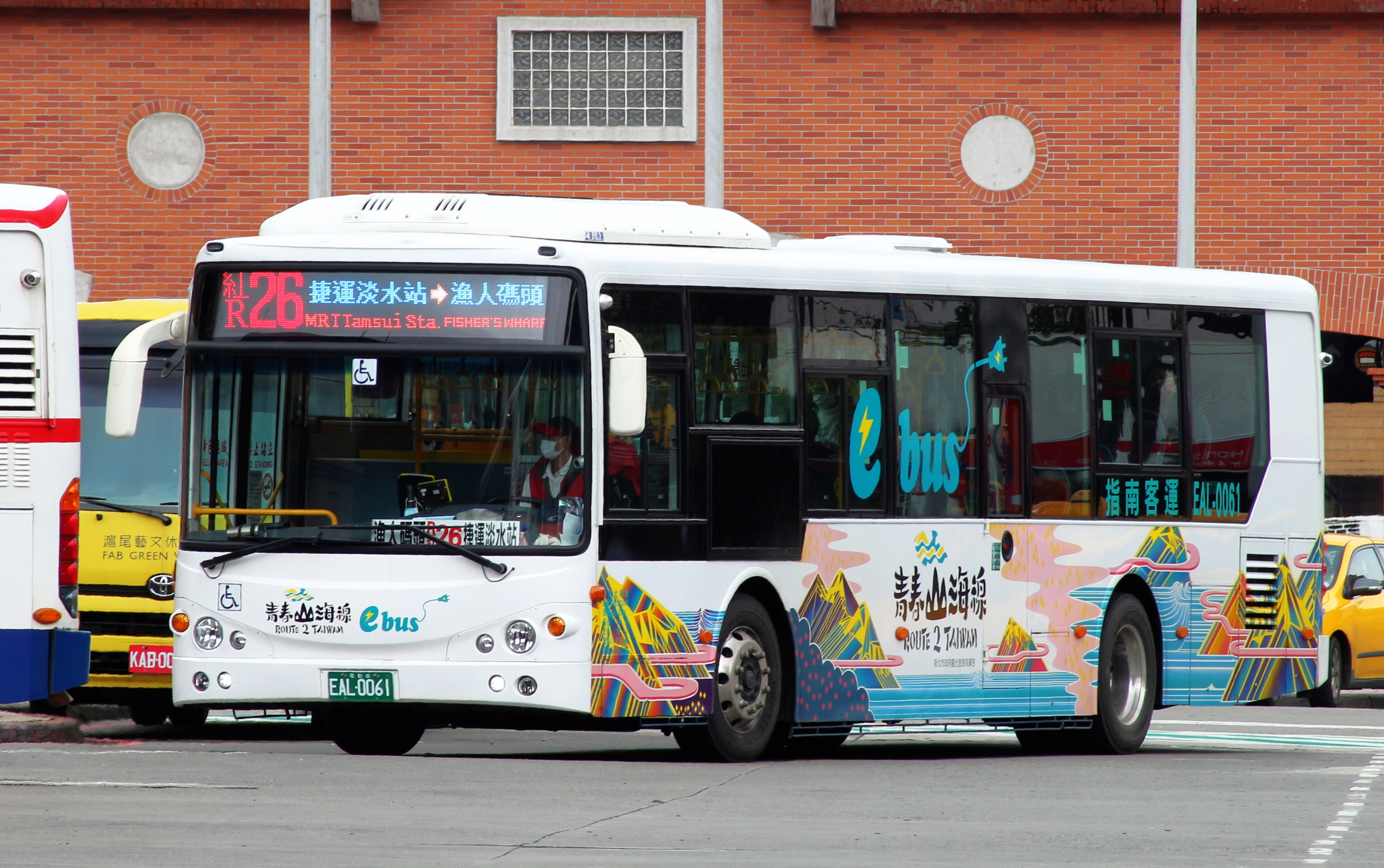
2020 RAC KL6120UE1大型電動車 EAL-0061行駛紅26路線

- 前後軸：ZF RL85A /ZF AV132
- 最大重量：15350(kg)
- 煞車系統：WABCO全氣壓雙迴路、前後碟式煞車
- 輔助煞車：電機電力回充輔助煞車
- 爬坡度：＞30%
- 馬達：東元水冷式同步磁阻輔助型永磁電機(SRPM)
- 額定功率：188.8kW(253hp)
- 馬達扭力：1050Nm
- 電池形式：鋰三元電池(車王電提供)
- 電池電量：282(kWh)
- 最大巡航里程：約240～260公里(市區全載)
- 最高車速：＞110 km/h
- 充電時間：< 4~6 小時
- 變速：Eaton六速自手排
- 出廠年份：2020
- 領牌年份：2020
- 領牌範圍：
淡水客運(10輛)：EAL-0050~EAL-0060
指南客運(8輛)：EAL-0061~EAL-0069
- 共計18輛，現有16輛
- 本車款全數停用中
- 已繳牌：EAL-0052、EAL-0057(因火燒車停用，目前已繳牌)[2]
- 運用業者：淡水客運、指南客運

### 中国金旅客車(Golden Dragon)
- 車體廠：金龍汽車製造
- 馬達：永磁同步多相電機
  - 最大馬力：285hp
  - 馬達功率/扭力：155kW/1400Nm
  - 最大功率/扭力：230kW/3400Nm
  - 最大轉速：2450rpm
- 變速系統：直驅系統、無變速箱
- 電池：高效能磷酸鋰鐵電池（350kWh）
- 冷卻系統：液冷式
- 煞車：WABCO 四輪 ABS碟剎

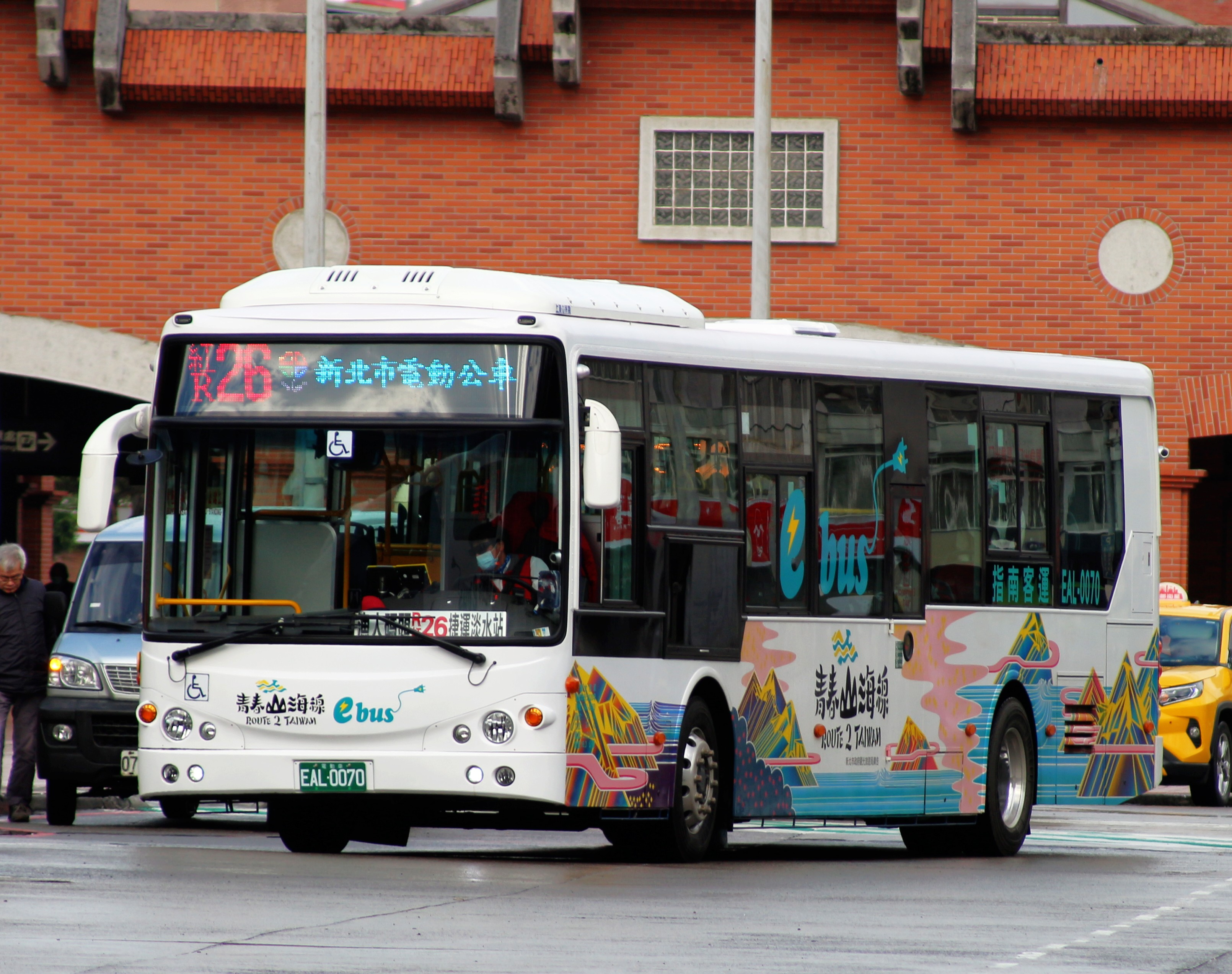
2020 GOLDEN DRAGON XML6125JEV 電動車 EAL-0070行駛紅26路線

- 外型尺寸(長/寬/高)：12110mm*2500mm*3398mm
- 輪徑：255mm
- 空載重量：13180kg
- 最大總重量：16300kg
- 最高車速：90km/h
- 最高爬坡力：20%
- 出廠年份：2020
- 領牌年度：2020
- 領牌範圍：EAL-0070~EAL-0071
- 分類：甲類大客車
- 共計2輛
- 運用業者：指南客運

### 德国福斯（Volkswagen）
- 出廠年份：2019年

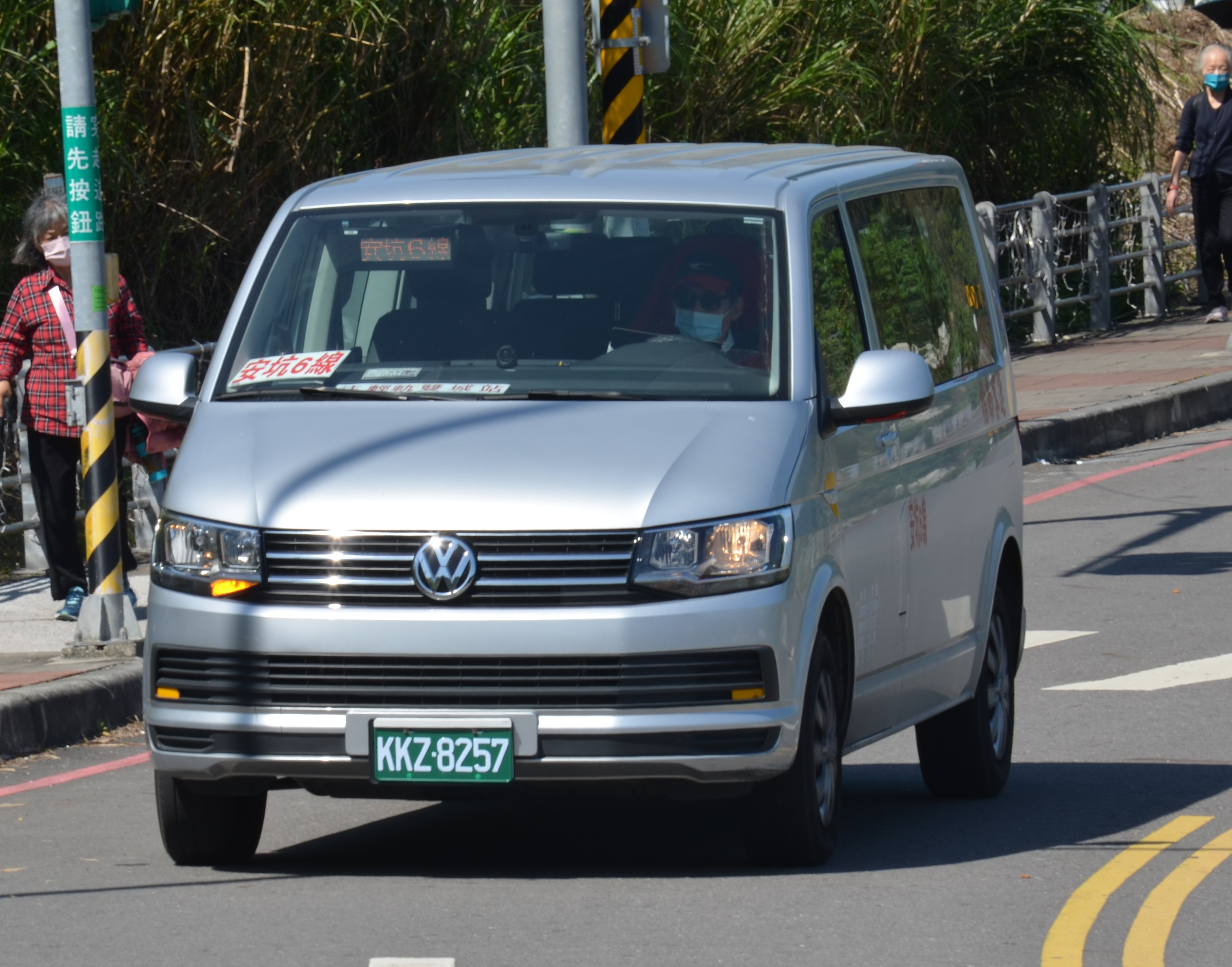
2019 olkswagen Transporter KKZ-8257行駛安坑6號路線

- 引擎：福斯(Volkswagen)EA288
  - 排氣量：1968cc
  - 最大馬力：150ps(110kW)/3250~3750rpm
  - 最大扭力：34.7kg-m(340Nm)/1500~3000rpm
- 變速系統：手排(前6後1)
- 出廠年度：2019
- 領牌年度：2023
- 領牌範圍：KKZ-8257
- 共計1輛
- 營業用小客車
- 運用業者：指南客運(原淡水客運車輛BEF-3360換牌)

## 歷代使用車型

### 日本日野（HINO）（代理商：國瑞汽車）

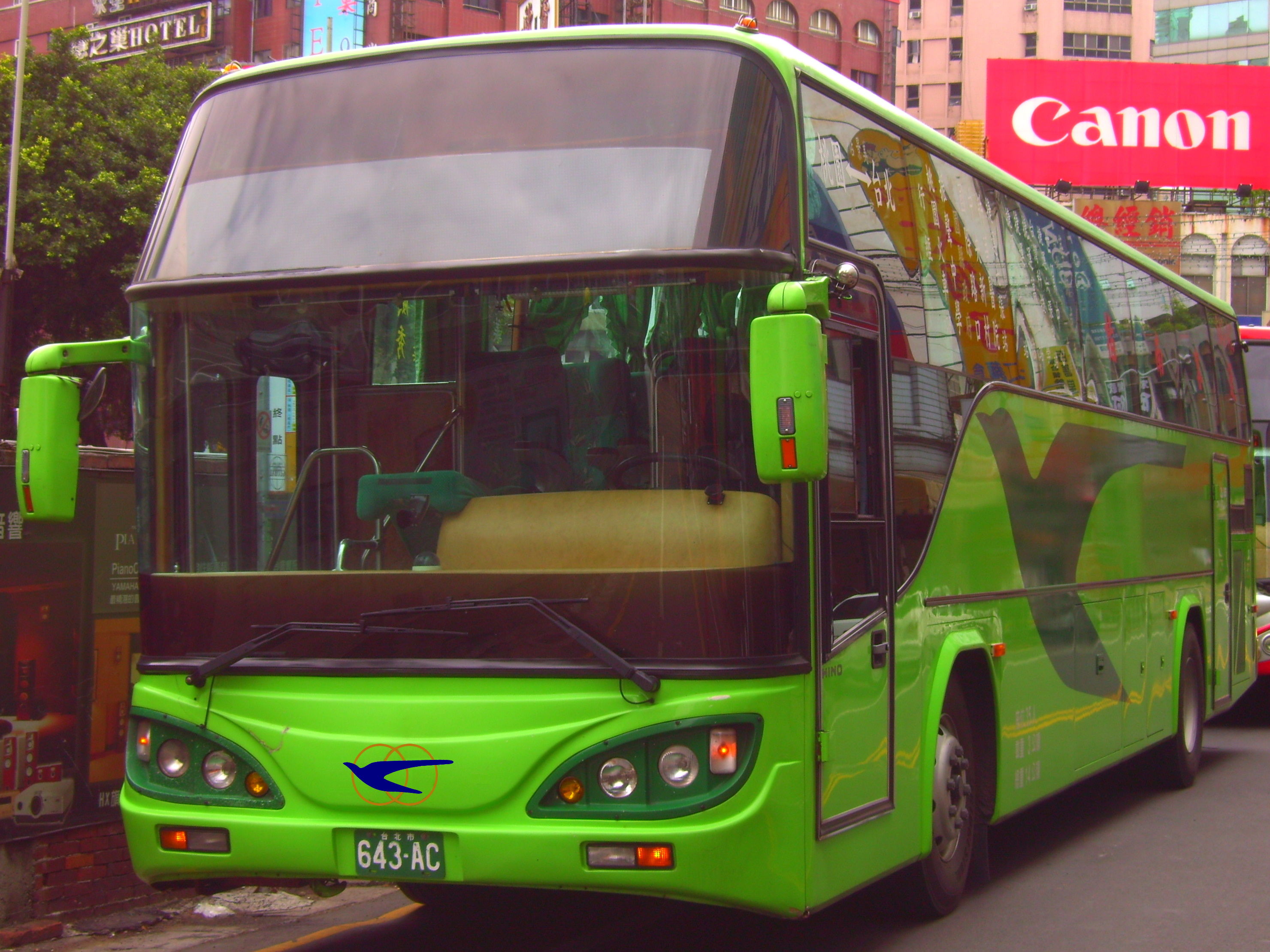
HINO ERK1JRL

- 車體廠：三坤
- 引擎：日野(HINO)J08C-TR
  - 排氣量：7961cc
  - 最大馬力：255ps(188kW)/2500rpm
  - 最大扭力：76kg-m/1500rpm
- 變速系統：手排(前6後1)
- 車長：11,620mm
- 軸距：5,800mm
- 領牌年度：2004
- 領牌範圍：637-AC~648-AC
- 國道客運9009路線用車，剛上路時車身以全綠色做為區隔，但已全數改為標準白底
- 曾運用業者：指南客運

- 車體廠：豐榮鐵工廠
- 引擎：日野(HINO)J08C-TP
  - 排氣量：7961cc

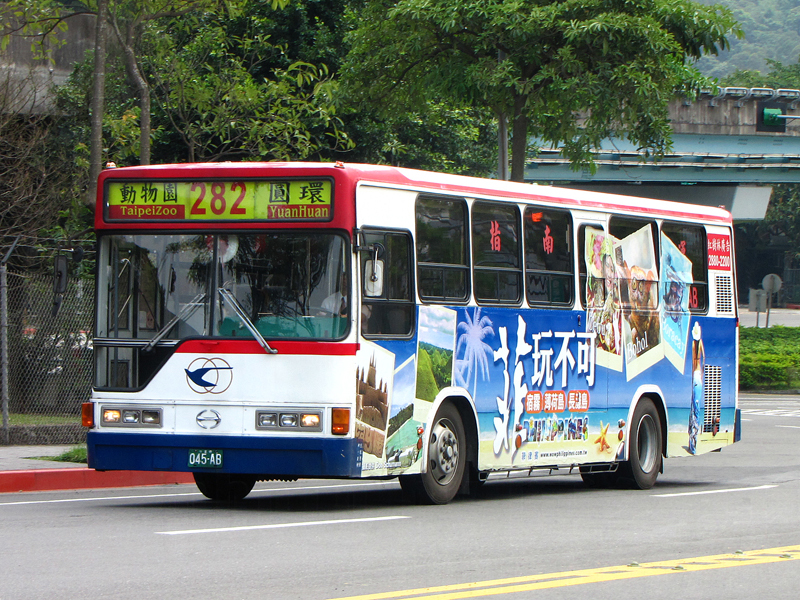

  - 最大馬力：203ps(149kW)/2500rpm
  - 最大扭力：63kg-m(456lb-ft)/1500rpm
- 變速系統：手排(前5後1)
- 車長：10,500mm
- 軸距：5,100mm
- 領牌年度 
2002：031-AB~045-AB、199-AB~222-AB、306-FA~312-FA、885-FA~892-FA、992-FA
2003：637-AB~647-AB、649-AB~670-AB、760-AB~770-AB、906-AB~921-AB、935-AB~950-AB
2004：059-AC~073-AC、551-AC~561-AC、580-AC~590-AC、027-FD~037-FD、111-FD~115-FD、168-FD~175-FD、396-FD~397-FD
2005：297-AD~299-AD
2006：346-AD~367-AD
- 分類：甲類大客車
- 曾運用業者：指南客運

- 車體廠 豐榮鐵工廠
- 引擎：日野(HINO)J08C-TP
  - 排氣量：7961cc
  - 最大馬力：203ps(149kW)/2500rpm
  - 最大扭力：63kg-m(456lb-ft)/1500rpm
- 變速系統：手排(前5後1)
- 車長：10,500mm
- 軸距：5,100mm
- 領牌年度：2007
- 領牌範圍：598-FL~607-FL
- 分類：甲類大客車
- 曾運用業者：指南客運

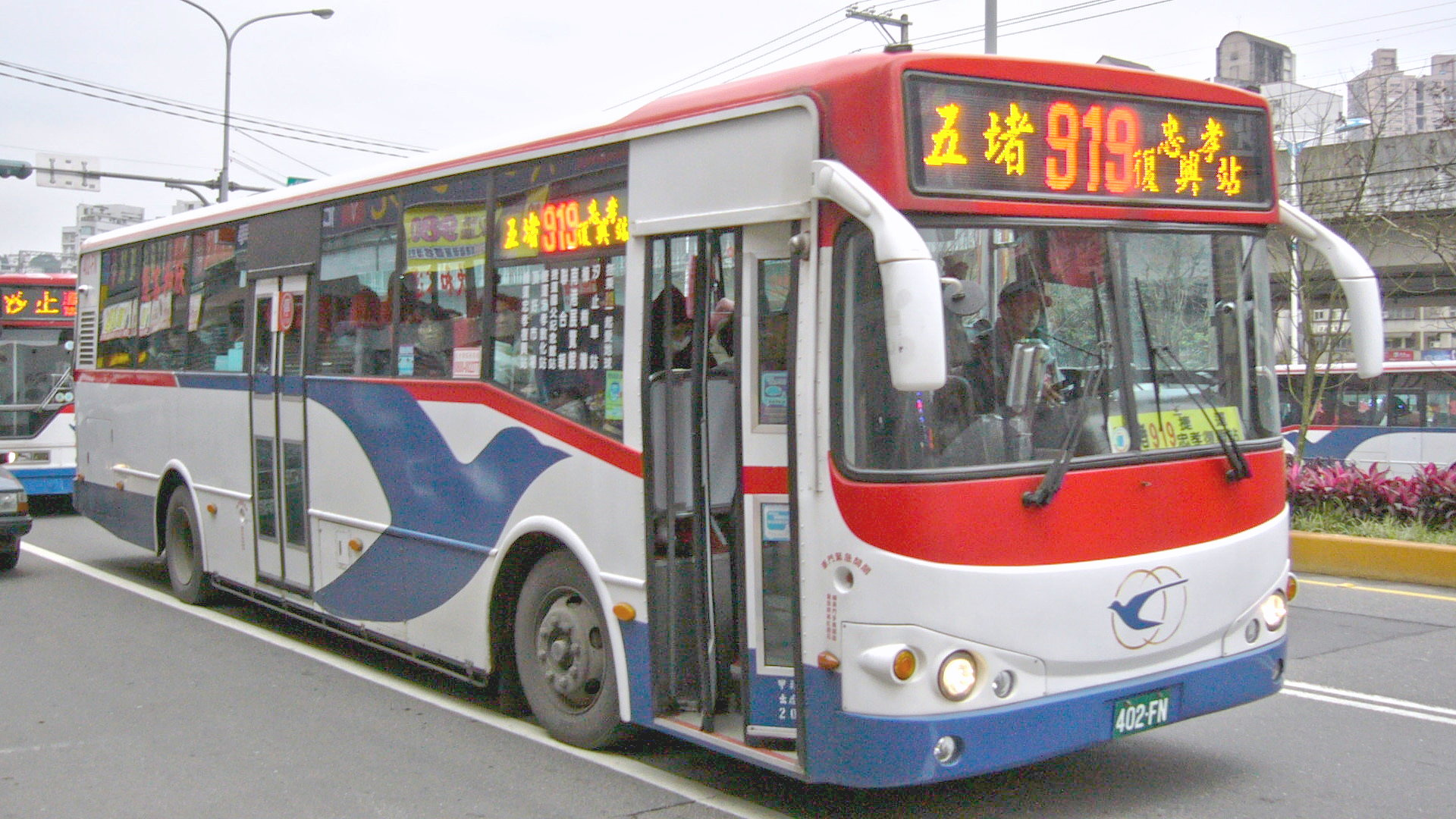
HINO RK8JRSA右前方外觀
HINO RK8JRSA右方外觀
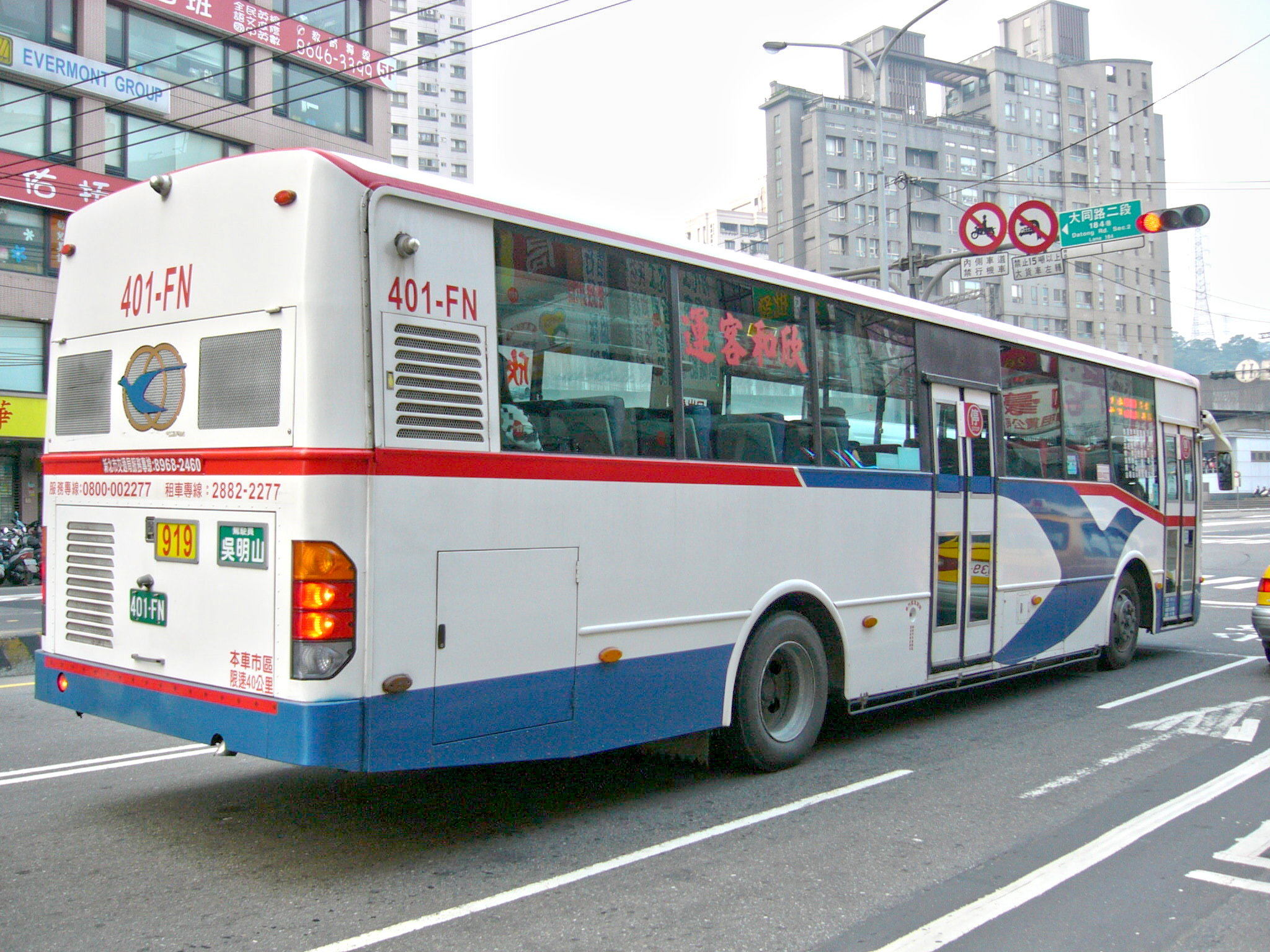
HINO RK8JRSA右後方外觀
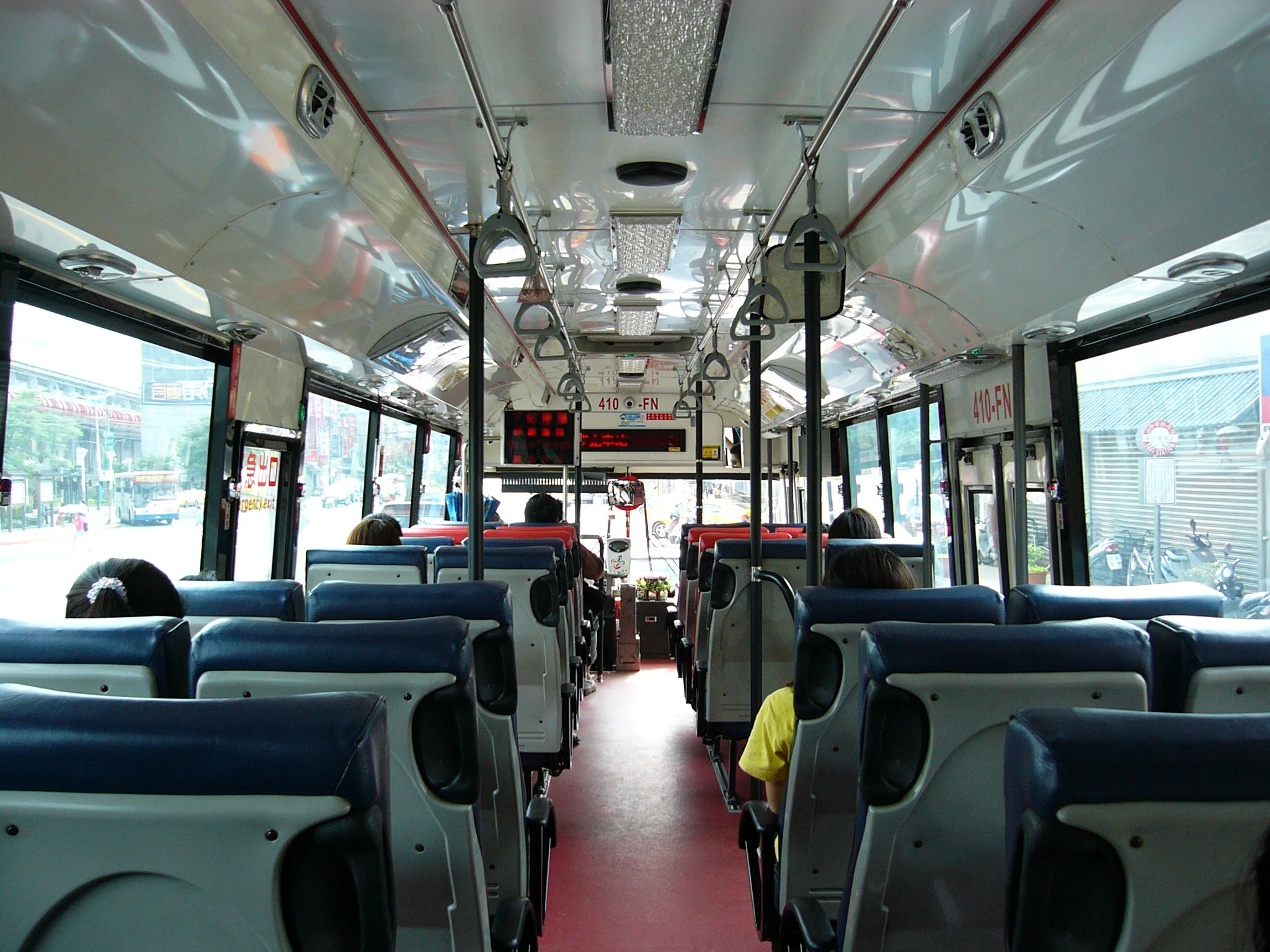
HINO RK8JRSA內裝

- 車體廠：金龍汽車製造
- 引擎：日野(HINO)J08E-TB
  - 排氣量：7684cc
  - 最大馬力：263ps(193kW)/2500rpm
  - 最大扭力：81kg-m/1500rpm
- 變速系統：ZF 6S1000BD手排(前6後1)
- 車長：11,620mm
- 軸距：5,800mm
- 領牌年份：2008
- 領牌範圍：
2008(15輛)：401-FN~416-FN、250-FL
- 共計15輛
- 分類：甲類大客車
- 原919路線配車
- 2017年移籍中興巴士，換牌KKA-0235~KKA-0239(403-FN~405-FN、410-FN、413-FN~415-FN)
- 2017年移籍光華巴士，換牌KKA-0212~KKA-0217(401-FN~402-FN、406-FN、409-FN、412-FN)
- 有分單門及雙門兩種
- 雙門款已轉手光華巴士和中興巴士
- 曾運用業者：新北客運、中興巴士、光華巴士(原新北客運轉籍車輛)

- 車體廠：三坤車體
- 引擎：日野(HINO)J08E-TE
  - 排氣量：7684cc

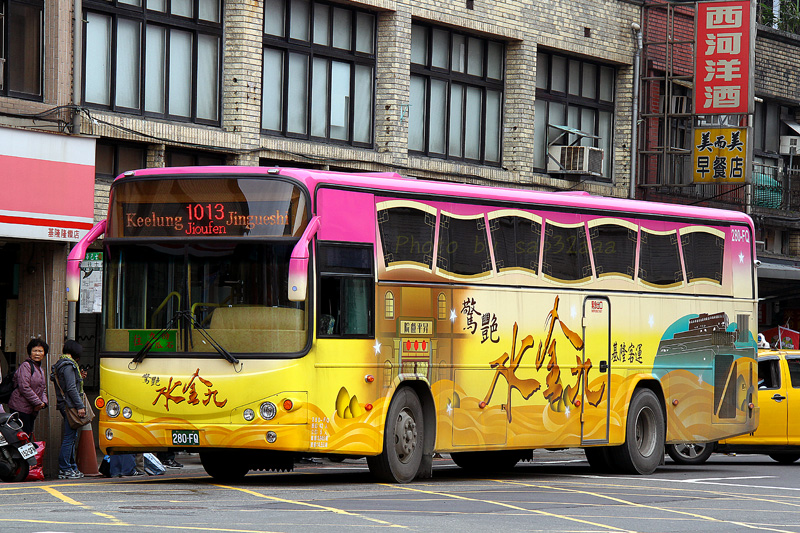
2010 HINO RK8JRSA「驚豔水金九」光雕公車左前方日間外觀

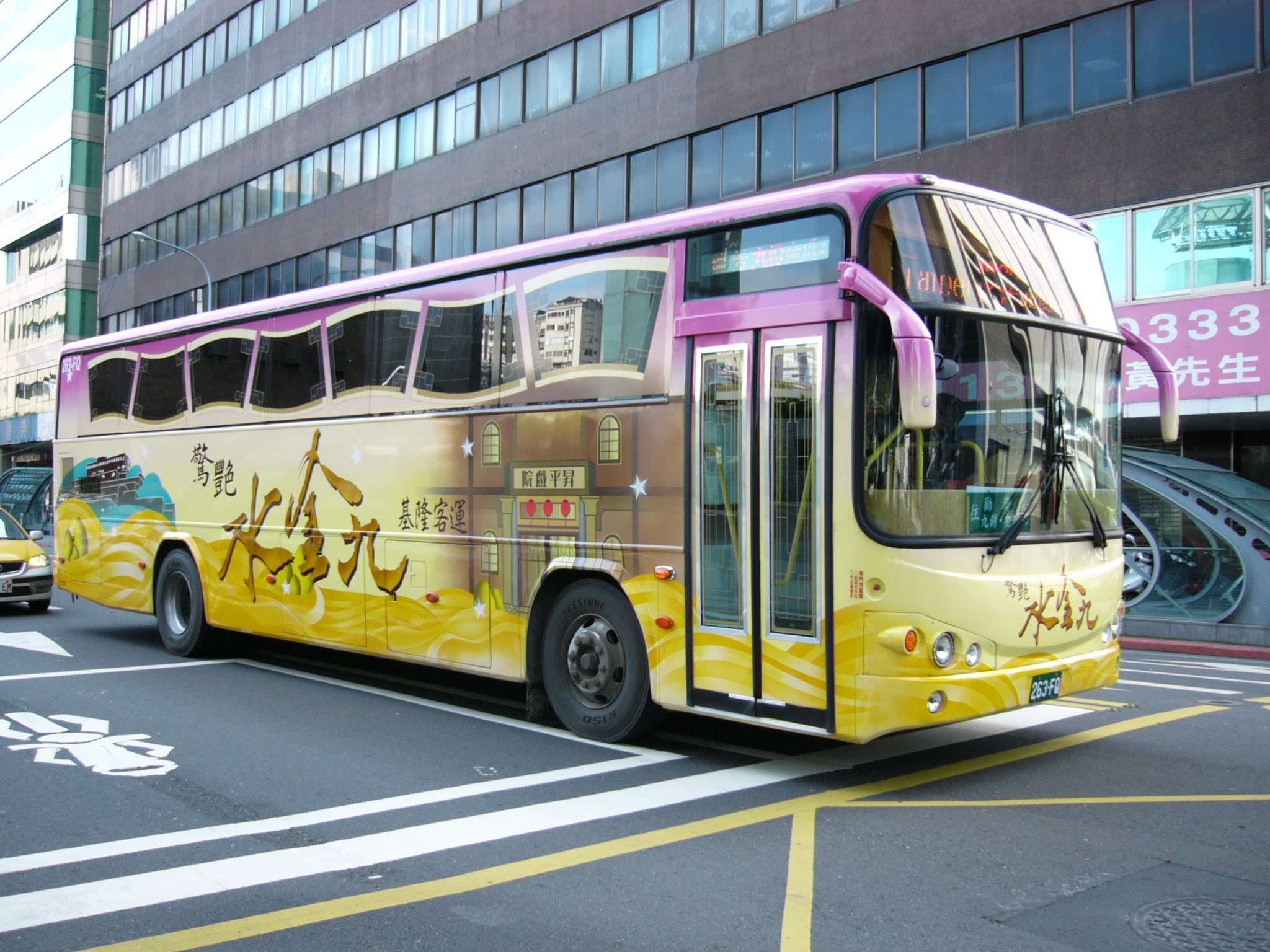
2010 HINO RK8JRSA「驚豔水金九」光雕公車右前方日間外觀，此車已換牌為FAC-102

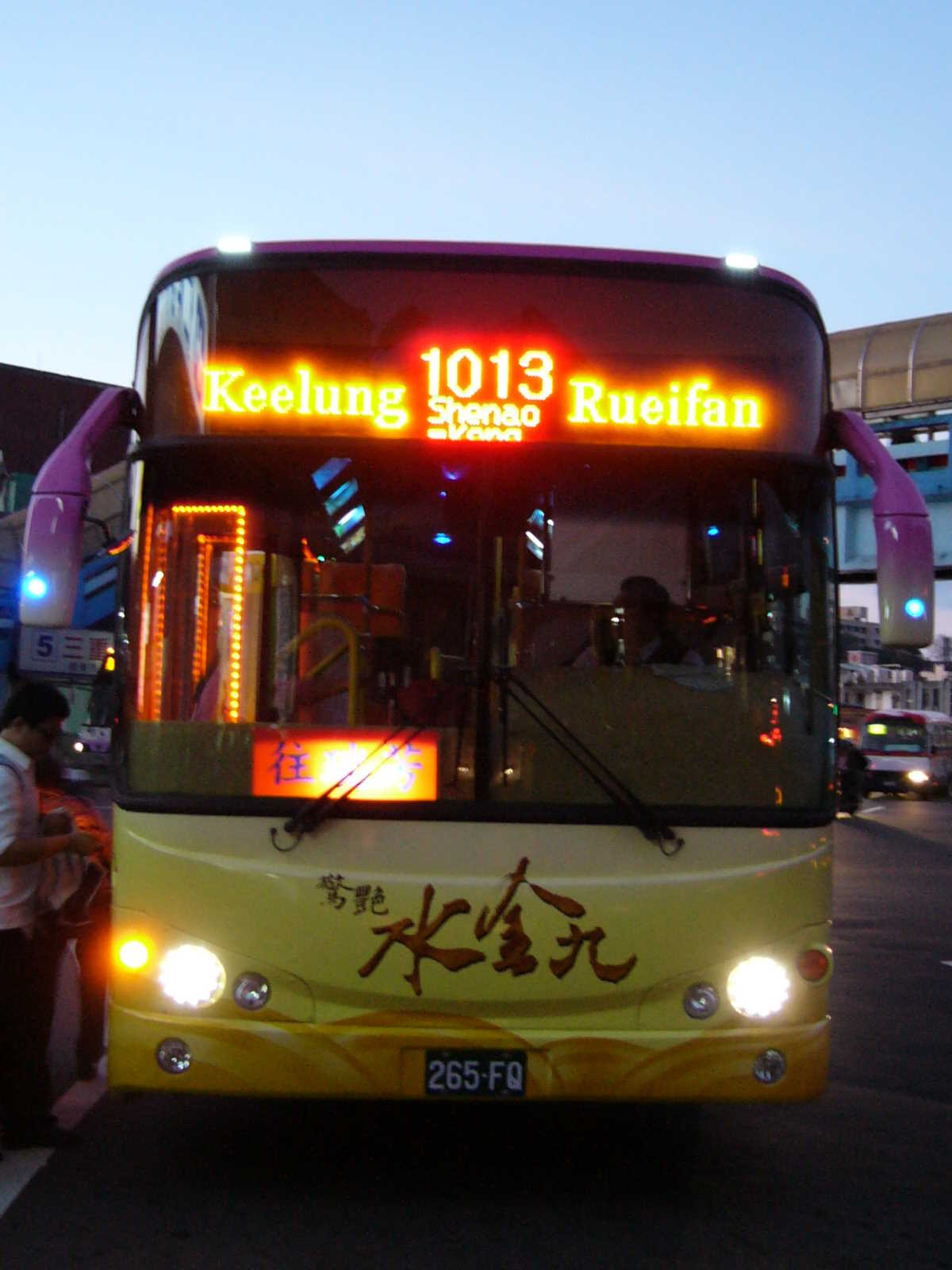
2010 HINO RK8JRSA「驚豔水金九」光雕公車車頭夜間外觀，此車已換牌為FAC-103

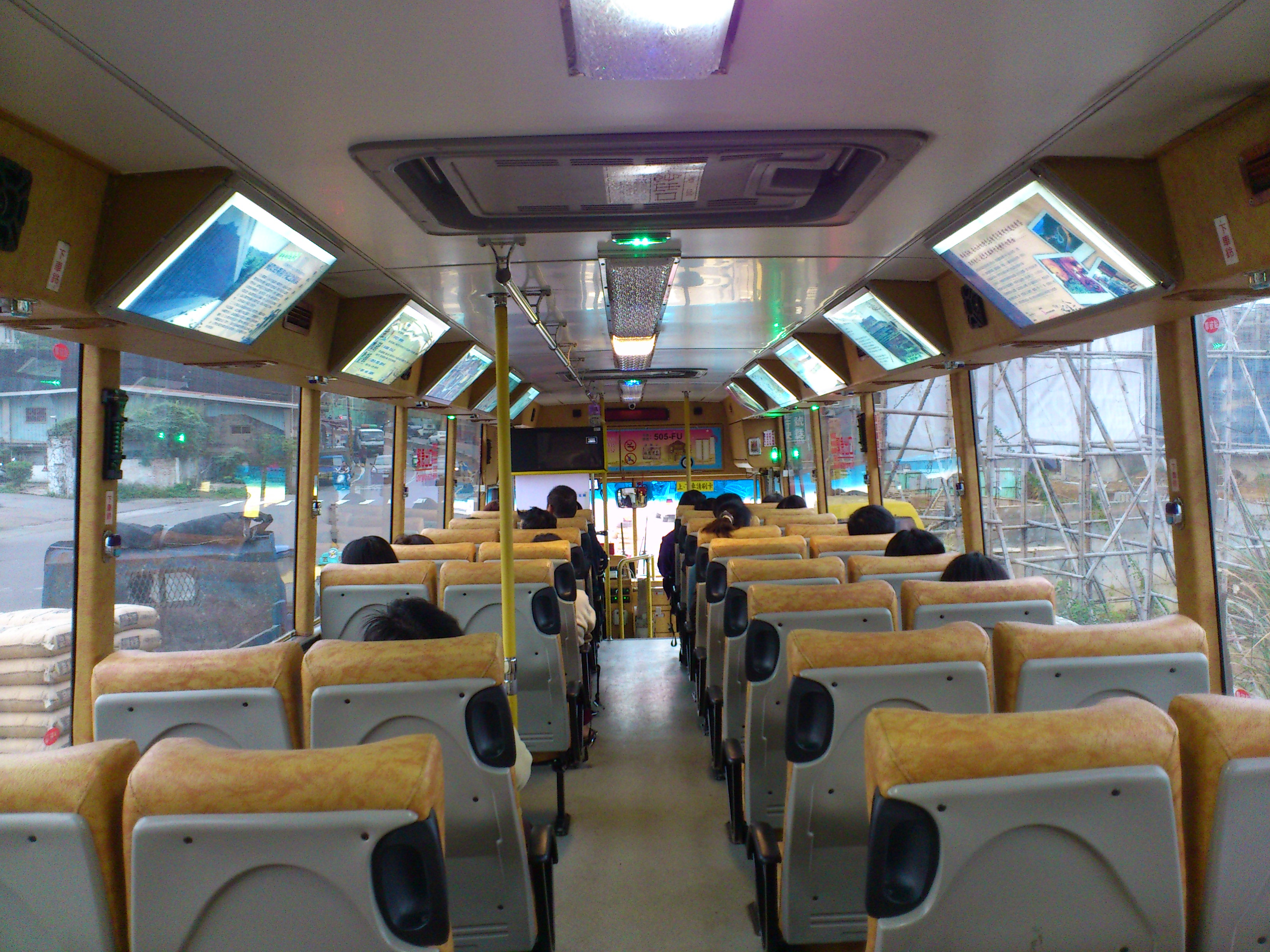
2010 HINO RK8JRSA「驚豔水金九」光雕公車內裝，已送至1061、1062

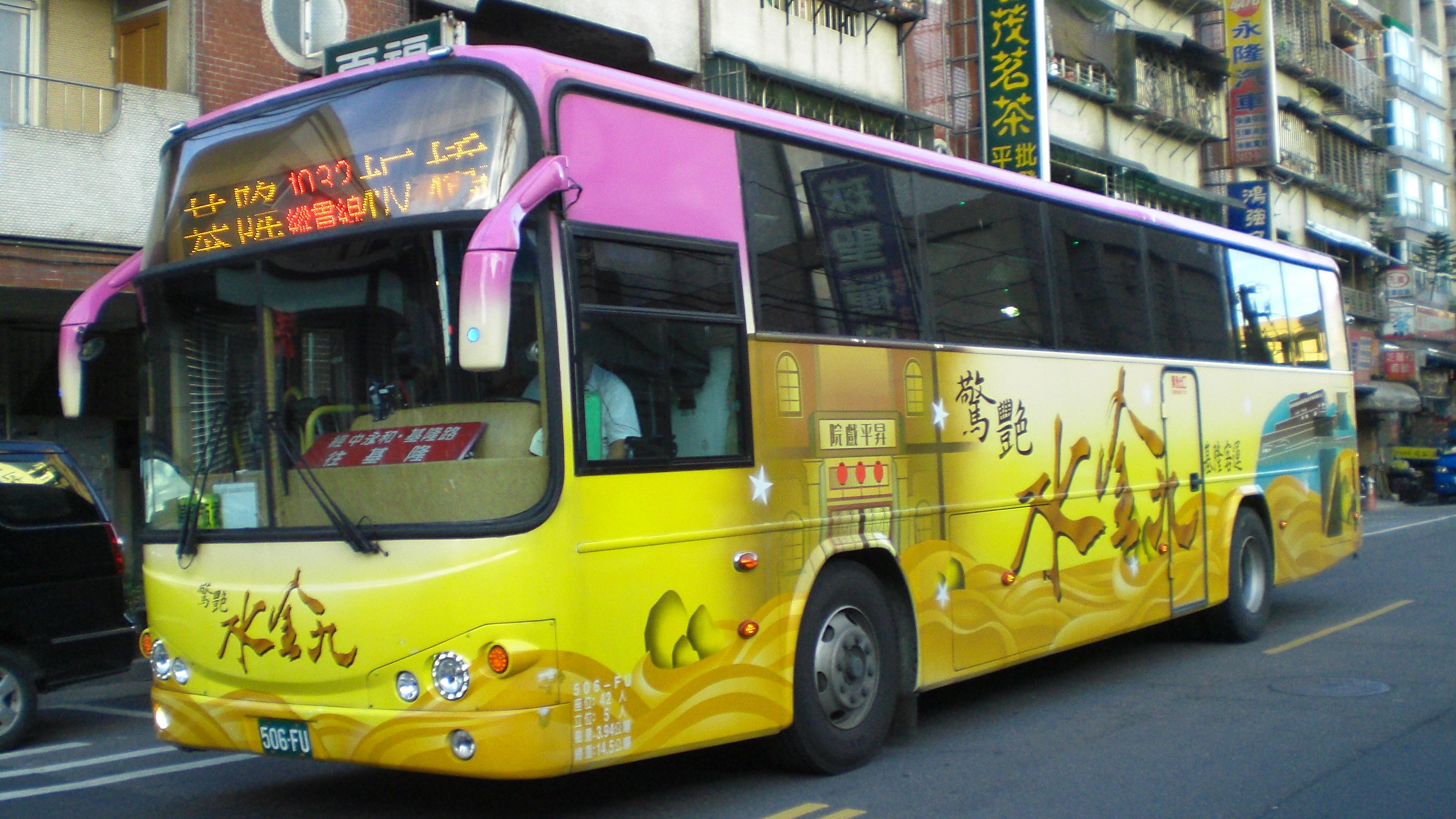
2010 HINO RK8JRSA「驚豔水金九」光雕公車撕除兩側玻璃彩繪布條後的左前方日間外觀

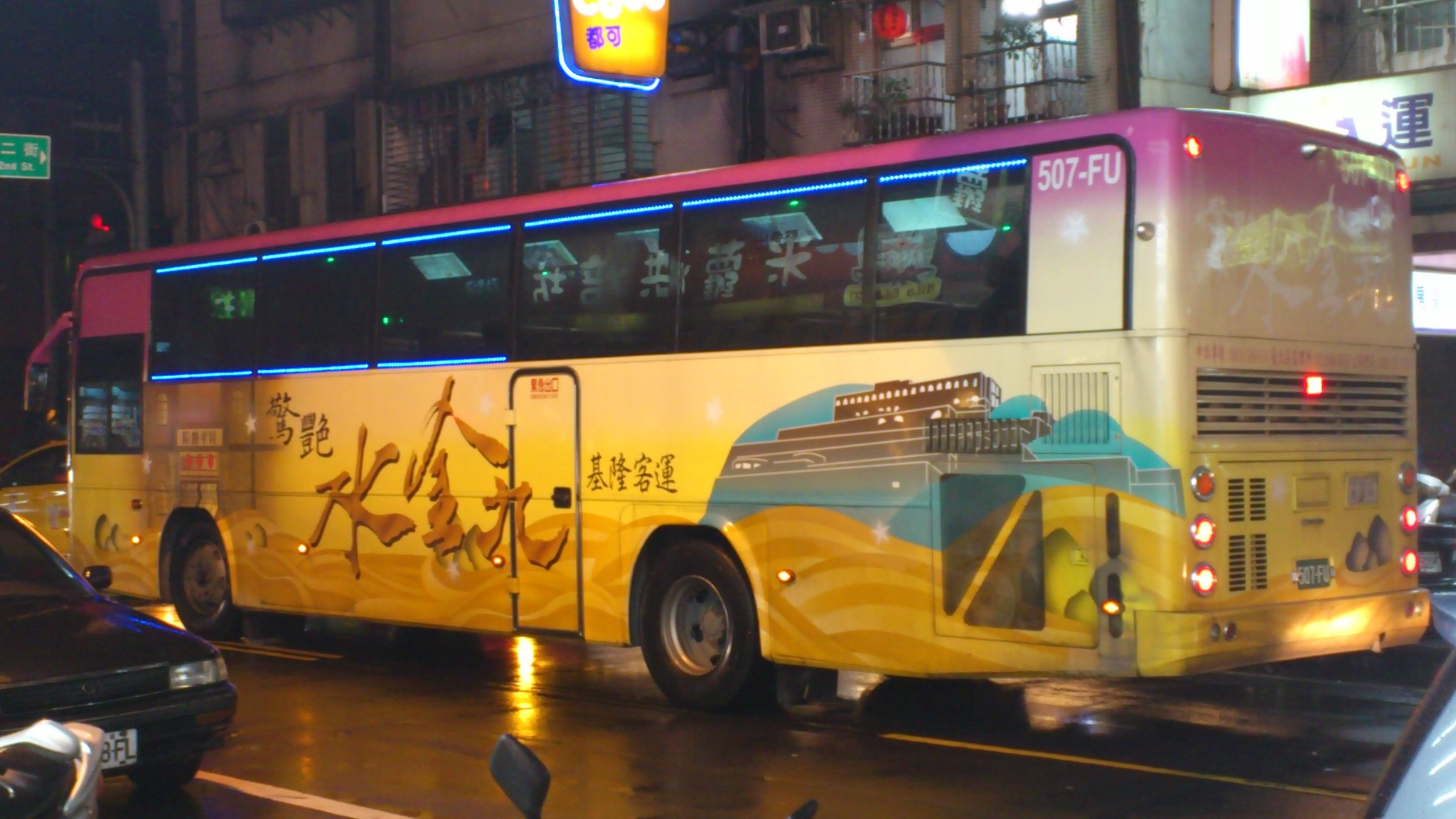
2010 HINO RK8JRSA「驚豔水金九」光雕公車撕除兩側玻璃彩繪布條後的左側夜間外觀

  - 最大馬力：233ps(171.5kW)/2500rpm
  - 最大扭力：70kg-m/1500rpm
- 變速系統：MJ05S手排(前5後1)
- 全長：11,620 毫米
- 軸距：5,800 毫米
- 領牌年份：2010、2017
- 共計24輛
- 領牌範圍：
2010(19輛)：505-FU~509-FU、266-FQ~277-FQ、279-FQ~281-FQ
2017(5輛)：FAC-102~FAC-106、FAC-108(原263-FQ~265-FQ、278-FQ、282-FQ~283-FQ，依車牌順序)
- 共計24輛
- 分類：甲類大客車
- 前期試作光雕為固定色彩，後期正式光雕為變化色彩，現已撕除兩側玻璃彩繪布條
- 曾運用業者：基隆客運

### 日本豐田汽車（TOYOTA）（代理商：國瑞汽車）
- 原裝進口車（國瑞汽車裝嵌）
- 引擎：豐田(TOYOTA)15B-FTE
  - 排氣量：4,104cc

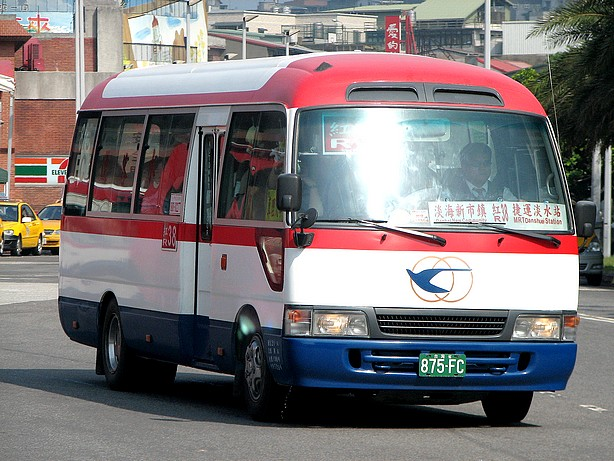
淡水客運的TOYOTA COASTER，行駛紅38路線。

  - 最大馬力：145ps(107kW)/2600rpm
  - 最大扭力：38.98kg-m/1800rpm
- 變速系統：手排(前5後1)
- 車長：6,990mm
- 車寬：2,025mm
- 車高：2,630mm
- 軸距：3,935mm
- 底盤年度：2003
- 領牌年度：2003、2005
- 領牌範圍：
2003(10輛)：866-FC~873-FC（淡水客運車輛）
2005(10輛)：330-FE~340-FE(原新北客運移籍淡水客運車輛)
- 分類：乙類大客車
- 共計20輛
- 換牌車輛一覽：
301-FB→330-FE
302-FB→331-FE
303-FB→332-FE
305-FB→333-FE
306-FB→335-FE
307-FB→336-FE
308-FB→337-FE
FN-415→338-FE
FN-416→339-FE
FN-417→340-FE
- 曾運用業者：淡水客運(包含原新北客運車輛)

### 日本三菱扶桑（MITSUBISHI FUSO）
- 車體廠：健益汽車
- 引擎：三菱(MITSUBISHI)6D16-3AT3
  - 排氣量：7540cc
  - 最大馬力：203ps(149.1kW)/2600rpm
  - 最大扭力：60kg-m(434lb-ft)/1600rpm
- 變速系統：手排(前5後1)
- 車長：9,240mm
- 軸距：4,390mm
- 領牌年度：2001
- 分類：甲類大客車
- 共計10輛
- 曾運用業者：淡水客運

- 車體廠：啟章車體
- 引擎：三菱(MITSUBISHI)6D16-3AT3
  - 排氣量：7540cc
  - 最大馬力：203ps(149.1kW)/2600rpm
  - 最大扭力：60kg-m(434lb-ft)/1600rpm
- 變速系統：手排(前5後1)
- 車長：9,240mm
- 軸距：4,390mm
- 領牌年度：1996
- 分類：甲類大客車
- 共計18輛
- 曾運用業者：淡水客運(包含原光華巴士車輛)

- 原裝進口車
- 引擎：三菱(MITSUBISHI)4D34-2AT4
  - 排氣量：3907cc
  - 最大馬力：136ps(100kW)/2900rpm
  - 最大扭力：37.76kg-m(370Nm)/1600rpm
- 變速系統：手排(前5後1)
- 車長：6,950mm
- 車寬：1,995mm
- 車高：2,495mm
- 軸距：3,765mm
- 領牌年度：1997
- 分類：乙類大客車
- 共計13輛
- 曾運用業者：淡水客運

- 車體廠：柏昇
- 引擎：三菱(MITSUBISHI)6M60-3AT2
  - 排氣量：7545cc
  - 最大馬力：278ps(204.3kW)/2600rpm
  - 最大扭力：82kg-m/1100~2400rpm
- 變速系統：M070S6-D手排(前6後1)
- 軸距：5,800 毫米
- 車長：12,200 公釐
- 出廠年份：2012
- 領牌年度：2020
- 領用車號：
2020(1輛)：KKB-0058
- 共計1輛
- 分類：甲類大客車
- 歐盟四期環保引擎(EURO4)
- 原寶泰通運股份有限公司車輛
- 車輛新舊車號對照表：
115-WW→KKB-0058
- 曾運用業者：基隆客運

### 大宇（DAEWOO）
- 車體：成運

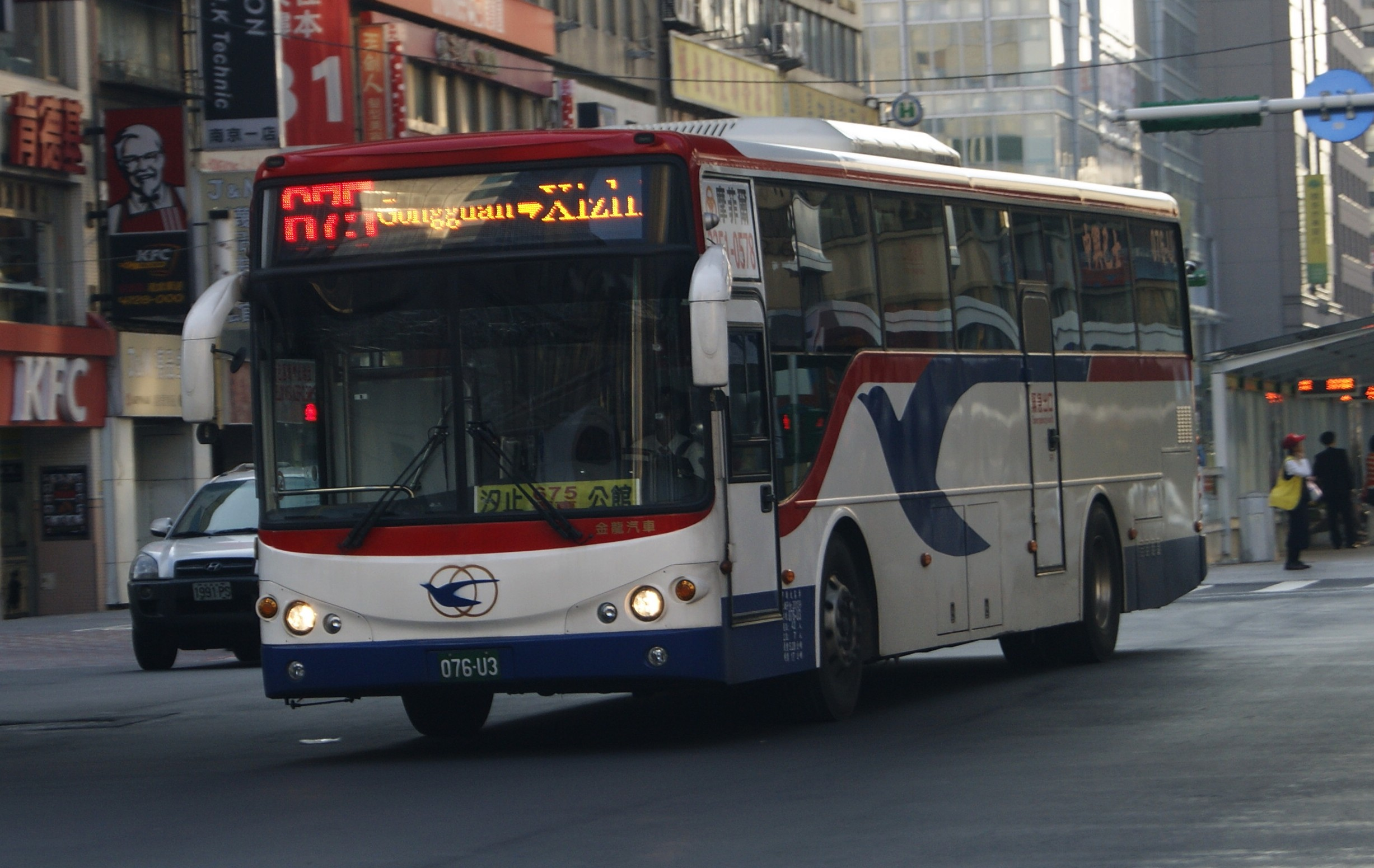
2013 KINGLONG KL6120UH5 076-U3曾行駛675路線(有司機門)

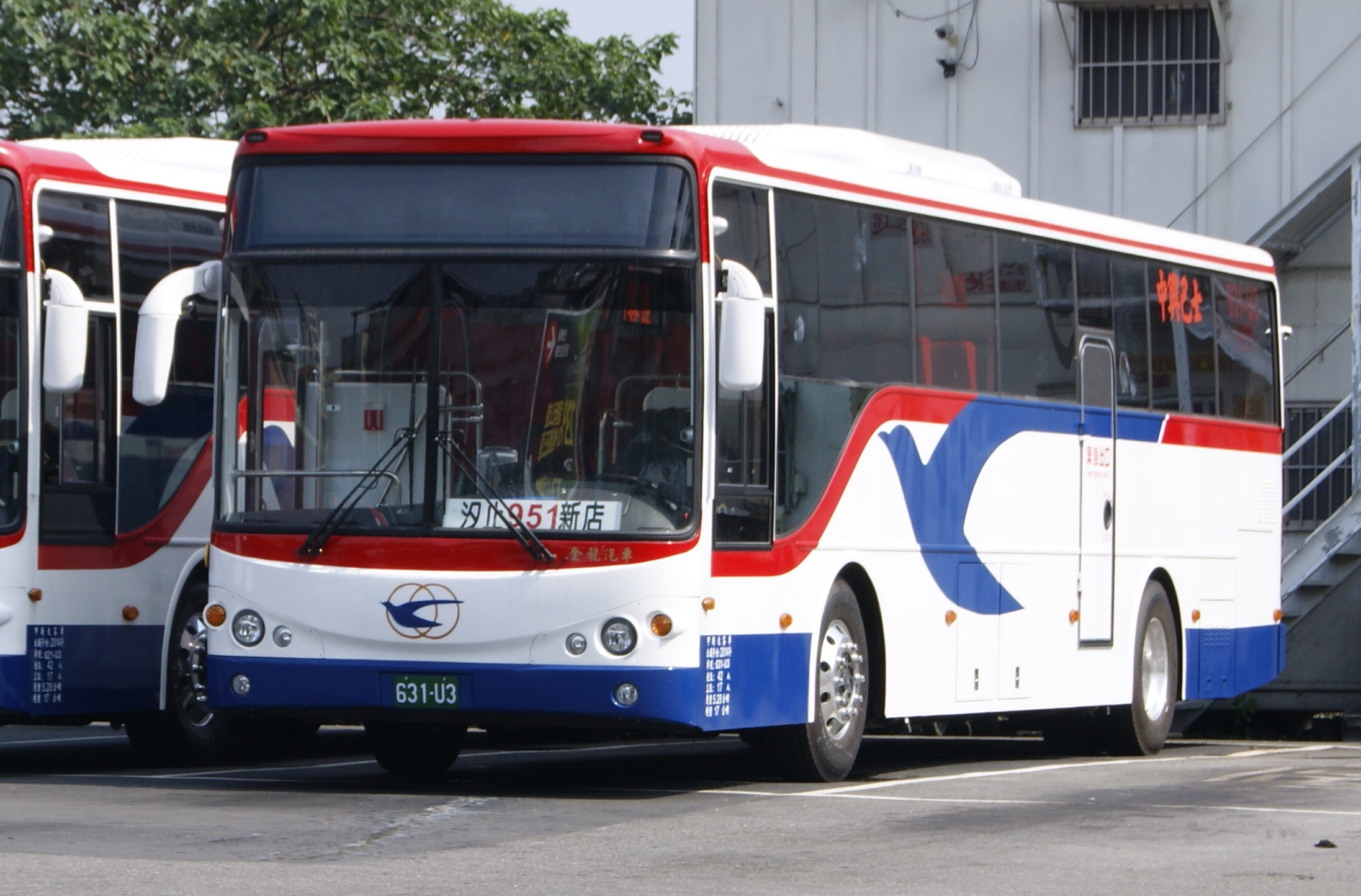
2014 KINGLONG KL6120UH5 631-U3曾行駛951路線(無司機門)

- 引擎：康明斯(CUMMINS)ISC285
  - 排氣量：8,268cc

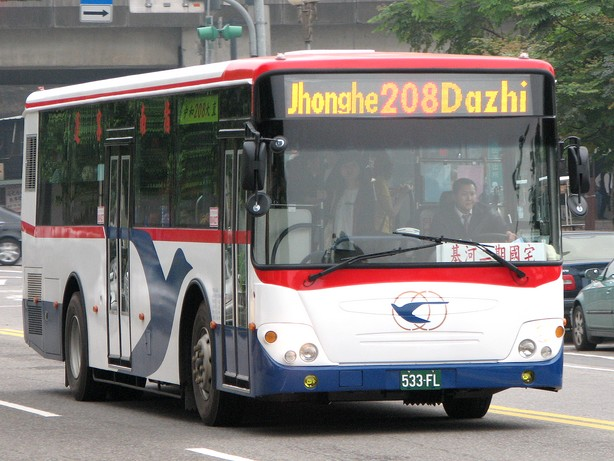
DAEWOO BC211MA (成運)

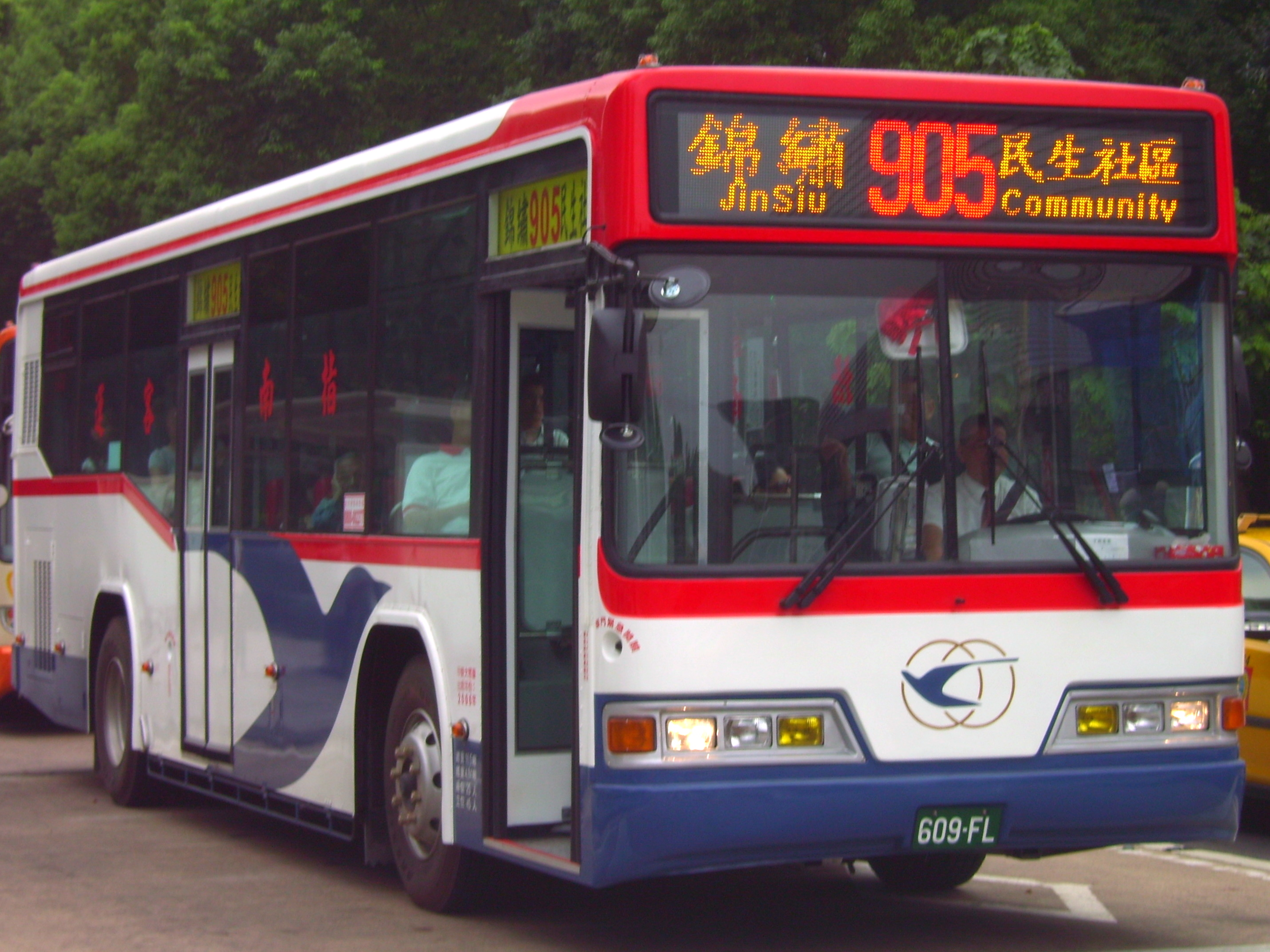
DAEWOO BC211MA (豐榮)

  - 最大馬力：285hp(213kW)/2000rpm
  - 最大扭力：110.71kg-m(1085Nm)/1300rpm
- 變速系統：手排(前5後1)
- 領牌年份：2007
- 領牌範圍：
中興巴士(10輛)：521-FL~531-FL
指南客運(6輛)：532-FL~538-FL
- 分類：甲類大客車
- 原大有巴士訂車，後因大有端款項問題，成運汽車轉售予數家客運業者
- 曾運用業者：中興巴士、指南客運

- 車體：豐榮
- 引擎：康明斯(CUMMINS)ISC285
  - 排氣量：8,268cc
  - 最大馬力：285hp(213kW)/2000rpm
  - 最大扭力：110.71kg-m(1085Nm)/1300rpm
- 變速系統：手排(前5後1)
- 領牌年份：2007
- 領牌範圍：609-FL~636-FL
- 分類：甲類大客車
- 曾運用業者：指南客運

### 臺灣金龍汽車製造（中興投資，與廈門金龍及三陽工業均無關）

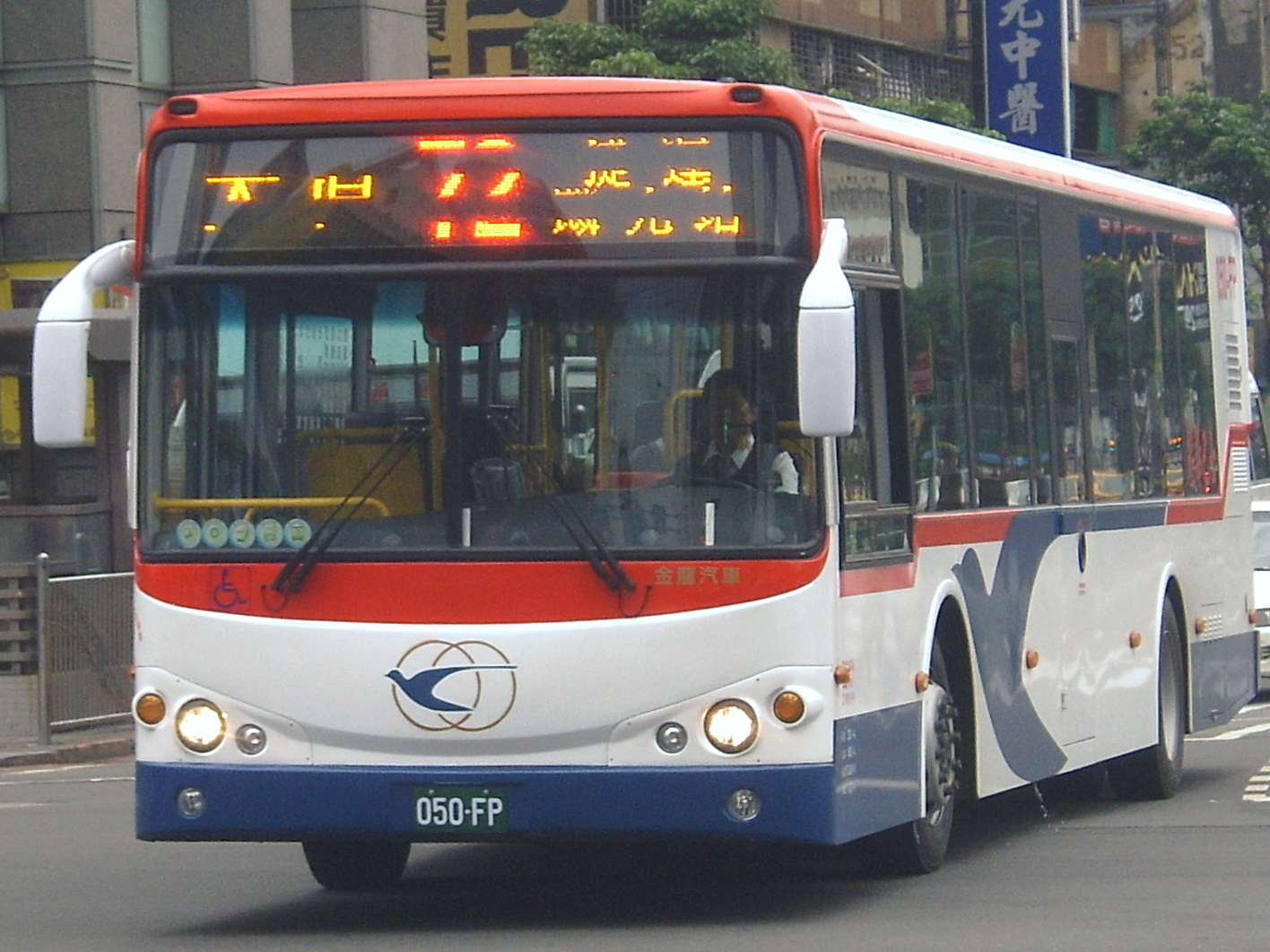
光華及指南客運在第二波汰換路線期間採購的金龍汽車低底盤車，整體造型較三陽金龍原創版有明顯差異
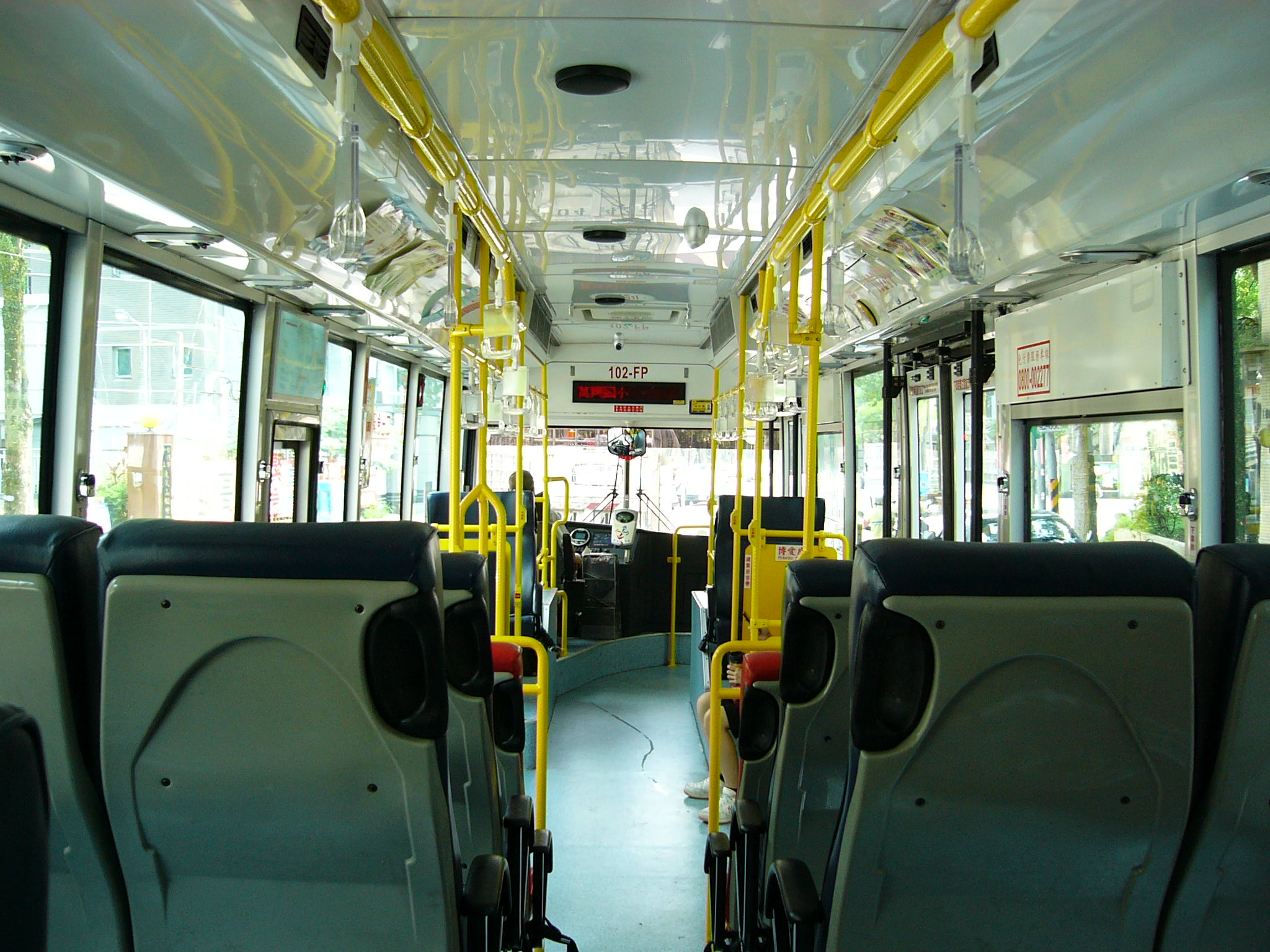
KINGLONG KL6120U1內裝

- 底盤：金龍汽車製造
- 車體廠：金龍汽車製造
- 引擎：康明斯(Cummins)ISBe4+250B(四期)
  - 排氣量：6692.4cc
  - 最大馬力：250ps(180.5kW)/2300rpm
  - 最大扭力：102.8kg-m/1200~1600rpm
- 變速系統：綦江QJ1205五速手排(ZF技術)
- 車長：12,010mm
- 軸距：6,000mm
- 輪軸：德國 采埃孚（ZF）
- 出廠年度：2009~2010
- 領牌年度：2009~2011
- 領牌範圍：
2009(131輛)：001-FP~056-FP（光華巴士車輛）、057-FP~122-FP（指南客運車輛）、130-FP~152-FP（中興巴士車輛）
2010(8輛)：291-FP~297-FP，299-FP~300-FP（中興巴士車輛）
2011(1輛)：210-FR（原298-FP換牌，中興巴士車輛）
- 共計140輛
- 分類：甲類大客車
- 轉賣總達客運：090-FP（換牌KKA-5593）
- 轉賣科技之星交通：002-FP、005-FP、021-FP、023-FP、027-FP、032-FP（換牌KKB-0158~KKB-0163）、101-FP、105-FP、113-FP、116-FP（換牌FAD-309~FAD-312）
- 曾運用業者：指南客運/光華巴士/中興巴士

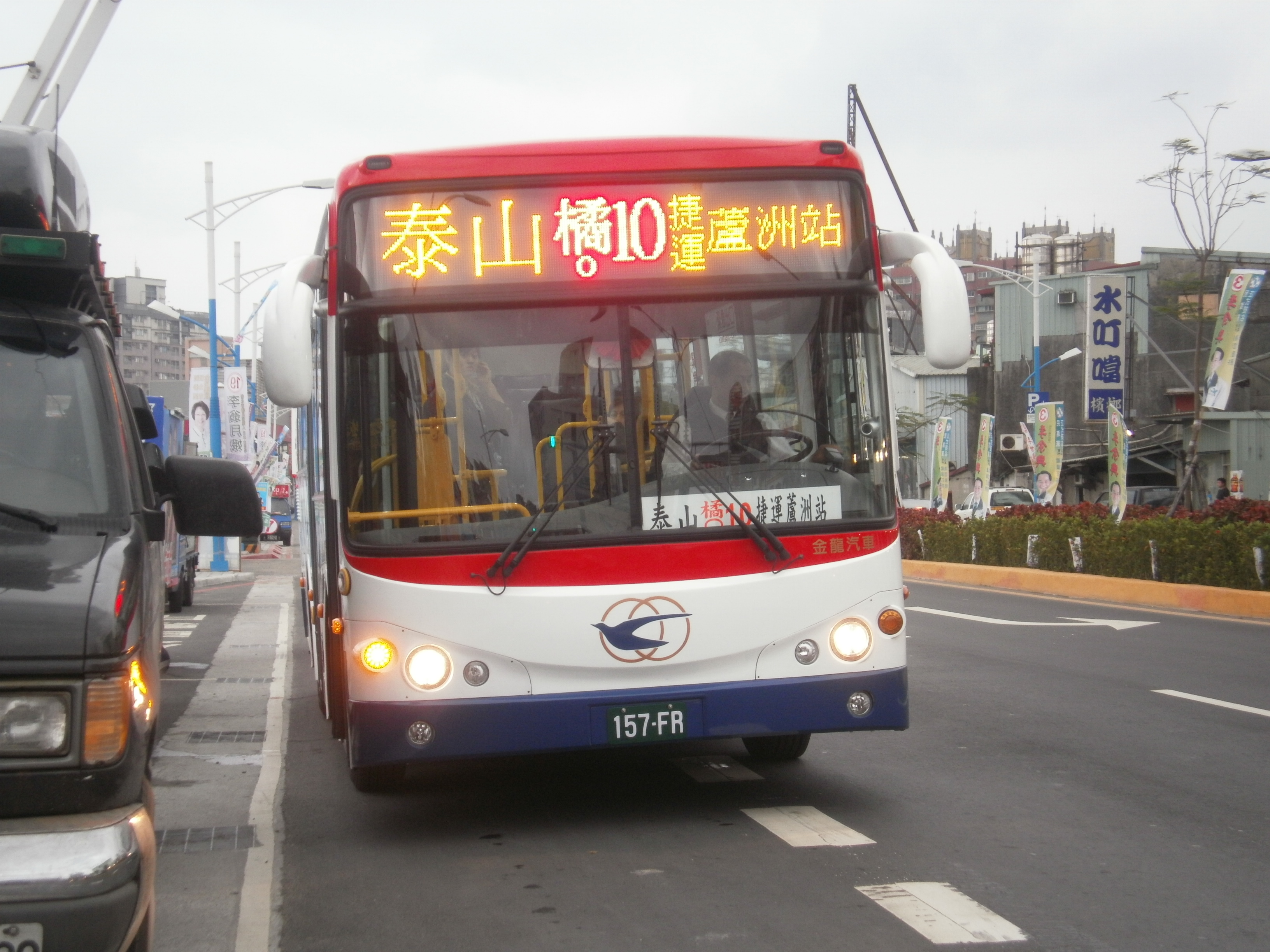
行經於捷運蘆洲站的橘10路線公車

- 底盤 南京躍進集團南京IVECO汽車
- 車體廠 金龍汽車製造
- 引擎：康明斯(Cummins)ISBe4+185[3]
  - 排氣量：4461.6cc
  - 最大馬力：183HP(131.7kW)/2250rpm
  - 最大扭力：70.16kg-m/1200rpm
- 變速系統：綦江QJ1205五速手排(ZF技術)
- 輪軸 義大利 威凱(IVECO)
- 領牌年度 2010
- 分類：乙類大客車
- 曾運用業者：指南客運/新北客運
- 此型號為中型雙門巴士，部分車輛因實無需要而將中門封閉

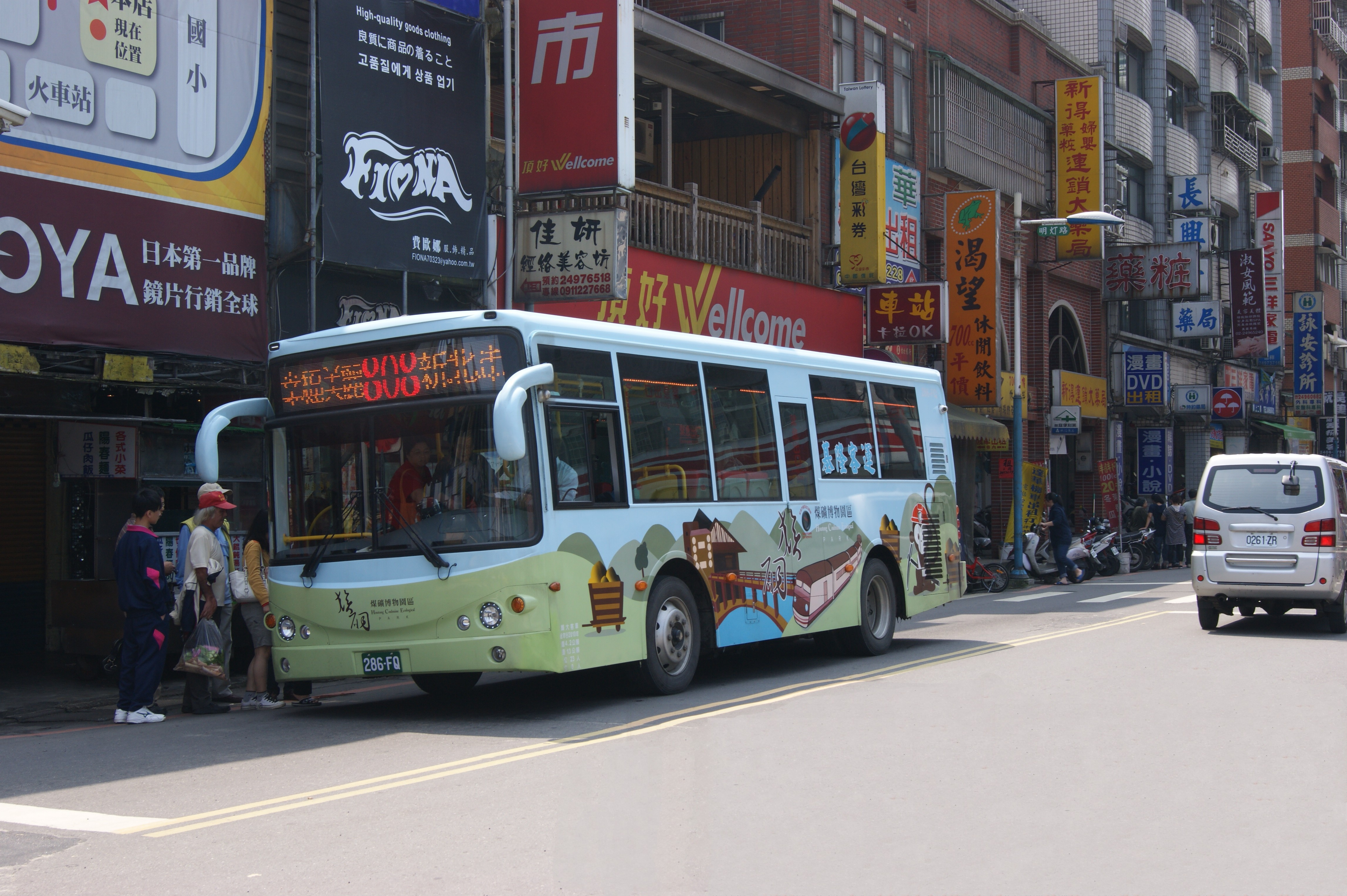
2010 KINGLONG KL685021A1-3

- 底盤 南京躍進集團南京IVECO汽車 (可能為仿製)
- 車體廠 金龍汽車製造
- 引擎：康明斯(Cummins)ISBe4+185
  - 排氣量：4461.6cc
  - 最大馬力：183HP(131.7kW)/2250rpm
  - 最大扭力：70.16kg-m/1200rpm
- 變速系統：綦江QJ1205五速手排(ZF技術)
- 輪軸 義大利 威凱(IVECO)
- 領牌年度 2010
- 分類：乙類大客車
- 曾運用業者：基隆客運/淡水客運
- 此型號為中型單門巴士

中興
指南客運
光華

## 經營路線
※不計入統聯客運路線

### 臺北市聯營公車、新北市公車
| 系統     | 路線編碼          | 營運區間                                         | 業者             | 備註 |  |
| -------- | ----------------- | ------------------------------------------------ | ---------------- | --- |  |
| 一般路線 |                   |                                                  |                  | |  |
|          | 28                | 大直－市政府                                     | 指南             | 自102年11月24日起調整末端路線 部分班次有低地板無障礙公車 |  |
|          | 42                | 大直－北門                                       | 指南             | 僅少數班次有低地板無障礙公車 |  |
|          | 42區              | 大直－捷運圓山站                                 | 指南             | 2012年3月5日起營運 僅少數班次有低地板無障礙公車 例假日部份班次駛劍潭山登山口 |  |
|          | 72                | 大直－捷運麟光站                                 | 光華             | 低地板公車 名義上的「松江新幹線」路線 |  |
|          | 200               | 天母─南門市場                                    | 光華             | 原中山幹線路線改制(此路線已於2018.08.25正式廢線並整併) 低地板（與新版「中山幹線」路線共用配車）                                                                                        |  |
|          | 202               | 中和－捷運國父紀念館站                           | 指南             | 配置24輛低地板公車 |  |
|          | 202區             | 錦繡－台北科大                                   | 指南             | 低地板無障礙公車 |  |
|          | 203               | 汐止社后─天母                                    | 中興、光華       | 光華巴士配置17輛低地板公車 |  |
|          | 206               | 天母－中華路                                     | 光華             | 低地板無障礙公車 |  |
|          | 208               | 中和－大直                                       | 指南             | 配置34輛低地板公車 實際起點為新北市新店區及人中學 |  |
|          | 208區             | 中和－捷運公館站                                 | 指南             | 低地板無障礙公車 實際起點為新北市新店區及人中學 2019年1月26日起延駛捷運圓山站 2022年2月7日起縮短路線至捷運公館站                                                                       |  |
|          | 208直             | 大直－中和                                       | 指南             | 經新生高架道路，大直單向發車往中和 低地板無障礙公車 僅平常日上午尖峰時段固定班次行駛 實際終點為新北市新店區及人中學                                                                    |  |
|          | 214               | 中和─內湖                                        | 中興             | 配置31輛低地板公車 |  |
|          | 214直             | 中和─松山機場                                    | 中興             | 低地板公車 |  |
|          | 215               | 台北海院－臺北車站                               | 光華             | 低地板公車 |  |
|          | 224               | 天母－捷運石牌站                                 | 光華             | 低地板公車 |  |
|          | 227               | 三重─永和                                        | 中興             | 低地板公車 |  |
|          | 227區             | 三重─捷運民權西路站                              | 中興             | 低地板公車 |  |
|          | 240               | 東湖－國父紀念館                                 | 光華             | 低地板公車支援 (此路線已於2017.12.9正式廢線) |  |
|          | 240直             | 東湖－國父紀念館                                 | 光華             | 低地板公車 |  |
|          | 246               | 普濟堂－東園                                     | 光華             | 低地板公車支援 |  |
|          | 247               | 東湖－衡陽路                                     | 光華             | 低地板公車 |  |
|          | 247區             | 東湖－捷運圓山站                                 | 光華             | 低地板公車 |  |
| 新北     | 248               | 錦繡－民生社區                                   | 指南             | 2014年7月起轉為新北市公車 低地板公車 (此路線已於2023.12.1正式廢線) |  |
|          | 250               | 後港里－青年公園                                 | 光華             | 配置豐田Coaster 偶有低地板公車支援 |  |
|          | 256               | 大直－松山車站                                   | 指南             | |  |
|          | 267               | 天母－捷運大湖公園站                             | 光華             | 低地板公車 |  |
|          | 268               | 大直－天母                                       | 光華             | 原267副路線 僅平日尖峰時間固定班次行駛 |  |
|          | 279               | 天母─內湖焚化廠                                  | 中興、光華       | 光華巴士配置1輛低地板，中興巴士配置5輛低地板公車 |  |
|          | 280(經承德路)     | 天母─公館                                        | 中興             | 低地板 |  |
|          | 280直(經新生高架) | 天母─新生高架─公館                               | 中興             | 配置22輛低地板公車 |  |
|          | 282               | 動物園－圓環                                     | 指南             | 經和平東路四段(原軍功路)，配置23輛低地板公車 |  |
|          | 282副             | 動物園－圓環                                     | 指南             | 經信義快速道路，低地板無障礙公車 |  |
|          | 300               | 故宮─衡陽路                                      | 中興             | 原重慶幹線路線改制 低地板(與304路線共用配車) |  |
|          | 304承德           | 故宮─承德路─永和                                 | 中興             | 配置低地板公車 |  |
|          | 304重慶           | 故宮─重慶北路─永和                               | 中興             | 配置20輛低地板公車 |  |
|          | 308               | 淡大－捷運劍潭站                                 | 指南             | 低地板無障礙公車 |  |
|          | 311               | 中和─松山                                        | 中興             | 配置26輛低地板公車 |  |
|          | 311區             | 中和─捷運公館站                                  | 中興             | 低地板公車 |  |
|          | 521               | 內湖－捷運忠孝復興站                             | 光華             | 低地板公車 |  |
|          | 530               | 指南宮－公館                                     | 指南             | 低地板無障礙公車 |  |
|          | 553               | 東湖－金龍寺                                     | 光華             | 原247路線（環山線）(此路線已於2018.6.30縮線) |  |
|          | 556               | 木柵象頭埔－捷運劍潭站                           | 指南             | 低地板無障礙公車 2012年5月1日起營運 改制自902區間車路線（萬芳社區－捷運劍南路站） |  |
|          | 557               | 東吳大學─士林高商                                | 中興             | 配置低地板公車 |  |
| 新北     | 580               | 大窠橋－竹圍馬偕醫院                             | 指南             | 原F221路線 低地板無障礙公車 |  |
| 新北     | 586               | 保長里－汐止火車站                               | 新北             | 原新北市新巴士F906路線，於2020年9月1日起轉型為市區收費路線並改號 低地板無障礙公車 |  |
| 新北     | 587               | 汐止－瑞士山莊                                   | 新北             | 原新北市新巴士F908路線，於2020年9月1日起轉型為市區收費路線並改號 低地板無障礙公車 |  |
| 新北     | 589               | 五堵－南港車站                                   | 新北             | 原新北市新巴士F912路線，於2020年9月1日起轉型為市區收費路線並改號 低地板無障礙公車 |  |
| 新北     | 590               | 博市社區－南港車站                               | 新北             | 原新北市新巴士F917路線，於2020年9月1日起轉型為市區收費路線並改號 低地板無障礙公車 |  |
| 新北     | 591               | 南港車站－水蓮山莊                               | 中興、新北       | 原新北市新巴士F918路線，於2020年9月1日起轉型為市區收費路線並改號 低地板無障礙公車 |  |
|          | 600               | 南港高工─臺北車站                                | 中興、光華       | 原忠孝新幹線路線改制 低地板公車 |  |
|          | 602               | 北投─天母                                        | 中興             | 低地板公車與大南汽車聯營 |  |
|          | 605               | 汐止─臺北車站                                    | 中興             | 配置28輛低地板公車 |  |
|          | 605副             | 汐止─松山車站                                    | 中興             | 經中視，與605路線共用，2016年11月縮短至松山車站 |  |
|          | 605新臺五         | 汐止─臺北車站                                    | 中興             | 經新臺五路，與605路線共用 |  |
|          | 605快             | 汐止─臺北車站                                    | 中興             | 配置5輛一般遊覽車經中山高(國道一號高速公路) |  |
|          | 616               | 泰山‧黎明技術學院─天母                           | 中興             | 配置17輛低地板公車 |  |
| 新北     | 629               | 汐止－松山車站                                   | 新北             | 部分配置低地板公車 |  |
| 新北     | 629區             | 五堵－汐止社后                                   | 新北             | 2025年1月1日起通車 低地板無障礙公車 |  |
| 新北     | 631               | 淡水－北投                                       | 淡水             | |  |
|          | 660               | 深坑－圓環                                       | 指南             | 原指南2副路線，低地板無障礙公車 |  |
|          | 660區             | 深坑－捷運景美站                                 | 指南             | 低地板公車 ，106年6月10日起通車 |  |
|          | 668               | 汐止─公館                                        | 中興             | 配置11輛低地板 |  |
|          | 675               | 汐止─公館                                        | 中興             | 配置2輛一般遊覽車，經南港展覽館、環東大道 |  |
|          | 676               | 動物園－行天宮                                   | 指南             | 低地板無障礙公車 |  |
| 新北     | 677               | 汐止社后－金龍寺                                 | 光華             | 與原新北市新巴士F916路線整併後改隸新北市政府交通局管轄，低地板公車服務（與藍21(含副)、藍23、藍39路線共用配車） 僅平日行駛                                                              |  |
| 新北     | 677副             | 汐止社后－金龍寺                                 | 光華             | 繞駛明峰街，低地板公車服務（與藍21(含副)、藍23、藍39路線共用配車） 僅平日行駛 |  |
| 新北     | 678               | 汐止－捷運市政府站                               | 新北             | 低地板無障礙公車 |  |
|          | 679               | 動物園－南港車站                                 | 指南             | 公路客運1506路線改號，原指南6路線 低地板無障礙公車，本路線於2020年12月1日起縮短行駛為動物園至南港車站。                                                                                |  |
|          | 679區             | 動物園－南港車站                                 | 指南             | 低地板公車 、本路線已於2020年12月1日起併入679路線。 |  |
|          | 680               | 天母－麟光                                       | 光華             | 72直達車與220區間車路線合併而成之路線 低地板公車 |  |
|          | 681               | 東湖－陽明山                                     | 光華             | 原110路線改制並追加平日班次 低地板公車 |  |
|          | 682               | 八里－社子                                       | 淡水             | 低地板無障礙公車 |  |
|          | 683               | 後港里－南港高工                                 | 光華             | 原620區路線 低地板公車 |  |
|          | 711               | 汐止─圓環                                        | 中興             | 低地板 |  |
| 新北     | 716               | 淡水─野柳                                        | 淡水             | 台灣好行黃金北海岸線 原862路線，於2019年9月30日改號716路線 於2020年5月1日起改由淡水客運獨營                                                                                            |  |
|          | 756               | 淡大－承德路－北門                               | 指南             | 原2056路線 低地板無障礙公車 |  |
|          | 757               | 淡海─重慶北路─北門                               | 指南             | 原公路客運1504路線，自104年5月1日改號757路線 低地板無障礙公車 |  |
|          | 758               | 五股 - 麟光                                      | 指南             | 原公路客運1503路線，自110年5月3日改號758路線 低地板公車 |  |
| 新北     | 797               | 五股－市政府                                     | 指南             | 原公路客運1502路線 低地板公車 |  |
| 新北     | 798               | 五股－臺北                                       | 指南             | 原公路客運1507路線 低地板公車(本線已於2020年2月10日起廢線) |  |
| 新北     | 799               | 樹林－大安路－捷運西門站                         | 指南             | 原公路客運1508 |  |
| 新北     | 800               | 樹林－捷運輔大站                                 | 指南             | 原公路客運1509路線，自103年12月1日起縮短路線至捷運輔大站 低地板無障礙公車 |  |
| 新北     | 801               | 五股－松山機場                                   | 指南             | 低地板無障礙公車 |  |
| 新北     | 803               | 五股－貿商國宅－松山機場                         | 指南             | 低地板無障礙公車 |  |
| 新北     | 813               | 五股－中和                                       | 指南、光華       | 與同集團光華聯營，低地板無障礙公車 ※自107年4月起實施公車雙向轉乘優惠 |  |
| 新北     | 813區             | 中和－行政院新莊聯合辦公大樓                     | 指南、光華       | 與同集團光華聯營，低地板無障礙公車，自103年1月15日起通車 |  |
| 新北     | 815               | 三重─故宮博物院                                  | 中興             | 經三重區力行路，低地板公車 |  |
| 新北     | 816               | 三重─捷運士林站                                  | 中興             | 經蘆洲區中山一、二路，低地板公車 |  |
| 新北     | 817               | 汐止─五分埔                                      | 新北             | 經社后，配置低地板公車 |  |
| 新北     | 818               | 捷運紅樹林站─聖約翰科技大學                      | 淡水             | 例假日停駛，配合聖約翰科技大學寒暑假停駛，低地板公車 |  |
| 新北     | 820               | 泰山─捷運民權西路站                              | 中興             | 低地板公車 |  |
| 新北     | 821               | 三芝─天文科學館                                  | 中興             | 低地板公車 |  |
| 新北     | 836               | 漁人碼頭─滬尾砲臺─捷運淡水站                     | 指南             | 低地板公車支援，平日停駛，假日行駛 |  |
| 新北     | 837               | 新春街─福德里                                    | 淡水             | |  |
| 新北     | 837副             | 捷運淡水站─福德里                                | 淡水             | 原新北市新巴士F107路線 |  |
| 新北     | 837區             | 捷運淡水站─竹圍                                  | 淡水             | 原新北市新巴士F108路線 |  |
| 新北     | 838               | 泰山─捷運關渡站                                  | 指南             | 低地板公車 |  |
| 新北     | 847               | 樹林─板橋                                        | 指南             | 低地板公車 |  |
| 新北     | 847區             | 樹林─捷運亞東醫院站                              | 指南             | 低地板公車 |  |
| 新北     | 853跳蛙公車       | 三芝→捷運紅樹林站                                | 淡水             | 經臺二線、淡水區北新路 自104年4月13日起通車試辦3個月，配置低地板公車 |  |
| 新北     | 860               | 三芝─捷運淡水站                                  | 淡水             | 經臺二線、淡水區北新路 公路客運1260路線改號 配置低地板公車 ※自107年4月起實施公車雙向轉乘優惠。                                                                                         |  |
| 新北     | 861               | 馬偕醫學院─捷運淡水站                            | 淡水             | 經新市一路 公路客運1261路線改號 配置低地板公車 |  |
| 新北     | 862               | 淡水─基隆                                        | 淡水、基隆       | 公路客運1262路線改號，配置低地板 ※自107年4月起實施公車雙向轉乘優惠。 |  |
| 新北     | 863               | 捷運淡水站─金山                                  | 淡水             | 經臺二線 公路客運1263路線改號，配置低地板公車 |  |
| 新北     | 864               | 三芝─捷運劍潭站                                  | 淡水             | 公路客運1264路線改號，低地板公車 |  |
| 新北     | 865               | 捷運淡水站─茂林                                  | 淡水             | 公路客運1265路線改號 |  |
| 新北     | 866               | 捷運淡水站─內橫山                                | 淡水             | 公路客運1266路線改號 |  |
| 新北     | 867               | 捷運淡水站─尖山湖                                | 淡水             | 公路客運1267路線改號 |  |
| 新北     | 867區             | 捷運淡水站─石門                                  | 淡水             | 於102年3月15日開闢，每日晚間10點30分發車，僅由捷運淡水站發往石門方向，返程僅行駛至三芝                                                                                                 |  |
| 新北     | 868               | 新春街─小坪頂（環線）                            | 淡水             | 公路客運1268路線改號 2020年10月31日起取消環線，延駛至捷運紅樹林站 |  |
| 新北     | 869               | 台北灣社區─捷運淡水站                            | 淡水             | 公路客運1269路線改號 2021年12月17日起起點改為沙崙路一段126巷 |  |
| 新北     | 870               | 捷運淡水站─忠山                                  | 淡水             | 公路客運1270路線改號，低地板公車 |  |
| 新北     | 871               | 捷運淡水站─行忠堂                                | 淡水             | 公路客運1271路線改號 |  |
| 新北     | 872               | 捷運淡水站─中泰                                  | 淡水             | 公路客運1272路線改號，低地板公車 |  |
| 新北     | 873               | 捷運淡水站─中和里                                | 淡水             | 公路客運1273路線改號，低地板公車 |  |
| 新北     | 874               | 捷運淡水站─大湖                                  | 淡水             | 公路客運1274路線改號，低地板公車 |  |
| 新北     | 875               | 捷運淡水站─北新莊                                | 淡水             | 公路客運1275路線改號，低地板公車 |  |
| 新北     | 876               | 捷運淡水站─三芝                                  | 淡水             | 經原縣道101號線 公路客運1276路線改號，低地板公車 |  |
| 新北     | 877               | 捷運淡水站─石門區公所                            | 淡水             | 經原縣道101號線 公路客運1277路線改號 |  |
| 新北     | 878               | 八里─捷運淡水站                                  | 淡水             | 公路客運1278路線改號，低地板公車 |  |
| 新北     | 879               | 馬偕醫學院─關渡                                  | 淡水             | 經淡金路一、二段 公路客運1279路線改號 |  |
| 新北     | 880               | 樹林─淡海                                        | 指南             | 經新樹路 公路客運1510路線改號，原指南10路線，部分車輛為低地板公車 ※自107年4月起實施公車雙向轉乘優惠。                                                                                  |  |
| 新北     | 881               | 淡海─捷運淡水站                                  | 指南             | 公路客運1513路線改號，低地板公車 |  |
| 新北     | 882               | 馬偕醫學院─捷運紅樹林站                          | 淡水             | 公路客運1282路線改號，低地板公車 |  |
| 新北     | 883               | 樹林─淡海                                        | 指南             | 經大安路 公路客運1515路線改號，原指南10路副線，低地板 |  |
| 新北     | 890               | 汐止─烘內                                        | 新北             | 公路客運1190路線改號，低地板公車 |  |
| 新北     | 892               | 捷運淡水站─石門                                  | 指南             | 公路客運1511路線改號，低地板公車 |  |
| 新北     | 893               | 捷運淡水站─北新莊                                | 指南             | 公路客運1512路線改號，低地板公車，本路線自2020年10月5日起併入淡水客運875路線。 |  |
| 新北     | 894               | 淡海新市縝－捷運淡水站                           | 淡水             | 淡水客運紅38區路線改號，經真理大學 |  |
| 新北     | 896               | 南港車站－烘內                                   | 新北             | 原台北市聯營公車51路線改號，配置低地板公車 2019年9月1日起調整營運區間為［南港車站－烘內］                                                                                              |  |
| 新北     | 897               | 景文科技大學－板橋                               | 指南             | 103年11月19日通車，低地板 |  |
| 新北     | 897區             | 景文科技大學－捷運景安站                         | 指南             | 低地板 |  |
|          | 902               | 麟光─捷運石牌站                                  | 指南             | 低地板公車 名義上的「敦化新幹線」 ※自106年12月29日起實施公車雙向轉乘優惠 |  |
|          | 902區             | 麟光─松山機場                                    | 指南             | 2024年6月24日起通車 低地板公車 |  |
|          | 1501              | 五股─動物園                                      | 指南             | 原公路客運，原指南1路線，低地板公車 2019年4月4日起停駛 |  |
|          | 1503              | 五股─動物園                                      | 指南             | 原公路客運，經信義路，原指南3路線，低地板公車 2021年4月30日起停駛 |  |
|          | 1505              | 淡海─中和                                        | 指南             | 原公路客運，原指南5路線，低地板公車 2019年7月1日起停駛 |  |
| 幹線公車 |                   |                                                  |                  | |  |
|          | 中山幹線          | 天母－青年公園                                   | 光華             | 配置35輛低地板公車 全配低地板初期以「中山新幹線」路線名義營運，於台北市幹線公車路網政策實施後扶正為新版「中山幹線」路線，前220路線 ※自107年4月起實施公車雙向轉乘優惠。                 |  |
|          | 北環幹線          | 北士科－中華科技大學                             | 光華、大有       | 與大有巴士聯營，原620路線 2023年6月30日起轉型，光華巴士和大有巴士迄點士林高商延駛至北士科。 光華巴士配有20輛低地板公車                                                                 |  |
| 快速公車 |                   |                                                  |                  | |  |
|          | 905               | 錦繡─民生社區                                    | 指南             | 配置35輛低地板 |  |
|          | 905副             | 錦繡─民生社區                                    | 指南             | 經陽光運動園區，與905路線共用配置低地板公車 |  |
|          | 912               | 深坑─捷運市政府站                                | 指南             | 低地板 |  |
| 新北     | 918               | 泰山‧黎明技術學院─新店                           | 中興、指南       | 部分班次延駛至新店耕莘醫院，中興配置低地板公車，指南暫無配置 |  |
| 新北     | 918區             | 泰山‧黎明技術學院─板橋                           | 中興             | 2020年12月18日起闢駛，僅中興巴士行駛，配置低地板公車，與918路線共用配車 |  |
| 新北     | 919               | 五堵─環東大道─捷運忠孝復興站                     | 新北             | |  |
| 新北     | 927               | 八里－三重（路線圖）                             | 淡水、首都、三重 | 經台64線、捷運徐匯中學站←與首都客運、三重客運聯營，低地板無障礙公車)。 |  |
| 新北     | 928               | 八里－中華路－三重（路線圖）                     | 淡水、三重       | 經台64線、捷運徐匯中學站←與三重客運聯營，低地板無障礙公車)。 |  |
| 新北     | 933               | 三重─動物園                                      | 中興、指南       | 低地板 指南客運配有兩台大巴車。 |  |
| 新北     | 938               | 五股─捷運臺大醫院站                              | 指南             | 低地板 |  |
| 新北     | 947               | 淡海新市鎮(淡水客運新市站)－板橋公車站（路線圖） | 指南、淡水       | 行經捷運淡水站、關渡大橋、成洲、五股區公所、台64線、捷運新埔站、板橋公車站(捷運板橋站)本路線自103年9月6日正式通車，由指南客運、淡水客運聯營，指南配置低地板無障礙公車)，淡水暫無配置。 |  |
|          | 949               | 深坑─國道3甲-捷運古亭站                          | 指南             | 103年3月29日通車，低地板 |  |
|          | 950               | 中和─基隆路高架─內湖科學園區                     | 中興             | 103年4月15日通車，低地板 |  |
| 新北     | 951               | 新店─國道3號-汐止                                | 指南、中興       | 103年10月14日通車 |  |
|          | 955               | 汐止─環東大道─捷運劍南路站                       | 新北             | 105年7月1日通車，低地板無障礙公車 |  |
|          | 957               | 淡海新市鎮—洲美快速道路─捷運劍南路站             | 指南、淡水       | 105年12月初通車，低地板無障礙公車 |  |
|          | 捷運先導公車      |                                                  |                  | |  |
| 新北     | 983               | 淡海新市鎮─捷運關渡站                            | 淡水             | 低地板 |  |
| 捷運接駁 |                   |                                                  |                  | |  |
|          | 紅2               | 汐止社后─捷運圓山站                              | 光華             | 低地板公車 |  |
|          | 紅3               | 社子─臺北花市                                    | 光華             | 低地板，僅星期六行駛 |  |
|          | 紅3區             | 社子─內湖科技園區                                | 光華             | 低地板 |  |
|          | 紅10              | 臺北海院─捷運劍潭站                              | 光華             | 配置低地板公車 |  |
|          | 紅10區            | 社子─捷運劍潭站                                  | 光華             | 配置低地板公車 |  |
|          | 紅12              | 天文科學館─捷運石牌站                            | 中興             | 配置低地板 |  |
| 新北     | 紅13              | 八里─捷運關渡站                                  | 淡水             | 低地板 |  |
|          | 紅15              | 天母─社子                                        | 中興             | 低地板 |  |
|          | 紅19              | 天母─捷運石牌站                                  | 光華             | 低地板 |  |
| 新北     | 紅22              | 八里─捷運關渡站                                  | 淡水             | 低地板 ※自107年4月起實施公車雙向轉乘優惠。 |  |
| 新北     | 紅26              | 漁人碼頭─捷運淡水站                              | 指南             | 低地板 |  |
| 新北     | 紅27              | 淡大(側門)─捷運淡水站                            | 指南             | 低地板 |  |
| 新北     | 紅28              | 捷運淡水站─淡江大學(正門)                        | 淡水             | |  |
| 新北     | 紅28直            | 捷運淡水站─淡江大學(正門)                        | 淡水             | |  |
|          | 紅30              | 故宮博物院─捷運劍潭站                            | 中興             | 行駛正館、兒童新樂園，低地板 |  |
| 新北     | 紅36              | 新春街─新興街─捷運淡水站                         | 淡水             | |  |
| 新北     | 紅37              | 淡海新市鎮─捷運淡水站                            | 淡水             | 經正德國中，低地板 部份班次繞駛淡水商工 |  |
| 新北     | 紅38              | 淡海新市鎮─捷運淡水站                            | 淡水             | 經真理大學 |  |
| 新北     | 紅39              | 新春街─捷運淡水站                                | 淡水             | 低地板 |  |
| 新北     | 紅51              | 淡海新市鎮─捷運淡水站                            | 淡水             | 經真理大學 |  |
| 新北     | 紅52              | 淡海新市縝─捷運淡水站                            | 淡水             | 配合818路線例假日及寒暑假停駛，低地板 |  |
|          | 藍7               | 故宮─直行舊宗路－捷運市政府站                    | 光華             | 低地板公車 |  |
|          | 藍7副             | 故宮─繞駛行善路－捷運市政府站                    | 光華             | 低地板公車 |  |
| 新北     | 藍15              | 汐止─捷運昆陽站                                  | 中興             | 低地板公車 ※自107年4月起實施公車雙向轉乘優惠。 |  |
|          | 藍20區            | 南港車站─雙向繞行捷運昆陽站－捷運劍南路站        | 光華             | 低地板公車←乘坐本路線前請先詢問駕駛行駛方向 |  |
| 新北     | 藍21              | 汐止社后─福德路─南港車站                         | 光華             | 經汐止區中興路，低地板公車 |  |
| 新北     | 藍21副            | 汐止社后─南陽街─南港車站                         | 光華             | 低地板公車 |  |
| 新北     | 藍22              | 汐止─捷運昆陽站─南港花園社區                     | 新北             | 低地板公車 ※自107年4月起實施公車雙向轉乘優惠。 |  |
| 新北     | 藍23              | 汐止社后─捷運昆陽站                              | 光華             | 低地板公車 |  |
| 新北     | 藍39              | 汐止社后─南港車站                                | 光華             | 低地板公車 |  |
| 新北     | 藍39副            | 汐止社后─南港車站                                | 光華             | 經樟樹一路，低地板公車 |  |
| 新北     | 橘1               | 錦繡─捷運景安站                                  | 指南             | 低地板公車， |  |
| 新北     | 橘9               | 錦繡─雙和醫院                                    | 指南             | 經綠野香坡，低地板公車 |  |
| 新北     | 橘10              | 泰山─捷運三民高中站                              | 指南             | 低地板公車 |  |
| 新北     | 橘16              | 三重─捷運三民高中站                              | 中興             | |  |
| 市民小巴 |                   |                                                  |                  | |  |
|          | 市民小巴8         | 士林站─後港里                                    | 光華             | |  |
|          | 市民小巴11        | 天母─捷運芝山站                                  | 光華             | 經天母里 |  |
|          | 市民小巴16        | 天母─捷運芝山站                                  | 光華             | 經忠誠路 |  |
| 內科接駁 |                   |                                                  |                  | |  |
|          | 內科2             | 內湖科技園區─中和                                | 中興             | |  |
|          | 內科7             | 內湖科技園區─汐止                                | 新北             | |  |
|          | 內科8             | 內湖科技園區─松山車站                            | 光華             | 低地板公車 |  |
|          | 內科10            | 內湖科技園區─錦繡                                | 指南             | 低地板公車 |  |
|          | 內科15            | 內湖科技園區─天母                                | 光華             | 低地板公車 |  |
|          | 內科17            | 內湖科技園區─士林                                | 光華             | 低地板公車 |  |
|          | 內科快線1         | 內湖科技園區─捷運圓山站                          | 光華             | 與大都會客運、首都客運聯營 原內科圓山線，自112年3月30日起改制 |  |
|          | 內科快線2         | 內湖科技園區─捷運市政府站                        | 光華             | 與大南汽車、東南客運、三重客運、台北客運聯營 原內科市府線，自112年3月30日起改制 |  |
| 南軟接駁 |                   |                                                  |                  | |  |
|          | 南軟中和          | 中和─南港軟體園區                                | 中興             | 低地板公車 |  |
|          | 南軟天母          | 天母─南港軟體園區                                | 光華             | 低地板公車 |  |
| 跳蛙公車 |                   |                                                  |                  | |  |
| 新北     | 跳蛙公車          | 水蓮山莊－南港車站                               | 中興             | 例假日停駛 2020年9月1日起隨591路線通車而停駛 |  |
| 新北     | 跳蛙公車          | 泰山－內湖                                       | 中興             | |  |
| 新北     | 跳蛙公車          | 新店－汐止                                       | 中興             | 本路線不提供短程載客服務 需跨高、快速道路後才可下車 例假日停駛 |  |
| 新北     | 跳蛙公車          | 三重－內湖科技園區                               | 中興             | 例假日停駛 |  |
| 新北     | 跳蛙公車          | 淡海新市鎮－板橋公車站                           | 淡水             | 例假日停駛 |  |
| 新北     | 跳蛙公車          | 石門－捷運紅樹林－竹圍中學                       | 淡水             | 配合竹圍中學上課期間延駛至「竹圍高中」 寒、暑假及非上課日僅行駛至捷運紅樹林站 例假日停駛                                                                                               |  |
| 新北     | 跳蛙公車          | 淡水－南港車站                                   | 淡水             | 例假日停駛 |  |
| 新北     | 跳蛙公車          | 淡水－南港行政中心                               | 淡水             | 例假日停駛 2020年11月9日起調整為自捷運南港軟體園區站發車（單向行駛） 2023年5月1日起停駛                                                                                                |  |
| 新北     | 跳蛙公車          | 木柵－捷運新埔站                                 | 指南             | 例假日停駛 2020年11月9日起停駛 |  |
| 新北     | 跳蛙公車          | 淡水－內湖科技園區                               | 指南             | 例假日停駛 |  |
| 新北     | 跳蛙公車          | 板橋溪崑－林口長庚                               | 指南             | 例假日停駛 2020年7月15日起停駛 |  |
| 新北     | 跳蛙公車          | 汐止－台北101                                    | 新北             | 例假日停駛 |  |

### 桃園市公車
| 系統     | 路線編碼 | 營運區間         | 業者 | 備註                                         |
| -------- | -------- | ---------------- | ---- | -------------------------------------------- |
| 一般路線 |          |                  |      |                                              |
| 桃園     | 106      | 桃園－南崁       | 指南 | 於2020年9月1日起接駛中壢客運路線，低地板公車 |
| 快速公車 |          |                  |      |                                              |
| 桃園     | 709      | 平鎮－捷運永寧站 | 指南 | 與統聯客運聯營，2017年2月24日通車            |

### 公路客運、國道客運
| 路線編碼 | 營運區間                            | 業者 | 備註                                      |
| -------- | ----------------------------------- | ---- | ----------------------------------------- |
| 公路客運 |                                     |      |                                           |
| 1191     | 基隆─中崙                           | 新北 | 低地板公車                                |
| 1192     | 基隆─烘內                           | 新北 | 低地板公車，2022年4月16日起停駛           |
| 2021     | 板橋─瑞芳                           | 中興 | 低地板公車，2021年9月13日起停駛           |
| 國道客運 |                                     |      |                                           |
| 2022     | 士林─中山高─中壢                    | 中興 | 部分班次有無障礙公車                      |
| 2025     | 臺北─中山高─瑞芳─中山高─北二高─臺北 | 中興 | 部分班次有無障礙公車，2023年7月29日起停駛 |
| 9006     | 臺北士林─基隆                       | 光華 | 與基隆客運聯營                            |
| 9009     | 臺北市政府─北二高─桃園              | 指南 | 與中壢客運聯營                            |
| 9069     | 桃園市大有特區─國道一號─南港展覽館  | 指南 | 與中壢客運聯營                            |
| 9089     | 捷運古亭站─北二高─桃園              | 指南 | 與中壢客運聯營，2023年5月31日起停駛       |

### 藍色公路
| 營運區間          | 業者     | 備註 |
| ----------------- | -------- | ---- |
| 淡水老街─八里左岸 | 台北航運 |      |
| 淡水老街─漁人碼頭 | 台北航運 |      |
| 八里左岸─漁人碼頭 | 台北航運 |      |
| 淡水老街─關渡碼頭 | 台北航運 |      |
| 八里左岸─關渡碼頭 | 台北航運 |      |

### 調度站
| 站名           | 業者 | 路線 | 地址                                                                                                |
| -------------- | ---- | --- | --------------------------------------------------------------------------------------------------- |
| 麟光站         | 指南 | 902、902區間 光華：72、680 | 台北市大安區和平東路三段625號（627巷）                                                              |
| 故宮站         | 中興 | 300、304重慶、304承德、紅30、557(停車) 光華：268、藍7、藍20區間、內科8、內科市府 指南：28、42、256                                                           | 台北市士林區故宮路7巷14號（力行街8巷2號）                                                           |
| 天母站         | 中興 | 203、279、280、280直達、602、紅15 光華：203、279 | 台北市士林區士東路臨353巷臨2-1號                                                                    |
| 天母東站(天東) | 光華 | 206、市民11、中山幹線 | 臺北市士林區東山路110巷2號（27號）                                                                  |
| 天母西站(天西) | 光華 | 224、紅19、內科15、市民16 | 臺北市士林區中山北路七段185號（187號）                                                              |
| 士林站         | 光華 | 250、620、683、內科17、市民8、9006、兒樂1號線、兒樂2號線 中興：557、紅12、兒樂1號線、兒樂2號線、600(停車)                                                    | 台北市士林區基河路跟中正路口(目前廢站，改停士科站、洲美站)                                          |
| 海專站         | 光華 | 215、紅10 | 臺北市士林區延平北路九段285號                                                                       |
| 社子站         | 光華 | 紅3、紅3區、246 | 台北市士林區延平北路六段410號                                                                       |
| 東湖站         | 光華 | 240直、247、247區、267、521、553、600、681、藍20區間、南軟天母                                                                                               | 臺北市內湖區潭美街579號（636號）旁                                                                  |
| 新光站         | 指南 | 282、282副線、530、676、679、679區、556、933、9009、9069、木柵-捷運新埔站(經埔墘)跳蛙                                                                        | 台北市文山區木柵路五段110號                                                                         |
| 五堵站         | 新北 | 590、591、629、678、817、919、955、藍22、內科7、890、896、1191、1192、汐止-台北101跳蛙                                                                       | 基隆市七堵區明德三路113號旁                                                                         |
| 北峰站         | 光華 | 203、677、紅2、藍21、藍21副、藍23、藍39、藍39副、內科圓山 | 新北市汐止區福德二路170號旁                                                                         |
| 汐止站         | 中興 | 591、605、605副線、605新臺五線、605快速、668、675、711、951、藍15、新店-汐止跳蛙                                                                             | 新北市汐止區鄉長路一段55巷（21號）旁                                                                |
| 深坑站         | 指南 | 660、660區、912、949 | 新北市深坑區北深路一段2號                                                                           |
| 錦繡站         | 指南 | 202區間、248、905、905副線、橘1、橘9、內科10 | 新北市新店區錦秀路2號                                                                               |
| 安和站         | 指南 | 202、208、208直達、208區間、897、897區間、951 中興：951 | 新北市新店區安業街4號                                                                               |
| 中和站         | 中興 | 214、214直達、311、950、內科2、南軟中和、2021、2025 | 新北市中和區連城路631-1號                                                                           |
| 中和二站       | 光華 | 813、813區 | 新北市土城區金城路三段313-3號(億客隆家具)旁                                                         |
| 樹林站         | 指南 | 847、847區間、799、800、880、883、桃709 | 新北市樹林區新興街32號                                                                              |
| 三重站         | 中興 | 227、227區間、600、815、816、933、橘16、三重-內科跳蛙、蘆洲-中正高中跳蛙                                                                                     | 新北市蘆洲區國道路二段68號（57號）旁                                                                |
| 泰山站         | 中興 | 616、820、918、918區間、泰山-內湖跳蛙 指南：838、918、橘10                                                                                                   | 新北市泰山區泰山路33號（半山雅路33號或泰山路133號）                                                 |
| 五股站(五股)   | 指南 | 758、797、798、801、803、813、813區、838、918、938、橘10 | 新北市五股區成泰路一段136號                                                                         |
| 八里站         | 淡水 | 682、紅13、紅22、878、927、928 | 新北市八里區中華路3段51號旁                                                                         |
| 淡海站         | 指南 | 836、紅26、757、880、881、892、893、1505 | 新北市淡水區淡海路245號                                                                             |
| 淡大站         | 指南 | 308、紅27、756 | 新北市淡水區大忠街150號                                                                             |
| 淡水站         | 淡水 | 631、837、紅28、紅28直達車、紅36、紅39、631、862、863、865、866、867、868、869、870、871、872、873、874、875、876、877、淡水新巴士 指南：紅27(停車)756(停車) | 新北市淡水區新興街126號                                                                             |
| 新市站         | 淡水 | 紅37、紅38、紅51、紅52、818、894、947、957、983淡海先導公車、淡水新市鎮-板橋、淡水-國道1號-南港車站、淡水新巴士 指南：947、957、淡水-內湖科技園區-南港車站   | 新北市淡水區後洲路與崁頂三路口                                                                      |
| 三芝站         | 淡水 | 860、861、864、867(區間)、879、882 中興：821 | 新北市三芝區北海路二段168號旁                                                                       |
| 重陽站         | 中興 | 600 光華：600、藍20區間 新北：590(停放)、591(停放)、896(停放)                                                                                                | 臺北市南港區重陽路279號（現以廢站。600、藍20區間路線車輛改停東湖站、590、591、896車輛改停五堵站。） |
| 桃園站         | 指南 | 9009、9069、9089、106 | 桃園市桃園區樹仁二街129號                                                                           |

### 客運站
| 站名       | 經營業者             | 路線                   | 備註                   |
| ---------- | -------------------- | ---------------------- | ---------------------- |
| 市府轉運站 | 統一開發股份有限公司 | 中興：2025、指南：9009 | 與多家業者共用         |
| 中壢站     | 中壢客運             | 中興：2022             | 與國光客運共用         |
| 淡水站     | 淡水/基隆客運        | 淡水 基隆客運：862     | 與中油(捷運淡水站)共用 |

## 相關企業

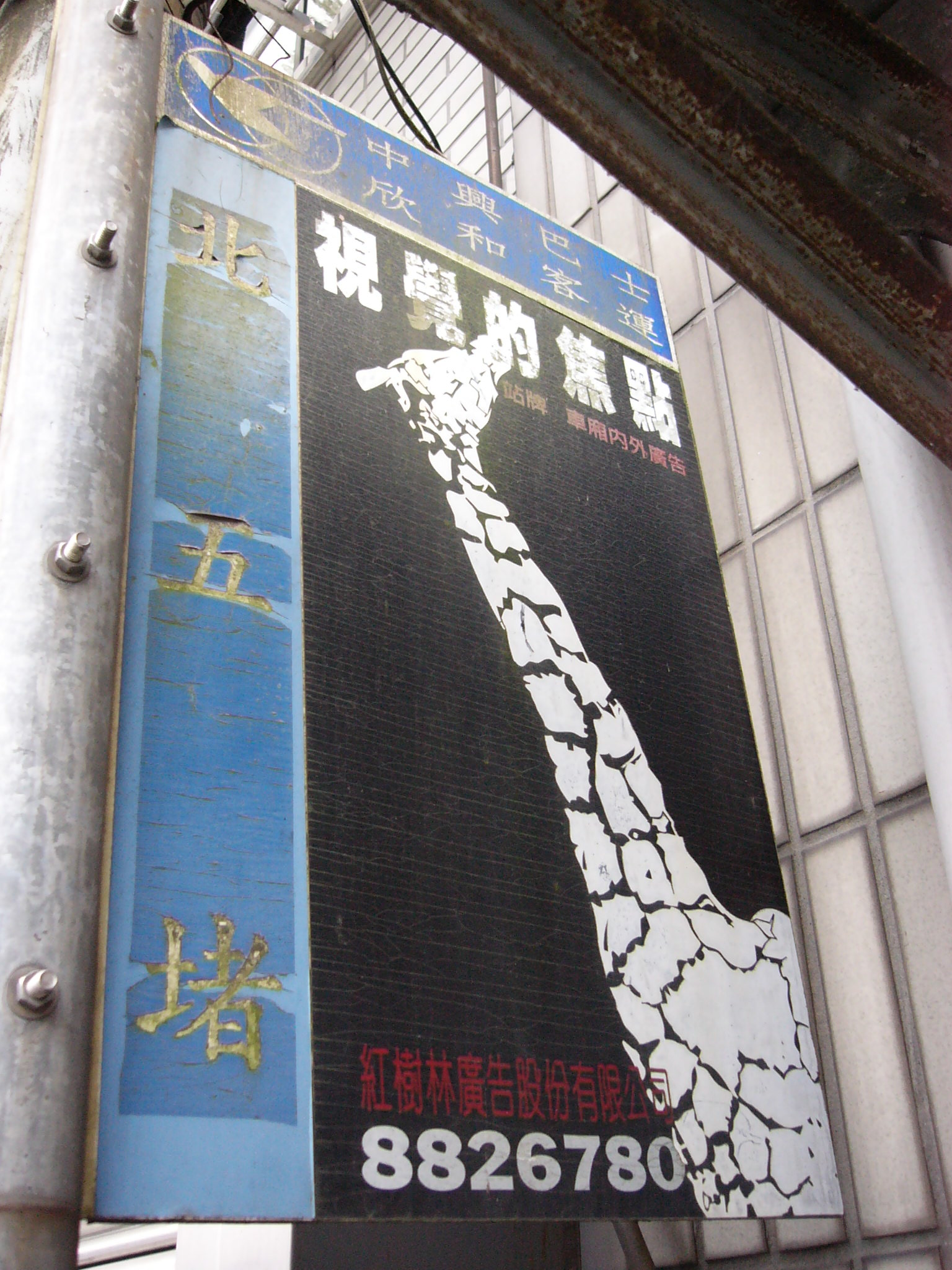
1990年代的中興巴士與欣和客運聯名站牌正面，廣告欄貼的是紅樹林廣告的廣告

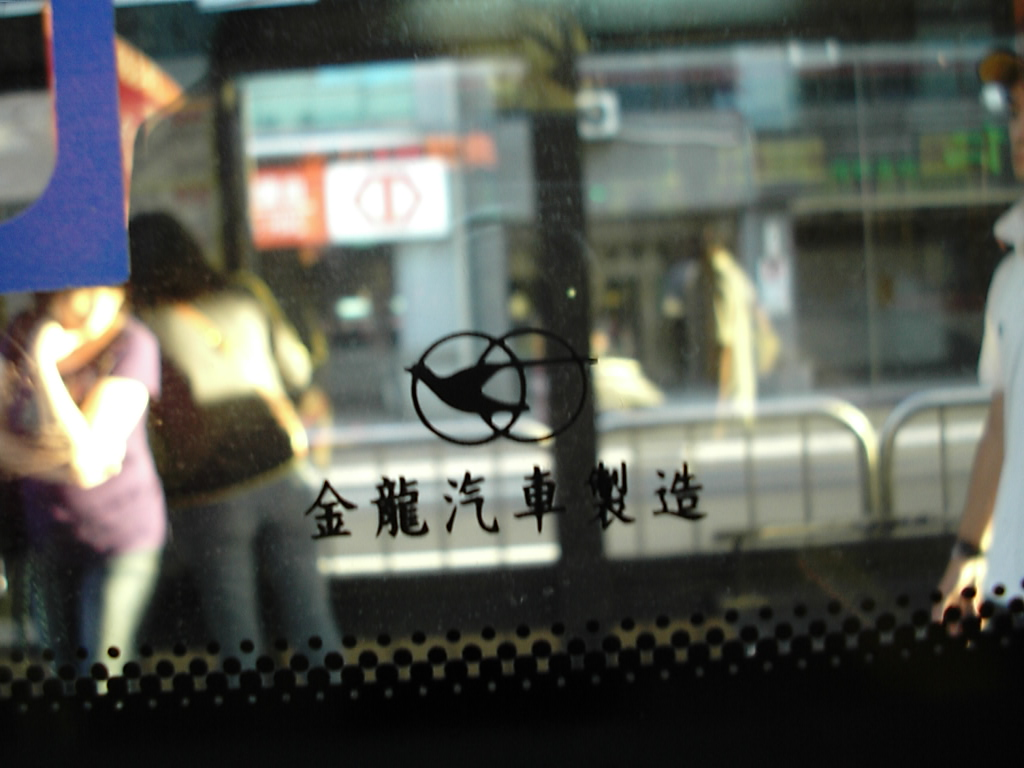
指南客運282路低底盤車的車窗，顯示金龍汽車是中興巴士集團的關係企業。

中興巴士集團以中興巴士為母公司，結合淡水客運及下列數家子公司或關係企業：
- 光華巴士
- 新北客運
- 指南客運
- 淡水客運
- 基隆客運
- 統聯客運（大股東，股份未過半）
- 協溢通運
- 協龍旅行社
- 金龍汽車製造(製造或保養中興巴士集團所有公車)
- 台北航運
- 紅樹林廣告（經營中興巴士集團公車車體廣告業務）
- 亞捷汽車租賃
- 亞捷租賃(雙北長照接送)
- 敦峰汽車工業
- 龍騰國際汽車股份有限公司
- 中興資產管理股份有限公司
- 光華資產管理股份有限公司
- 龍福國際股份有限公司
- 卡通股份有限公司

## 參照
1. ↑  楊浩民. . . 2015: 76頁 （中文（臺灣））.
2. ↑  何芸庭. . CTWANT. 2022-10-23.
3. ↑  .   [2020-09-28]. （原始内容存档于2019-05-02）.

## 外部連結
- 中興巴士關係企業（页面存档备份，存于）
- 基隆客運（页面存档备份，存于）
- 統聯客運（页面存档备份，存于）
- 未公發集團巡禮 – 客運業：中興巴士集團 （页面存档备份，存于）